# Kobiecość

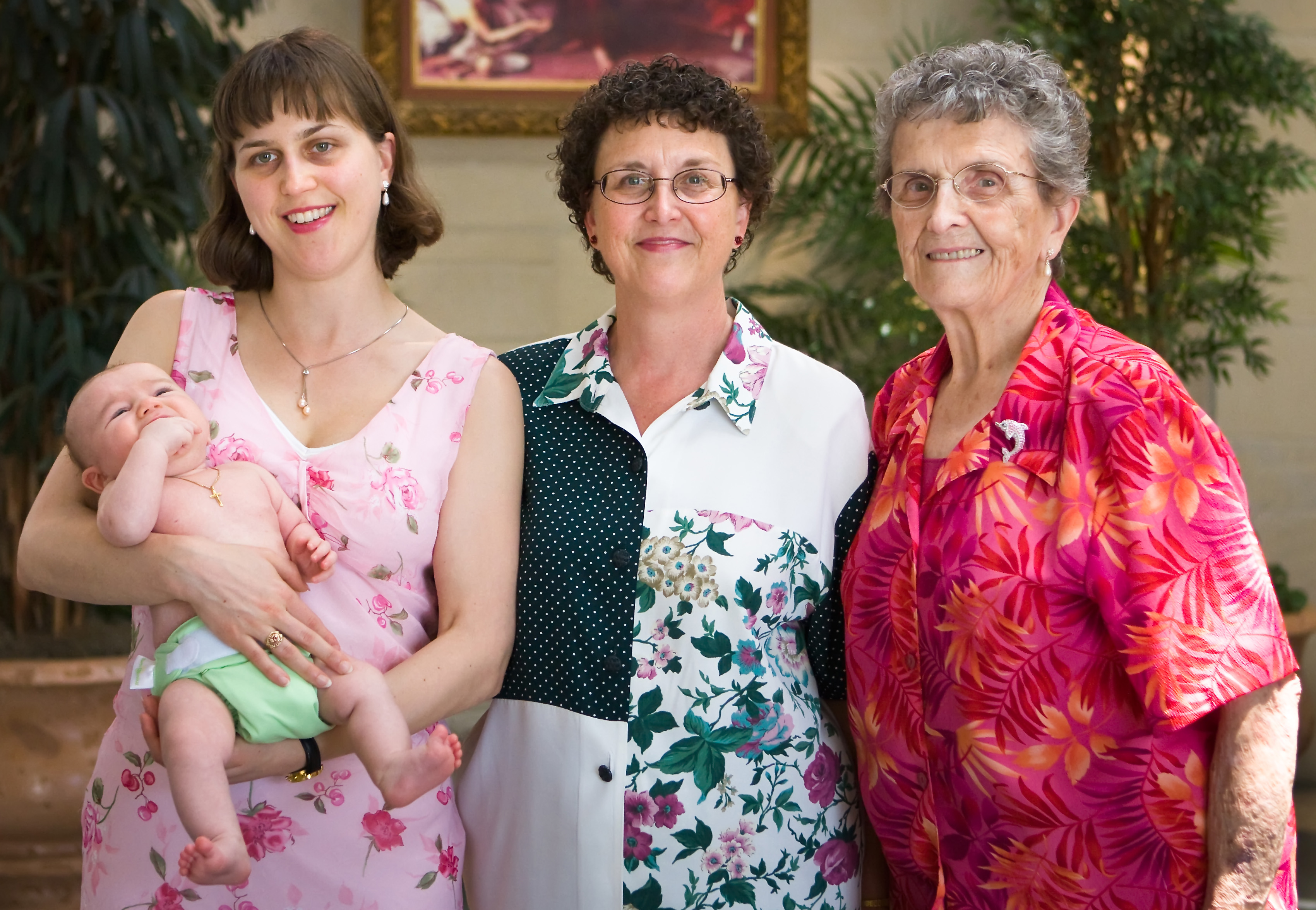
Trzy generacje kobiet z niemowlęciem (czwarta generacja)

Kobiecość – pojęcie abstrakcyjne; pojmowane tradycyjnie oznacza względnie stałą charakterystykę obejmującą cechy, wygląd, zainteresowania i zachowania, które stereotypowo były uważane za stosunkowo bardziej typowe dla kobiet niż mężczyzn. Współcześnie postrzeganie kobiecości uległo przeobrażeniu i bardziej adekwatne jest mówienie o różnych typach kobiecości, zamiast o kobiecości jako pojedynczym i jednorodnym koncepcie. Kobiece zachowanie kształtuje się w wyniku oddziaływania czynników biologicznych (chromosomy, hormony) wespół z licznymi czynnikami psychologicznymi, socjalnymi, kulturowymi i środowiskowymi w procesie socjalizacji.
Na przestrzeni wieków pojęcie kobiecości ewoluowało, szczególnie uległo przeobrażeniu w ostatnich dwóch stuleciach, i w dalszym ciągu podlega zmianom. Dawniej kobiecość kojarzono z pięknem, delikatnością i emocjonalnością, z byciem dobrą matką i opiekunką domowego ogniska. Współcześnie kobiecość może łączyć się także z niezależnością, asertywnością i ambicją. W kreowaniu kobiecego wizerunku rolę odgrywa m.in. moda, reklamy, media społecznościowe, nakazy i zakazy religijne, tradycje i stereotypy. Media z jednej strony wytwarzają presję, aby dążyć do osiągnięcia stereotypowego ideału kobiecej atrakcyjności fizycznej i kobiecości w ogóle, z drugiej bywa w nich promowana akceptacja własnego ciała i odrzucenie dążenia do niedoścignionego ideału, zwłaszcza przez środowiska feministyczne.

## Zarys pojęcia
Przy rozważaniu różnic płci rozróżnia się płeć biologiczną (ang. sex) związaną z anatomicznymi i fizjologicznymi różnicami między ciałem kobiety i mężczyzny oraz płeć kulturową (ang. gender) odnoszącą się do różnic natury psychologicznej, społecznej i kulturowej. Płeć kulturowa niekoniecznie jest bezpośrednią pochodną biologicznej płci danego człowieka. Wiąże się ona z tworzeniem koncepcji kobiecości i męskości z punktu widzenia psychologicznego, społecznego, kulturowego i filozoficzno-religijnego. Istnieje spór dotyczący  stopnia, w jakim tożsamość i role płciowe są wyuczone, w jakim zakresie kobiecość czy męskość jest determinowana biologicznie, a w jakim społecznie.
W naukach społecznych i kręgach feministycznych pojęcie kobiecości jest uważane przede wszystkim za wytwór społeczny (ideę wykreowaną i zaakceptowaną przez ludzi w danym społeczeństwie), tzn. różnice między kobietami a mężczyznami są rezultatem społecznych działań człowieka. Jedne badania dowodzą wpływu czynników społecznych na pewne zachowania kobiet, inne wskazują, że pewne zachowania uważane za kobiece zachodzą pod wpływem czynników biologicznych.
W społeczeństwach o długotrwałych tradycjach kulturowych obraz kobiecości/męskości jako zespół cech biologiczno-psychiczno-kulturowych jest wyraźnie określony, a proces socjalizacji i samowychowania zmierza do utożsamienia się z nim. Nieprzystawanie do niego z jakiegoś powodu nadaje łatkę „odmieńca” przez system kontroli społecznej. W społeczeństwach doświadczających kryzysów kulturowych, rewolucji obyczajowych, nowych prądów cywilizacyjnych obraz ten ulega zachwianiu, przeobrażeniom i nowemu różnicowaniu. Dotyczy to społeczeństw poddanych szybkiej urbanizacji, uprzemysłowieniu, zderzeniu różnych światów. Może to wywoływać zagubienie, potrzebę świadomego kreowania własnej płciowości, kryzysy w związkach i zaburzenia seksualne. Takie zjawiska zachodzą współcześnie m.in. w kulturze Zachodu.
Pojęcie kobiecości różni się od biologicznej definicji płci żeńskiej, ponieważ zarówno u mężczyzn, jak i u kobiet można zaobserwować cechy stereotypowo kobiece.
Kwestia różnic płci występuje także w kampanii politycznej. Odgrywanie stereotypowych ról zakłada m.in. oczekiwanie, że kobiety będą troszczyć się o dzieci i dom, poświęcając rozwój własnej kariery zawodowej. Choć współcześnie zwłaszcza w świecie zachodnim nastąpiło bardziej egalitarne pojmowanie ról płci, to jednak w wielu częściach świata w aspekcie nierówności niewiele się zmieniło. Osoby broniące nierówności argumentują to wrodzonymi uwarunkowaniami podstawowych ról płci (aspekty biologiczne). Z kolei ci, którzy odrzucają takie podejście, zwykle uważają, że modele ról są tylko wytworem kultury, która będąc zdominowana przez mężczyzn, ma interes w ich utrzymaniu. Często argumenty na pozór naukowe mają w rzeczywistości polityczny charakter, pozbawione są obiektywności naukowej. Wyrównanie szans pomiędzy mężczyznami i kobietami zdaje się być obecnie jedną z podstawowych potrzeb społeczeństw bez względu na to, czy role płci są określone przez naturę, konstytucyjnie, czy społecznie, przez wychowanie. Jednak ograniczenie lub lekceważenie konstytucyjnie określonych praw którejś ze stron w ramach dążenia do równych możliwości wydaje się być nietrafne. Należy dostrzegać i szanować zdolności i skłonności, które są typowo kobiece bądź typowo męskie.

## Historia

Narodziny Wenus (1486, Uffizi) to klasyczne przedstawienie kobiecości namalowane przez Sandro Botticellego. Wenus była rzymską boginią przede wszystkim kojarzoną z miłością, pięknem i płodnością

Koncept kobiecości powstał w czasach starożytnych, co znalazło potwierdzenie w starożytnej sztuce i modzie sięgającej do 28 000 lat przed naszą erą, jednak uniwersalne cechy charakterystyczne definiujące kobiecość nie zostały jeszcze określone. W ciągu historii kobiety zajmowały podrzędną pozycję w stosunku do mężczyzn. Większość starożytnych społeczeństw miała ustrój oparty na patriarchacie, lecz różny był w nich stopień protekcjonalnego traktowania kobiet. Dopiero niedawno ten stan rzeczy został zakwestionowany i kobiety zostały uznane za równe mężczyznom. Aż do połowy lat 70. XX wieku powszechnie uważano, że pojęcia kobiecości-męskości są dwubiegunowe i jednoczynnikowe.
W latach 30. XX wieku Lewis Terman i Catherine Cox Miles podjęli naukowe wysiłki mające na celu pomiar kobiecości i męskości. Ich skala M-F była adaptowana przez innych badaczy i psychologów. Modele te wskazywały, że kobiecość i męskość były cechami wrodzonymi i trwałymi, niełatwo mierzalnymi, przeciwstawnymi do siebie, oraz że brak równowagi między nimi prowadził do zaburzeń psychicznych.
W 1949 roku francuska intelektualistka Simone de Beauvoir napisała, że „żadne biologiczne, psychologiczne lub ekonomiczne przeznaczenie nie determinuje osoby, którą ludzka kobieta stanowi w społeczeństwie” oraz że „nikt nie rodzi się kobietą, ale raczej staje się nią”. Ta koncepcja została podjęta w 1959 roku przez kanadyjsko-amerykańskiego socjologa Ervinga Goffmana, a w 1990 roku przez amerykańską filozofkę Judith Butler. Judith Butler teoretyzowała, że płeć nie jest stała ani wrodzona, ale jest raczej społecznie zdefiniowanym zbiorem praktyk i cech, które z czasem zyskały miano kobiecych lub męskich. Goffman argumentował, że kobiety są socjalizowane, by przedstawiać się jako „cenne, ornamentalne i kruche, niewykształcone i nieprzystosowane do wszystkiego, co wymaga wysiłku mięśni”, oraz by prezentować „nieśmiałość, rezerwę i przejawy słabości, strachu i niekompetencji".
Wraz z ruchem kobiet w latach 70. naukowcy zaczęli odchodzić od modelu M-F, wykazując rosnące zainteresowanie androgynią. Dwa dobrze znane testy osobowości, Bem Sex Role Inventory i Personal Attributes Questionnaire, zostały opracowane w celu zmierzenia kobiecości i męskości na oddzielnych skalach. Korzystając z takich testów, badacze odkryli, że te dwa wymiary różniły się od siebie niezależnie, podając w wątpliwość wcześniejsze spojrzenie na kobiecość i męskość jako cechy przeciwstawne.
W 1984 roku podczas badań nad kobiecością Jill Matthews po raz pierwszy zastosowała koncept porządku płci (ang. gender order), który umożliwia badanie różnic w zachowaniu kobiet i mężczyzn, oraz analizowanie podstawy tych różnic jako uwarunkowanych zasadniczo biologicznie lub jako wytworów społecznych.
Feministki drugiej fali, zainspirowane przez de Beauvoir, uznały, że choć biologiczne różnice między kobietami i mężczyznami są wrodzone, to pojęcia kobiecości i męskości zostały wykreowane kulturowo. Cechy takie jak bierność i czułość zostały przypisane kobietom, zaś agresywność i inteligencja zostały przypisywane mężczyznom. Dziewczynki, jak stwierdziły feministki drugiej fali, były następnie socjalizowane za pomocą zabawek, gier, telewizji i szkoły, aby dostosowywały się do kobiecych wartości i zachowań. Amerykańska feministka Betty Friedan w swojej książce Mistyka kobiecości z 1963 roku napisała, że kluczem do podporządkowania kobiet była społeczna konstrukcja kobiecości, kobiecość widziana jako dziecięca, pasywna i zależna, oraz wezwała do „drastycznego przeobrażenia kulturowego obrazu kobiecości”.
We współczesnych społeczeństwach mamy do czynienia z dwoma kulturowymi modelami kobiecości: tradycyjnym i nowoczesnym. Tradycyjny model kobiecości opiera się na polaryzacji płci i wyznacza kobiecie określone role płciowe. Nowoczesny model kobiecości, w którym dochodzi do zatarcia się różnic między kobiecością a męskością, a kobieta może realizować się na innych płaszczyznach niż tylko rodzinna i domowa, pozwala kobiecie na tworzenie własnego zindywidualizowanego wizerunku kobiecości. Polskie społeczeństwo w dużej mierze podchodzi w tradycyjny sposób do definiowania kobiecości. Tradycjonaliści, upatrujący zagrożenie dla rodziny w koncepcji płci kulturowej (dżender) i zmianach burzących tradycyjny porządek społeczny, spierają się ze zwolennikami nowoczesnego pojmowania kobiecości i równości płci.

### Koncepcja „idealnej kobiety”
Każda kultura ma swój własny wzór „idealnej kobiety”. Termin „kobieta idealna” jest stosowany w kontekście różnych okresów i różnych kultur, na przykład:
- Penelopa, żona Odyseusza w Odysei, opisana jako idealna kobieta starożytnego społeczeństwa greckiego, „wcielenie czystości, szczodrości, sprytu i inteligencji”[35]
- królowa Wiktoria jako idealna kobieta epoki wiktoriańskiej[36]
- „Dzielna niewiasta”, opisana w Starotestamentowej Księdze Przysłów, kompetentna zarówno w zarządzaniu gospodarstwem domowym, jak i w handlu[37][38]
- pełna sex appealu pociągająca kobieta lat 20. XX wieku, która paliła i nie stroniła od alkoholu[34]
- stereotyp „idealnej kobiety” z lat 50. przedstawiony przez Betty Friedan w Mistyce kobiecości, określony przez „bierność seksualną, męską dominację i opiekuńczą miłość macierzyńską"[39].

W polskim badaniu z 2007 roku przeprowadzonym na 52 osobach w wieku od 20 do 60 lat, kobietach i mężczyznach, młode kobiety stwierdziły, że „idealna kobieta” nie istnieje lub jest wymysłem mężczyzn. Również ankietowani mężczyźni stwierdzili, że „idealna kobieta” nie istnieje, ale niektórzy chętnie tworzyli w myślach taki wzorzec.

## W ujęciu tradycyjnym

Wenus z Lustrem Tycjana (ok. 1555), ukazuje boginię Afrodytę jako uosobienie kobiecości

Tradycyjnie pojmowana kobiecość oznacza zbiór cech, zachowań, ról i hierarchii wartości powszechnie kojarzonych z kobietami w danym społeczeństwie.
Według rosyjskiej socjolożki Swietłany Ilinych normatywna kobiecość oznacza kobiecość zgodną z budową ciała i ukierunkowaniem na tradycyjne wartości kobiece, a przede wszystkim na rodzinę i macierzyństwo, co znajduje odbicie w cechach charakteru takich jak konformizm, empatia, życzliwość, prostota i ostrożność.

### Zachowanie i osobowość

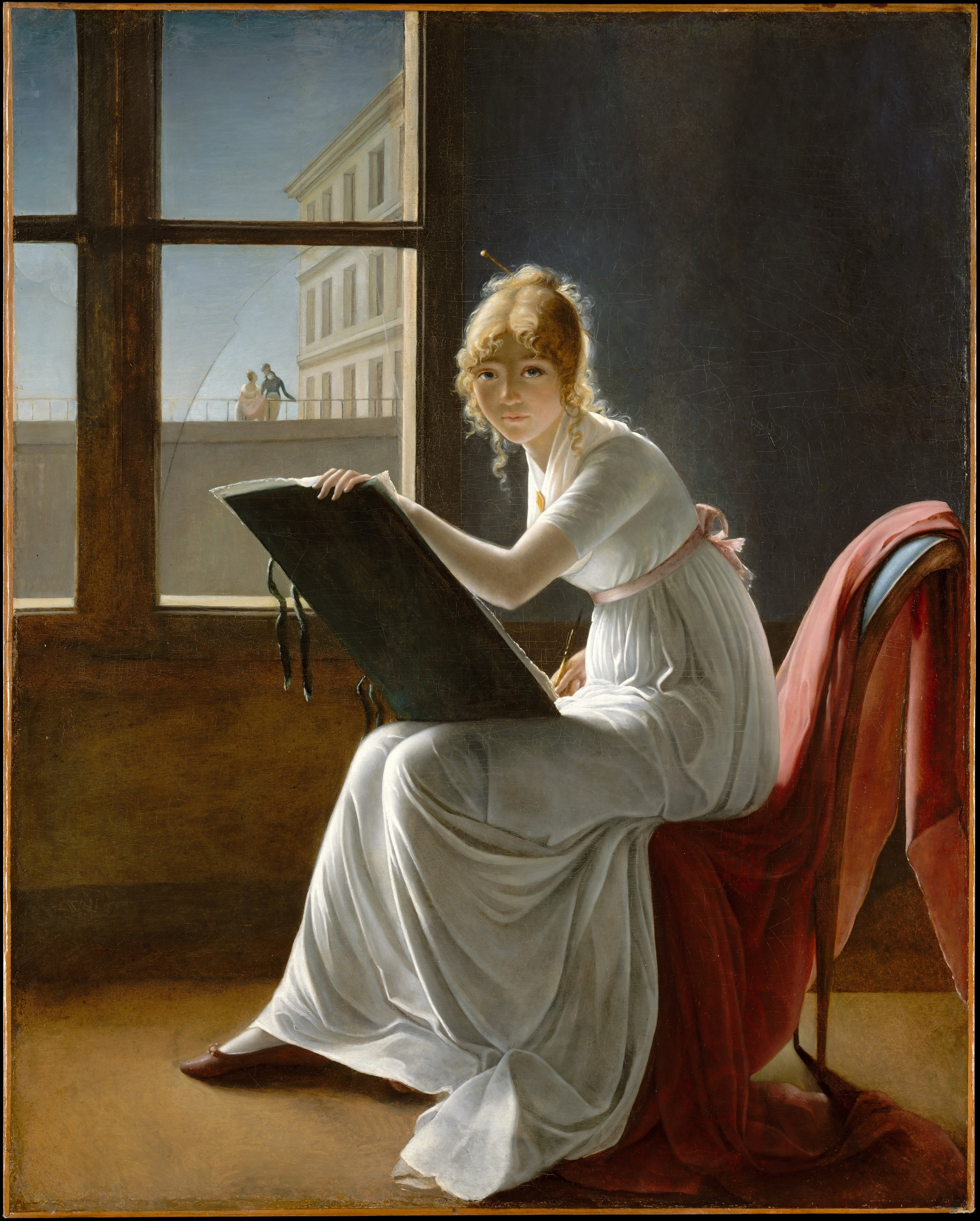
Obraz Jeune femme dessinant (1801, Metropolitan Museum of Art) namalowany przez Marie-Denise Villers (prawdopodobnie autoportret), przedstawia niezależną kobiecą duszę

Cechy uznawane za charakterystyczne dla kobiecości różnią się między różnymi społeczeństwami, a nawet w ich obrębie, w opiniach indywidualnych osób. Podlegają wpływowi różnorodnych czynników społecznych i kulturowych. Mimo to najczęściej stereotypowo jako kobiece wymieniane są cechy takie jak: empatia, pokora i wrażliwość, opiekuńczość, urokliwość, dobroczynność, delikatność, łagodność, ciepło, pasywność, współpraca, ekspresywność, skromność, uczuciowość, czułość, bycie emocjonalnym, uprzejmym, pomocnym, oddanym i wyrozumiałym.
Relacja między kobiecą socjalizacją a związkami heteroseksualnymi została zbadana przez naukowców, bowiem kobiecość jest powiązana z seksualną atrakcyjnością kobiet i dziewcząt dla mężczyzn. Kobiecość jest czasami łączona z seksualnym uprzedmiotowieniem. Bierność seksualna lub receptywność seksualna są czasami uważane za kobiece, podczas gdy asertywność seksualna i popęd seksualny są czasami uważane za męskie.
Badacze analizowali, w jakim stopniu tożsamość płciowa i zachowania charakterystyczne dla płci wynikają z socjalizacji w porównaniu z czynnikami biologicznymi. Uważa się, że wpływy społeczne i biologiczne wzajemnie oddziałują na siebie w toku rozwoju. Badania dotyczące ekspozycji prenatalnej na androgeny dostarczyły pewnych dowodów na to, że kobiecość i męskość są częściowo określane biologicznie. Inne możliwe wpływy biologiczne obejmują ewolucję, genetykę, epigenetykę i hormony (zarówno w trakcie rozwoju, jak i w dorosłości).
Osoby, które wykazują kombinację cech męskich i kobiecych, są uważane za androgyniczne, a filozofowie feministyczni utrzymywali, że niejednoznaczność płci może rozmywać podział między płciami.
Pośród cech kobiecych związanych ze zdobyciem partnera wymieniane są: zmysłowość, seksapil, kokieteria, powabność i wdzięk. Kobiece zachowanie obejmuje także charakterystyczne gesty (np. odgarnianie włosów), mimikę (przede wszystkim oczy – zalotne spojrzenia, trzepotanie rzęsami, uśmiech, ułożenie warg) i sposób poruszania się (z gracją, lekko, małymi krokami, prosto, rytmicznie, kołysanie biodrami).

### Tradycyjne role

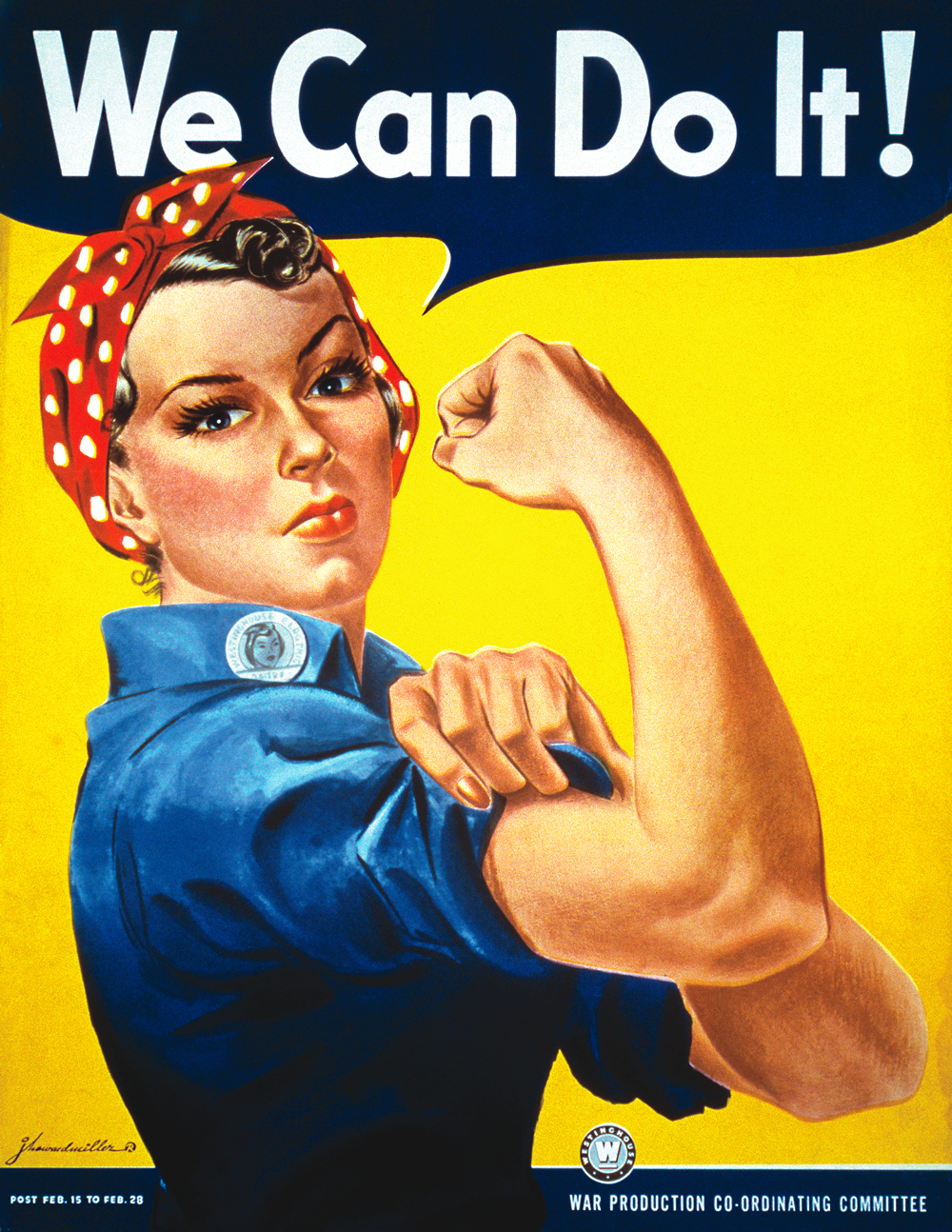
Amerykański plakat z Rózią Nitowaczką z okresu II wojny światowej, zachęcający kobiety do podjęcia pracy zawodowej na rzecz przemysłu zbrojeniowego

Aż do pierwszych dekad XX wieku kobiety poświęcały ponad 60% najaktywniejszych lat życia na chodzenie w ciąży lub karmienie niemowląt. W latach 1920–1950 dostępność sztucznego karmienia oraz ulepszenie praktyk położniczych skróciły czas związany z funkcją reprodukcyjną kobiet, przyczyniając się do wzrostu udziału kobiet zamężnych z małymi dziećmi na rynku pracy; zaś w latach 1950–1970 wprowadzenie innowacyjnych technologii do gospodarstwa domowego (pralka, odkurzacz, kuchenka gazowa, lodówka itd.) pozwoliło na zaoszczędzenie czasu przeznaczanego do tej pory na wykonywanie obowiązków domowych, odgrywając ważną rolę w zwiększeniu aktywności zawodowej kobiet.
Codzienne życie kobiet amerykańskich zmieniło się, a tradycyjny podział ról uległ zachwianiu podczas II wojny światowej. Kobiety, które do tej pory zajmowały się wyłącznie prowadzeniem domu i opieką nad dziećmi, lub pracowały jako urzędniczki lub w sektorze usługowym, nagle znalazły zatrudnienie w przemyśle ciężkim i przemyśle zbrojeniowym, które były domeną mężczyzn. Ogólnie w tym okresie 9 milionów kobiet podjęło pracę zawodową, z czego 5 milionów po raz pierwszy. Większość z nich była zamężna, wiele było matkami. Symbolem amerykańskich kobiet pracujących w fabrykach wojennych stała się Rózia Nitowaczka – pewna siebie i kompetentna kobieta, lecz niepozbawiona kobiecości, z manicure, ufryzowana i z pomalowanymi na czerwono ustami. Po zakończeniu wojny, zmniejszeniu zapotrzebowania na broń i po powrocie mężczyzn z frontu, wiele kobiet straciło pracę lub zostało przesuniętych na niższe czy gorzej płatne stanowiska.
Stereotypy dotyczące płci kształtują tradycyjne zawody kobiece, a kobiety, które łamią tradycyjne role płciowe mogą spotykać się z mikroagresją. Do stereotypów tych należy między innymi to, że kobiety mają opiekuńczą naturę, posiadają zdolności do pracy w gospodarstwie domowym, mają większą sprawność manualną niż mężczyźni, są bardziej uczciwe niż mężczyźni i cieszą się bardziej atrakcyjnym wyglądem fizycznym. Role zawodowe związane z tymi stereotypami obejmują: położną, nauczycielkę, księgową, urzędnika ds. wprowadzania danych, kasjerkę, sprzedawczynię, recepcjonistkę, pomoc domową, kucharkę, pokojówkę, pracownicę socjalną i pielęgniarkę.
Przywództwo jest silnie kojarzone z męskością, przez co kobiety są odbierane gorzej jako potencjalni liderzy. Niektórzy twierdzą jednak, że przywództwo w stylu „kobiecym”, które jest związane z podejściem skupiającym się na pomocy i współpracy, jest korzystniejsze niż przywództwo „męskie”, które wiąże się z koncentracją na zadaniach i kontroli. Kobiety będące liderami częściej opisywane są przez zachodnie media przy użyciu charakterystyk związanych z kobiecością, takich jak emocje.
Na podstawie obserwacji poczynionych w społeczeństwie amerykańskim wyciągnięto wniosek, że niedawne strukturalne zmiany ekonomiczne wymusiły partycypowanie matek w pracy zarobkowej i udział ojców w opiece nad dziećmi. Coraz więcej kobiet i mężczyzn łączy rodzicielstwo z pracą zarobkową z konieczności. Utrata pracy przez mężczyznę, zwykle zarabiającego więcej pieniędzy niż kobieta, dotyka rodzinę – pracująca matka musi utrzymać pracę, aby rodzina mogła przeżyć. Tradycyjny model rodziny, z tradycyjnym podziałem ról, w którym kobieta wychowuje dzieci, dba o dom i męża, zaś mężczyzna pracuje zarobkowo na utrzymanie rodziny, jest rujnowany przez nowoczesny system ekonomiczny. W klasie średniej zniknęły rodziny utrzymujące się wyłącznie z jednej pensji, gdyż nie pozwala na to istniejący system ekonomiczny. W socjologii i badaniach poświęconych rodzinie coraz bardziej powszechnienie pojawia się argument mówiący, że struktura klasowa i zmiany ekonomiczne podważają dzisiaj byt rodzin przez zabieranie matki z domu, podczas gdy ideologia polityczna ignoruje ekonomiczne ograniczenia, a nawet je wspiera lub legalizuje.

### Uzasadnienie nierówności w zatrudnieniu
Uważa się, że pierwszorzędne cechy płciowe mężczyzn i kobiet, takie jak zdolność do rodzenia dzieci, spowodowały historyczny podział pracy ze względu na płeć, a stereotypy dotyczące płci rozwinęły się kulturowo, utrwalając ten podział. Przykładowo po II wojnie światowej, kiedy nie było konieczności, by kobiety stanowiły część siły roboczej, pojawiło się pojęcie napięcia przedmiesiączkowego, które posłużyło jako argument ku temu, że kobiety są gorszymi pracownikami.
Nauka, technologia, inżynieria, informatyka i matematyka są postrzegane jako niezgodne z kobiecością, niekobiece. W powyższych dziedzinach kobiety stanowią mniejszość i zajmowały jedynie 24% miejsc pracy w Stanach Zjednoczonych w 2011 roku.
Ciągłość w zatrudnieniu wśród kobiet często wynika z obrania typu kariery tradycyjne kojarzonej jako typ „męski”, kiedy nie mają zobowiązań w postaci posiadania dzieci, a ich zaangażowanie w karierę jest silnie umotywowane odpowiednim filozoficznym podejściem. Znakomita większość kobiet podejmuje jednak pracę, a następnie wycofuje się z niej na pewien okres co najmniej jeden raz (a często więcej), przede wszystkim ze względu na rodzenie dzieci. Istnieją przesłanki pozwalające przypuszczać, że takie przerwy wpływają na ich zawodowe sukcesy i osiągnięcia.
Ponadto kobiety odczuwają większy niż mężczyźni konflikt pełnienia jednocześnie trzech ról – pracownika, rodzica i małżonka. Wiąże się to z tym, że kobiety poświęcają na ogół więcej czasu na opiekę nad dziećmi – role płciowe po urodzeniu dziecka przekształcają się w bardziej tradycyjne. W dodatku pod wpływem czynników kulturowych większość kobiet określa i ocenia siebie w pierwszej kolejności na podstawie tego, jak dobrze wypełnia rolę opiekunki, a nie tego, jak wypełnia rolę pracownika. W efekcie na pierwszy plan wysuwa się życie rodzinne.
Według neoklasycznej teorii kapitału ludzkiego konieczność łączenia różnych obowiązków odciąga kobiety od inwestycji w szkolnictwo wyższe i szkolenia zawodowe, a nieciągłość zatrudnienia również nie sprzyja uzyskaniu dużej produktywności (i zarazem zarobków). Richard Anker z Międzynarodowego Biura Pracy twierdzi, że teoria kapitału ludzkiego nie wyjaśnia podziału pracy ze względu na płeć, ponieważ wiele zawodów kojarzonych z rolami kobiecymi, takich jak pomoc administracyjna, wymaga więcej wiedzy, doświadczenia i ciągłości zatrudnienia niż pewne zawody niewykwalifikowane, zmaskulinizowane, takie jak prowadzenie ciężarówek. Anker twierdzi także, że kojarzenie niektórych zawodów jako typowo kobiecych ogranicza możliwości zatrudnienia kobiet w zawodach spoza tej grupy.

## W ujęciu współczesnym

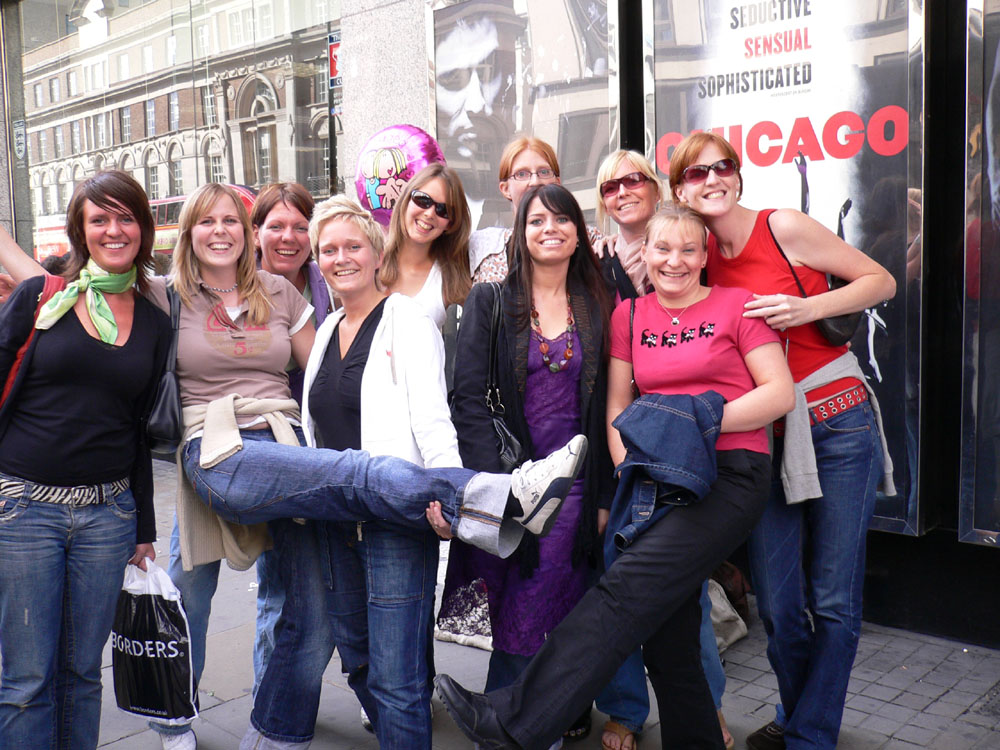
Współczesne kobiety

Nowoczesne pojmowanie kobiecości opiera się nie tylko na strukturach społecznych, ale także na zindywidualizowanych wyborach dokonywanych przez kobiety.
Według metodologii genderowej można wyróżnić wiele alternatywnych typów kobiecości względem tradycyjnej kobiecości ukształtowanej historycznie w kapitalistycznym społeczeństwie patriarchalnym. Klasyfikacja różnych typów kobiecości jest w dalszym ciągu niekompletna.

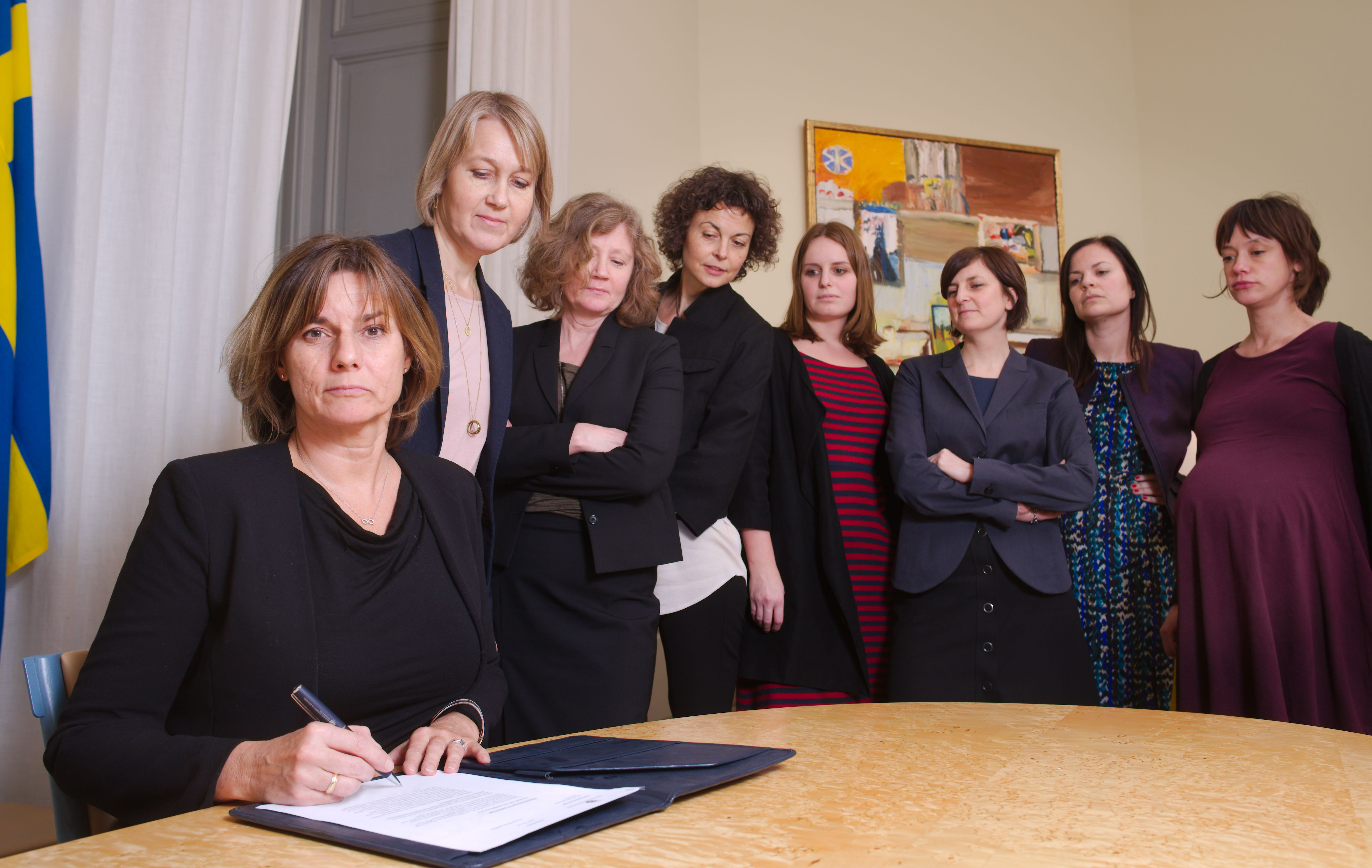
Kobiety w polityce

W zależności od uznawanej przez daną kobietę hierarchii wartości, od tego, jakie pozycje zajmuje w niej rodzina, dom, dzieci, kariera zawodowa, niezależność, kreatywność lub ich kombinacja, albo nieodpowiedzialność za własne życie i życie innych ludzi czy infantylizm, socjolożka Swietłana Ilinych z Nowosybirskiego Uniwersytetu Państwowego wyróżniła następujące typy kobiecości:
- kobiecość normatywną,
- kobiecość infantylną,
- kobiecość inwersyjną,
- kobiecość zniekształconą,
- kobiecość androgyniczną (lista nie obejmuje wszystkich możliwych typów kobiecości[40]).

Kobiecość normatywna oznacza ukierunkowanie na tradycyjne wartości kobiece, a przede wszystkim na rodzinę i macierzyństwo. Wszystkie inne modele kobiecych zachowań są opracowywane w zgodności z powyższymi wartościami. Kobiecość infantylna charakteryzuje się tym, że wcale nie przeważają w niej wartości rodzinne ani macierzyńskie. Kobiety przynależące do tego typu biorą inicjatywę we własne ręce, starają się zająć stanowisko aktywnego przywódcy i być samowystarczalne. W ich charakterze występują cechy takie jak brak zgodności, chęć kontrolowania innych ludzi, brak empatii, elementy nietolerancji. Kobiecość inwersyjna oznacza, że kobieta żyje w duchu niezależności i dążenia do celu, nonkonformizmu, pewności siebie, ma podejście biznesowe do spraw, jest pracoholiczką i profesjonalistką. Kobiety o kobiecości inwersyjnej są ambitne, dumne, agresywne i chętnie współzawodniczą, także z mężczyznami. W kobiecości zniekształconej występują zachowania destrukcyjne jak nadużywanie alkoholu, uzależnienia, porzucanie dzieci itd. Te kobiety mogą mieć nawet cechy charakteru na pozór zgodne z kobiecością normatywną, ale przeciwne w swojej zawartości. W zachowaniu kobiet o androgynicznym typie kobiecości występuje w dużej mierze mieszanka tego co „kobiece” i „męskie”. Kobiety androgyniczne preferują zdrowy rozsądek i zrównoważony temperament.

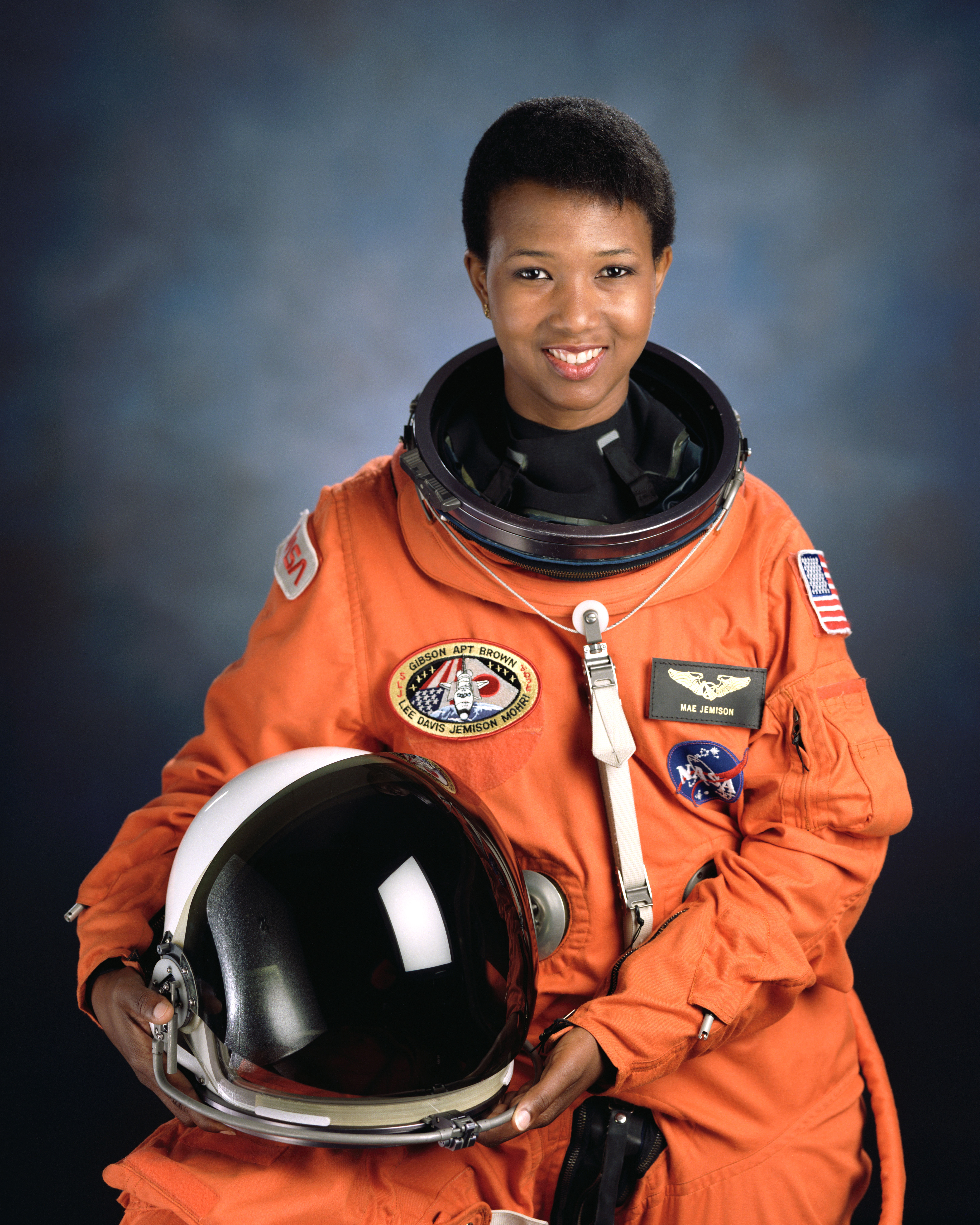
Mae Carol Jemison, amerykańska lekarka, inżynier i astronautka. Przykład nietradycyjnej kobiecości.

Według innej typologii, opracowanej na podstawie wywiadów z irańskimi studentkami uniwersyteckimi, biorąc pod uwagę trzy główne elementy konceptu kobiecości (cechy osobowościowe: emocjonalność i zależność, zaangażowanie w opiekę i obowiązki domowe, kobiece piękno i konkurencję seksualną) wyróżniono następujące typy kobiecości:
- kobiecość bierną (zawiera wszystkie tradycyjne elementy przypisywane kobiecości, charakteryzuje się pełnieniem roli opiekuńczej i aktywnością w sferze prywatnej; cechy charakteru obejmują posłuszeństwo i emocjonalność, zaś piękno jest postrzegane jako naturalny atrybut kobiecy)
- kobiecość tradycyjną (akceptacja tradycyjnych ról przypisanych kobiecie w systemie patriarchalnym; emocjonalność; odrzucenie podążania za sztucznymi ideałami kobiecego piękna ze względów religijnych i tradycyjnych)
- kobiecość niezależną (docenianie niezależności ekonomicznej kobiety, przy jednoczesnej akceptacji wypełniania obowiązków domowych i opieki nad dziećmi, szersze spojrzenie na kobiecość jako nie tylko rolę matki i opiekunki ogniska domowego; traktowanie piękna jako atrybutu kobiecości będącej naturalnym przymiotem)
- kobiecość aktywną (zakwestionowanie ideologii kobiecości i męskości na rzecz koncepcji genderowej; widzenie różnic między kobietami a mężczyznami jako efekt czynników historyczno-socjologicznych).

Wśród polskich kobiet-singielek socjolożka Emilia Paprzycka wyróżniła następujące typy kobiecości:
- grzeczne dziewczynki
  - kobiece kobiety (postępujące zgodnie z oczekiwaniami społecznymi wobec kobiet)
- niegrzeczne dziewczynki (kwestionują kobiecość tradycyjną)
  - męskie kobiety (mają więcej cech stereotypowo uważanych za męskie niż stereotypowo uważanych za kobiece)
- z każdym dniem coraz bardziej niegrzeczne (na nowo definiują kobiecość, coraz bardziej odchodząc od tradycyjnej definicji kobiecości)
  - nieokreślone pod względem płci społeczno-kulturowej (cechy stereotypowo kobiece i męskie są u nich obecne w niewielkim stopniu)
  - kobiety androgyniczne (o spersonalizowanej kombinacji cech kobiecych i męskich).

## W ujęciu feministycznym
Filozofki feministyczne, takie jak Judith Butler i Simone de Beauvoir, twierdzą, że kobiecość i męskość są tworzone poprzez wielokrotne odgrywanie ról płciowych (ang. gender performances); odwzorowują one i definiują tradycyjne kategorie płci biologicznej lub kulturowej.

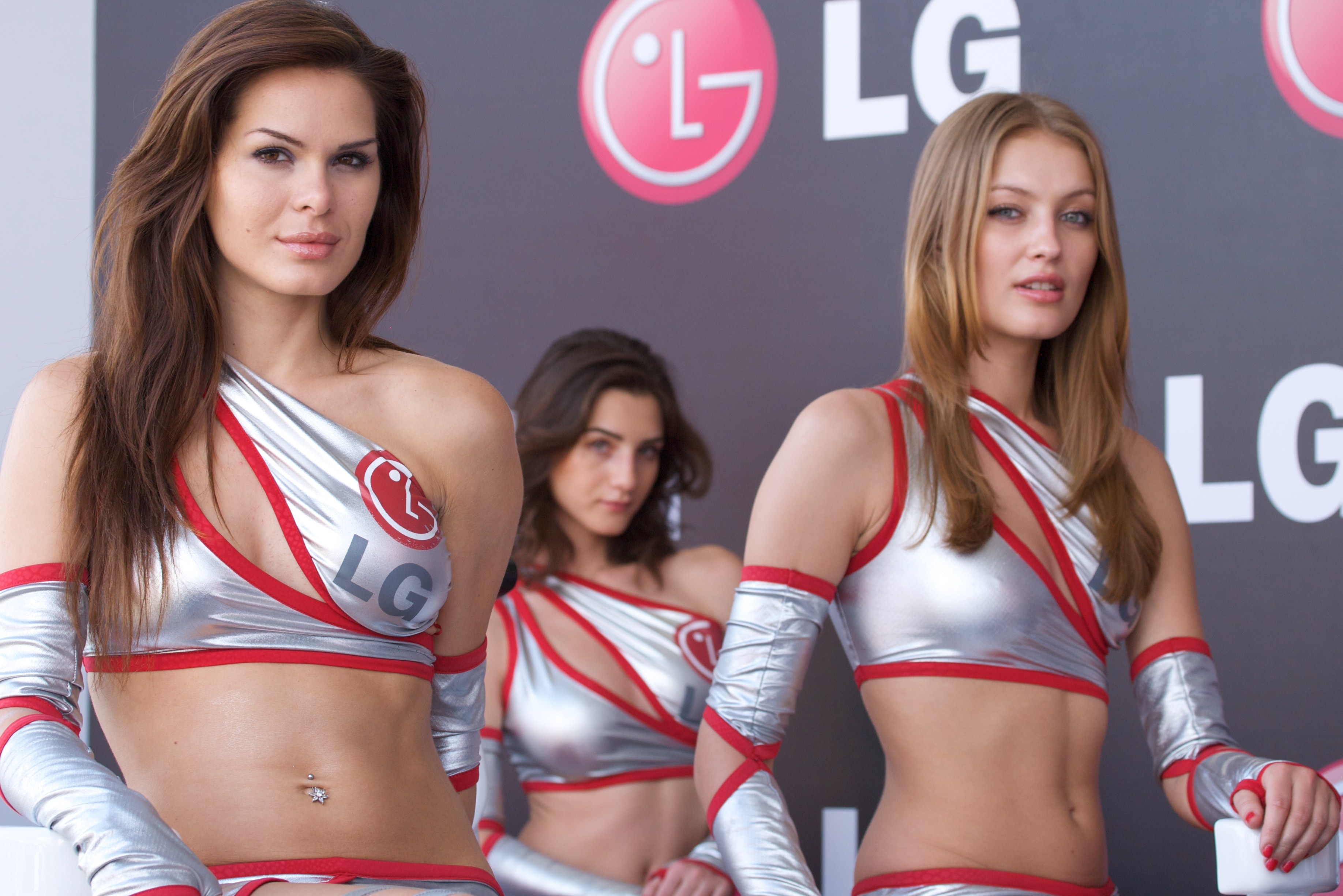
Przykład seksualnego uprzedmiotowienia kobiecego ciała w reklamie

We współczesnych zachodnich opracowaniach feministycznych kobiecość w patriarchalnym systemie społecznym, w którym mężczyźni dzierżą władzę, jest traktowana jako synonimiczna z określeniami słaby, bierny, podporządkowany, niewykwalifikowany i mająca z  natury charakter opresyjny. Kobiety są „karmione” kobiecością w czasopismach, telewizji, filmach i książkach, co działa na nie infantylizująco i przyczynia się do uprzedmiotowienia kobiet, którego następstwem, zgodnie z koncepcją Jean Kilbourne, jest odczłowieczenie i przemoc.
Retorykę antykobiecą można znaleźć wśród feministek pierwszej fali, które uznały kobiecość za konstrukt społeczny, który ukrywał prawdziwe zdolności kobiet. Feministki drugiej fali utrzymały negatywne zdanie poprzedniczek, widząc kobiecość jako formę „wewnętrznej kolonizacji”, pozbawioną godności i szacunku do siebie, a kobiece osobniki były poczytywane za „kobiece pasożyty”, „mutanty” i „fabrykaty”. Wiele feministek drugiej fali odrzuca to, co postrzegają jako restrykcyjne standardy kobiecego piękna, stworzone dla podporządkowania i uprzedmiotowienia kobiet oraz podtrzymywane przez rywalizację reprodukcyjną i poczucie estetyki samych kobiet. Naomi Wolf, feministka trzeciej fali, utożsamia kobiecość z niemieckim narzędziem tortur – żelazną dziewicą.
Inni — na przykład feministki "lipstick" i niektóre feministki trzeciej fali — twierdzą, że feminizm nie powinien dewaluować kobiecej kultury i tożsamości oraz że symbole kobiecej tożsamości, takie jak makijaż, sugestywne ubrania i posiadanie powabu seksualnego, mogą być ważnymi i wzmacniającymi osobistymi wyborami dla osób obu płci.
Często w feministycznych materiałach genderowych kobiecość jest traktowana jako „zdefiniowana” przez mężczyzn i „wykonywana” dla mężczyzny, co redukuje kobietę do roli przedmiotu. Z tych powodów mogą być też krytykowane lesbijskie pary butch i femme. Pewne feministyczne badaczki tematyki genderowej charakteryzują kobiecość również jako ułudę i oszustwo, maskę, mając na myśli stosowanie przez kobiety kosmetyków dekoracyjnych i innych praktyk upiększania wyglądu za sprawą przymusu kulturowego. Kobiecość może być też odbierana jako forma ograniczenia lub kontroli.
W zachodniej teorii feministycznej były i są obecne poglądy negatywnie oceniające kobiecość. Krytyka kobiecości odegrała ważną rolę w rozwoju programów feministycznych.

## W ujęciu religijnym

### Religie azjatyckie

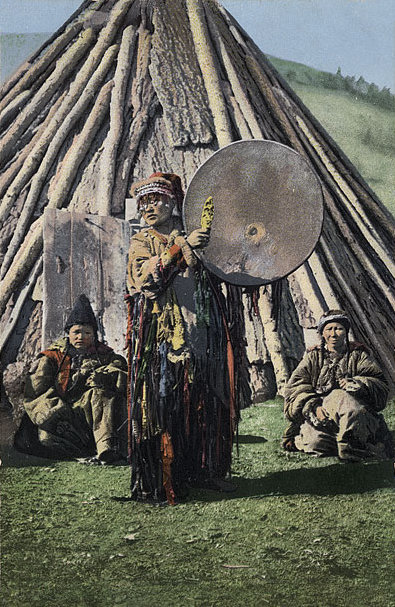
Ałtajczycy uznają bycie szamanem za rolę kobiecą

Szamanizm mógł pojawić się już w okresie paleolitu, wyprzedzając wszystkie zorganizowane religie. Odkrycia archeologiczne sugerują, że najwcześniejszymi znanymi szamanami były kobiety, a współczesne role szamańskie, takie jak koreański mudang, nadal są pełnione głównie przez kobiety.
W tradycjach hinduistycznych Dewi stanowi kobiecy aspekt boskości. Śakti jest boską kobiecą mocą twórczą; świętą siłą, która przepływa przez cały wszechświat i stanowi źródło zmian. Jest ona kobiecym odpowiednikiem, bez którego męski aspekt, reprezentujący świadomość lub umiejętność rozróżniania, pozostaje bezsilny i pozbawiony wartości. Jako kobieca manifestacja najwyższego pana, nazywana jest również prakryti, czyli podstawową naturą rozumu, dzięki której istnieje i funkcjonuje wszechświat. W hinduizmie uniwersalną siłą twórczą jest kobieca yoni, której inspiracją jest siła życiowa tworzenia.
W taoizmie pojęcie yin reprezentuje pierwotną, żeńską energię stanowiącą część yin i yang. Yin bywa opisywane jako powolne, miękkie, uległe, rozproszone, zimne, wilgotne i pasywne.

### Religie abrahamowe
W chrześcijaństwie, judaizmie i islamie koncept kobiecości koncentruje się wokół roli kobiet jako żon i matek, w celu zapewnienia prokreacji. W żadnej z tych trzech religii kobiety nie mogą piastować wszystkich stanowisk i urzędów, które są dostępne dla mężczyzn. Kobiety mogą znajdować się w synagodze lub w meczecie tylko oddzielone od mężczyzn. W judaizmie i częściowo w islamie funkcjonuje pojęcie nieczystości kobiecej (np. podczas menstruacji) i związane z nim restrykcje. Obowiązki kobiet polegają na wychowywaniu dzieci i pielęgnowaniu domowego ogniska. W judaizmie dodatkowo kobiety są odpowiedzialne za przestrzeganie reguł prawa żydowskiego dotyczących przygotowywania koszernych posiłków. Hierarchię religijno-świecką z hierarchią płci zrównał Paweł z Tarsu w wypowiedzi w 1. Liście do Koryntian:

Lecz chcę, żebyście wiedzieli, że głową każdego mężczyzny jest Chrystus, a głową kobiety mężczyzna, a głową Chrystusa Bóg (1 Kor 11:3).

Religijna i socjalna subordynacja kobiet wynikająca z ustalonego przez mężczyzn konceptu Boga w religiach monoteistycznych spotyka się z krytyką w środowiskach feministycznych od lat 60. XX wieku.

#### W teologii judeo-chrześcijańskiej
Chociaż judeochrześcijański Bóg jest z reguły opisywany męskimi terminami – takimi jak ojciec, król, wojownik – wielu teologów twierdzi, że nie ma to na celu wskazania płci Boga. Zgodnie z Katechizmem Kościoła Katolickiego, Bóg „nie jest ani mężczyzną, ani kobietą: jest Bogiem”. Kilku współczesnych pisarzy, takich jak Sally McFague, zgłębiało ideę „Boga jako matki”, badając kobiece cechy przypisywane Bogu. Na przykład, w Księdze Izajasza Bóg został porównywany do matki pocieszającej swoje dziecko, podczas gdy w Księdze Powtórzonego Prawa mówi się, że Bóg urodził Izrael.
Mądrość Boga ma formę żeńską w języku hebrajskim: Chokhmah, w języku arabskim: Hikmah, w języku greckim: Sophia, i w języku łacińskim: Sapientia. W języku hebrajskim zarówno Szechina, jak i Ruach HaKodesz są rodzaju gramatycznego żeńskiego.

### Postacie kobiece w religii

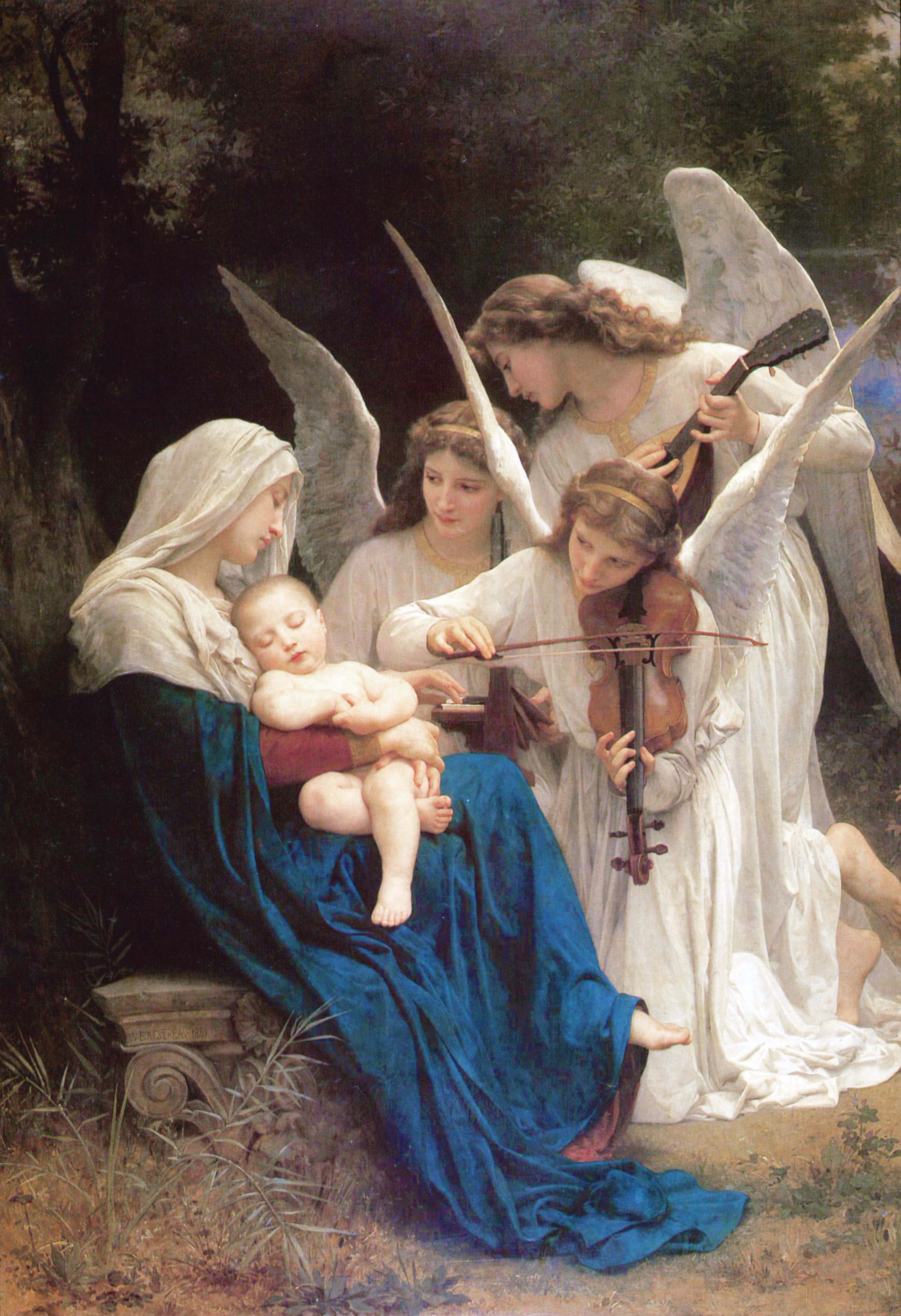
William-Adolphe Bouguereau, Dziewica i anioły

W Kościele katolickim wzorem kobiecych cnót jest Maryja, matka Jezusa, ideał zarówno dziewicy jak i matki. Maryja reprezentuje swoją osobą cnotę czystości, cierpliwości, wytrwałości, skromności, pokory, nadziei, posłuszeństwa, miłosierdzia i wiele innych. Większość osób, którym ukazała się Maryja, opisywała ją jako „niewymownie piękną w swojej kobiecości, otoczoną niezwykłą jasnością, ubraną na biało, z długimi włosami opadającymi na ramiona”. W Polsce jest wiele miejsc kultu maryjnego, kultu Matki Boskiej, przedstawianej jako wzór dla kobiet-matek. Na Jasnej Górze znajduje się cudowna ikona Świętej Maryi, do której corocznie modlą się setki tysięcy pielgrzymów.

(...) pomimo tego, iż obraz Maryi w Kościele katolickim przyczyniał się do różnego rodzaju dyskryminacji kobiet, kult maryjny miał także zbawienny wpływ na postrzeganie kobiety w katolicyzmie. (...)  w Kościołach i wspólnotach protestanckich, w których odrzucono cześć dla Maryi, status kobiet był gorszy niż u katolików. (...) mariologia była przyczyną opresji kobiet, ale także chroniła je przed całkowitym wyparciem ze sfery publicznej i religijnej dzięki obecności w niej Maryi – ich reprezentantki. (...) Z jednej strony obecność Maryi w Kościele nie pozwalała zapominać o kobiecości i dawała siłę kobietom, z drugiej strony wizerunki Maryi były kształtowane przez mężczyzn, by ograniczać kobiety.

Koncepcja Maryi Dziewicy jako idealnej kobiety obecna w krajach Ameryki Łacińskiej określana jest terminem marianismo.
W islamie Fatima, córka Mahometa i żona Imama Alego, jest postrzegana jako ucieleśnienie kobiecych cnót i idealny wzór do naśladowania dla wszystkich kobiet muzułmańskich.
Wśród wyznawców hinduizmu przykładem idealnej kobiety jest Sita. W Indiach Sita jest imieniem wszystkiego, co jest dobre, czyste i święte. Indyjskie dziewczęta otaczają ją uwielbieniem i chcą być takie jak ona.
W judaizmie kobiecość reprezentują trzy biblijne postacie kobiece: Rachela, Lea i Estera.

## W kulturze popularnej
Na to, w jaki sposób postrzega się kobiety/mężczyzn mają m.in. potężny wpływ wszechobecne środki masowego przekazu, w których kobiety są grupą niedostatecznie reprezentowaną. Zagadnienie dysproporcji płci w świecie producentów kultury masowej zostało poruszone w filmie dokumentarnym pt. Miss Representation z 2011 roku, w którym przytoczono dane statystyczne o zatrudnieniu kobiet w przemyśle rozrywkowym, np. w 2011 roku kobiety stanowiły 17% wśród producentów wykonawczych, 13% scenarzystów i 7% producentów filmowych, 3% dyrektorów kreatywnych w agencjach reklamowych. W tym samym roku mężczyźni zajmowali 97% ważnych wpływowych stanowisk w mediach.
W kulturze popularnej, głównie tworzonej przez mężczyzn, kobiecość i męskość są często przedstawiane w sposób stereotypowy, który ogranicza postrzeganie ludzkich możliwości i utrwala w świadomości nierealistyczny obraz obu płci. W obrazach przedstawiających relacje między kobietami i mężczyznami nacisk kładziony jest na tradycyjne role. W związkach z mężczyznami kobiety są portretowane jako od nich zależne, nieudolne, będące obiektami męskiego pożądania albo będące ofiarami męskich impulsów seksualnych. W mediach kobieta zostaje określona przez ciało i sposób, w który traktują ją mężczyźni. Jej zdolność do przeciwstawiania się wykorzystaniu przez innych zostaje ukryta, a jej osobowa tożsamość i próby osiągnięcia zamierzonego celu są bez znaczenia. Przykładem męskiego autorytetu dla kobiet jest Mr. Clean z reklamy środków czyszczących, który pokazuje kobietom martwiącym się brudnymi podłogami i kafelkami w łazience, jak utrzymać dom w idealnej czystości i uwalnia je od stresu.

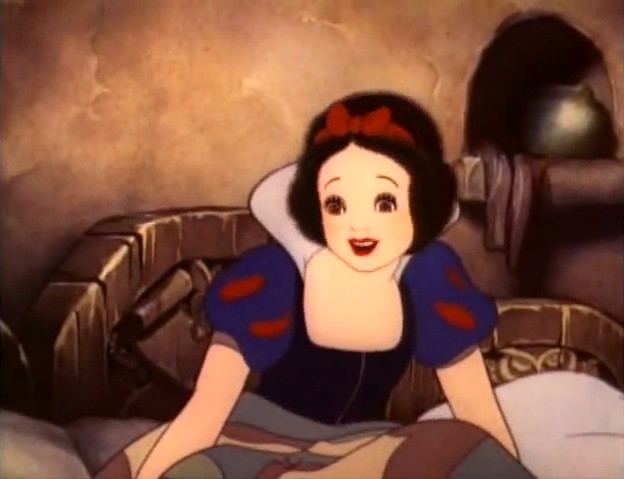
Przykład kobiety dobrej – królewna Śnieżka z filmu Disneya z 1958 roku, zrzut ekranu

Kobiety są pokazywane jako zwykle młode, szczupłe (szczuplejsze niż w ogólnej populacji), piękne, bierne, zależne od mężczyzn, często niekompetentne i głupie, będące obiektami pożądania seksualnego; podczas gdy mężczyźni są stereotypowo portretowani w masowych mediach jako energiczni, twardziele, żądni przygód, silni, seksualnie agresywni i w dużej mierze niezaangażowani w życie rodzinne, niezainteresowani obowiązkami domowymi czy opieką nad dziećmi. Postacie kobiece poświęcają czas głównie na poprawianie swojego wyglądu, dbanie o dom i inne osoby.

Przykład kobiety złej – czarownica z baśni o Jasiu i Małgosi

W środkach przekazu kultury masowej pojawia się także obraz kobiety złej, bezwzględnej, zimnej, napastliwej, wiedźmy reprezentującej swoją osobą wszystkie te cechy, których nie powinna posiadać kobieta dobra. Przykładem złej kobiety jest postać Alexandry w filmie pt. Fatalne zauroczenie.
W literaturze dziecięcej obecne są wiedźmy i złe macochy obok pięknych i uległych postaci kobiecych jak królewna Śnieżka czy Śpiąca królewna. Te dwa typy kobiet, kobieta dobra i kobieta zła, całkowicie sobie przeciwstawne, są często zestawiane obok siebie w celu dramatyzowania losów, które je spotkają.
Jedną z najbardziej szkodliwych konsekwencji promowanego medialnego obrazu kobiety/kobiecości (podobnie jak obrazu mężczyzny/męskości) jest to, że może on skłaniać do postrzegania normalnego ciała i normalnych funkcji fizjologicznych jako problematycznych, a także zachęcać do podążania za sztucznie wykreowanymi standardami atrakcyjności fizycznej. Przykładowo menopauza jest określana „końcem kobiecości”; siwienie stwarza konieczność farbowania włosów; zmarszczki mimiczne wymagają usunięcia, aby wyglądać młodziej w kulturze gloryfikującej młodość; drastyczne odchudzanie, depilowanie włosów pod pachami i na nogach, powiększanie piersi jest nieodzowne, aby osiągnąć „ideał kobiecości”. Takie podejście napędza konsumpcjonizm, ułatwia sprzedaż produktów i usług do poprawy wyglądu zewnętrznego. Akceptowanie przekazów medialnych odnośnie do kobiecości nie jest jednak nieuniknione, można wykształcić pewien krytycyzm i odrzucić narzucane powinności.
Ukazywanie w pozytywnym świetle przemocy seksualnej wobec kobiet na ekranie telewizyjnym oraz w czasopismach i filmach pornograficznych może przyczyniać się do zwiększonej tolerancji a nawet aprobaty dla przemocy – wykorzystanie seksualne oraz fizyczna agresja zaczynają być widziane przez kobiety jako „naturalne elementy” miłości i pożycia seksualnego. Regularne korzystanie z brutalnych materiałów pornograficznych może czynić mężczyzn nieczułymi na ewentualną możliwość zgwałcenia kobiety, w wyniku czego są bardziej skłonni do przymuszania kobiety do seksu.
Głównie wśród młodych kobiet duży wpływ na kreowanie wizerunku własnej kobiecości ma korzystanie z mediów społecznościowych. Wiele stron internetowych, skierowanych do młodych ludzi, poprzez zamieszczane zdjęcia i filmy wideo, utrwala nierówności płciowe, uprzedmiotowianie kobiet i uległość w zachowaniu w stosunku do mężczyzn. Młode atrakcyjne fizycznie kobiece ciała są pokazywane w postaci bezimiennych, pozbawionych własnej tożsamości i osobowości erotycznych obiektów męskiego pożądania. Z drugiej strony potęga mediów społecznościowych może zostać wykorzystana do wyrażania sprzeciwu wobec promowanego zseksualizowanego wizerunku kobiet.

## Wygląd
Kanony piękna kobiecego ciała nieustannie zmieniają się od ponad 3000 lat. Na to, w jaki sposób kobiety postrzegają własne ciało, oraz jakie decyzje dotyczące własnego ciała podejmują, mają (nadmierny) wpływ czynniki kulturalne i socjalne. Piękno ciała jest kojarzone ze zdrowiem, bogactwem, siłą i powodzeniem. Ideał kobiecego piękna i przesłanie, że atrakcyjność fizyczna stanowi dla kobiety jedną z najważniejszych rzeczy, do osiągnięcia której wszystkie kobiety powinny dążyć, są wiodącym tematem już w bajkach dla dzieci. Pomimo że ideał kobiecego piękna bywa postrzegany jako dyktat patriarchalnego porządku, który uprzedmiotawia, deprecjonuje i podporządkowuje kobiety, to jednak wiele kobiet dobrowolnie podąża za tym ideałem. Z drugiej strony inne młode kobiety wyrażają pewien rodzaj buntu przeciwko ideałom atrakcyjności kobiecej promowanej w reklamach i czasopismach, które obarczyły odpowiedzialnością za niezadowolenie kobiet ze swojego wyglądu i wygórowane oczekiwania mężczyzn co do kobiecej zewnętrzności. Niezadowolenie kobiet i dziewcząt z własnego ciała stanowi obecnie problem zdrowotny na skalę światową.
Z historycznego punktu widzenia ciało kobiece zbliżone do ideału mogło dawać kobiecie „władzę” (zwabić mężczyznę i wyjść za mąż) w patriarchalnym społeczeństwie, w którym oczekiwania i wymogi dotyczące kobiecego ciała i atrakcyjności fizycznej dyktowali mężczyźni

### Prehistoria
Najwcześniejsze znane przedstawienia kobiecego wyglądu pochodzą z górnego paleolitu i mają postać niewielkich figurek, nazywanych zbiorczo wenus paleolityczną.

### Starożytność
W starożytnym Egipcie kobiece ciało musiało być wysmukłe, o wysokiej talii i wąskich ramionach, a twarz symetryczna. Ważną rolę odgrywały długie włosy. Oczy podkreślano obmalowując je dookoła czarnym kolorem. W starożytnej Grecji wręcz przeciwnie, za piękną uchodziła kobieta pulchna, mocna, o jasnej karnacji. Idealnie piękna Rzymianka musiała być młoda, mieć duże błyszczące zaakcentowane oczy z długimi rzęsami i brwiami, bladą twarz z różowoczerwonymi policzkami, białe zęby, bujne włosy na głowie (poza tym mało lub żadnych włosów na ciele), niezbyt duże białe jędrne piersi, mały brzuch i miękką skórę bez skazy. W zależności od statusu społecznego mogła dodatkowo dysponować kosmetykami upiększającymi, perfumami i biżuterią.
W starożytnych Chinach preferowano kobiety wiotkie o wąskiej talii. Na dworze króla Linga w państwie Chu niektóre kobiety zagłodziły się z tego powodu na śmierć. Podczas panowania dynastii Han kobiety, które chciały zostać uznane za piękne, musiały mieć delikatne szczupłe ciało i małe stopy, duże oczy, wąską talię, bladą cerę i poruszać się z gracją. W chińskiej literaturze, piosenkach i sztuce cienka talia, jak witka wierzby, była synonimem piękności. Piękna kobieta, dzięki swojej piękności, mogła wspiąć się po drabinie socjalnej i uzyskać wysoką pozycję, wywierać wpływ na cesarzy czy wojowników, jak na przykład Yang Guifei, która dzięki swojej piękności awansowała na cesarską konkubinę.

### Średniowiecze
W średniowiecznej Anglii dworska kobieta była uważana za idealną piękność, gdy była młodziutką dziewczyną, miała długą i smukłą sylwetkę ciała o lekko wystającym brzuchu i małych piersiach, długie rozpuszczone jasne włosy, bardzo jasną karnację, delikatne rysy twarzy (często z rozszczepionym podbródkiem i nieznacznie zaróżowionymi policzkami), błyszczące oczy (szare lub niebieskie), zakrzywione ciemne brwi i czerwone usta. Za brzydką uważano kobietę zwykle starą o obwisłej skórze, ze zmarszczkami i piersiami jak „opróżnione pęcherze”.

### XV-XIX wiek
W kulturze włoskiego renesansu idealna była kobieta o jasnym odcieniu skóry, obfitym biuście, zaokrąglonym brzuchu i szerokich biodrach.
Kobiety portretowane przez barokowych malarzy, Rubensa, Jordaensa, były dojrzałe i miały ciała o mocnych, bujnych, pełnych zaokrąglonych kształtach.
W okresie rokoko ideał kobiecego ciała uległ zmianie, ponownie preferowano młode, smukłe kobiety, reprezentujące uroczą, delikatną kobiecość, którą dodatkowo podkreślały elegancko ułożone fryzury, olbrzymie długie suknie na stelażu i z gorsetem zwężającym talię, uszyte z lekkich materiałów w pastelowych kolorach, oraz finezyjne dodatki do ubioru i buty.
Na krótko, w neoklasycyzmie i empire, kobiety, głównie z wyższych klas społecznych i burżuazji, odrzuciły sztywne gorsety i eksponowały swoją kobiecość w stylu robe à la grecque, nosząc przewiewne, białe muślinowe sukienki z wysokim stanem, wzorowane na starożytnej greckiej tunice, często okrywając się dodatkowo kaszmirowym szalem. Ideałem była kobieta szczupła, blada i romantyczna. Kobiety uważały biały kolor (karnacji i sukienek) za idealny, kojarzony z pięknem, czystością i ponadczasowością. Także biżuteria była lekka i klasyczna – kamee. Jednak już w latach 20. XIX wieku powróciły do mody gorsety i spódnice na krynolinie.
W 1876 roku Horatio Alger okrzyknął kobiety z Cape Cod ideałem kobiecego piękna, szczególnie dlatego, że miały blond włosy, były opalone, sprawne fizycznie i wykształcone.
W epoce wiktoriańskiej kobiety ponownie założyły gorsety lub specjalne pasy, aby uzyskać uważany za idealny w owych czasach kształt ciała o wąskiej talii, którą dodatkowo podkreślały spódnice na krynolinach. Gorsety nosiły nie tylko kobiety z wyższej i średniej klasy społecznej, ale nawet najuboższe londyńskie prostytutki. Bez względu na kształt własnego ciała, gorset i krynolina pozwalały każdej kobiecie osiągnąć „idealny” kształt ciała według panującej opinii, być piękną i akceptowaną w społeczeństwie. W gorsecie kobiety wyglądały na młodsze, szczuplejsze i z krągłościami. Pożądane były kobiety pulchne o pełnych kształtach i długich włosach, które były symbolem kobiecości.
Na początku XX wieku m.in. w wyniku publicznej kampanii wymierzonej przeciwko noszeniu gorsetów, które zostały uznane przez lekarzy za szkodliwe dla zdrowia, w kręgach religijnych za przesadnie eksponujące kobiece kształty, a przez feministki za symboliczne i rzeczywiste pozbawianie kobiet wolności, nastała moda na ubrania luźniejsze.

### XX wiek
Po I wojnie światowej wiele kobiet skróciło włosy, zaczęło nosić krótsze spódnice, a nawet spodnie, które jednak zostały zaakceptowane przez większość społeczeństwa w Stanach Zjednoczonych i Wielkiej Brytanii jako powszechny element garderoby kobiecej dopiero podczas II wojny światowej ze względu na prace wykonywane przez kobiety w fabrykach na potrzeby wojenne.
W latach 20. XX wieku kanon piękna uległ kompletnemu przeobrażeniu. Wśród kobiet modna była chłopięca sylwetka ciała, małe piersi i krótko obcięte włosy à la bob, zaś talia była bagatelizowana. Kobiety odrzuciły sztywne gorsety krępujące ruchy ciała.
W czasie trwania II wojny światowej, pomimo pełnienia nowych ról poza domem, ograniczeń i braków towarowych oraz noszenia praktycznych ubrań, reklamy w amerykańskich kobiecych czasopismach przekazywały przesłanie, że kobiety miały być kobiece i odpowiadać ideałowi kobiecości, i że najważniejszym obowiązkiem kobiety było być piękną. Nawet kobiety, które zostały przedstawione w reklamach spawając, nitując czy naprawiając maszyny, były niespocone, nieubrudzone i nieumięśnione. Po wojnie zaś miały powrócić do prowadzenia domu, żyjąc w dostatku i hołdując konsumpcjonizmowi.
W „złotych latach Hollywoodu” królowała kobieta z krągłościami o figurze klepsydry, czyli z dużym biustem, ale o wąskiej talii. W latach 60. XX wieku zapanowała moda na kobietę wysoką, chudą, o długich smukłych nogach i młodzieńczej gibkiej budowie ciała. W latach 80. XX wieku, tzw. erze supermodelek, za piękną kobietę uchodziła kobieta wysoka, wysportowana, o lekko umięśnionych ramionach i o smukłej sylwetce, ale jednocześnie niepozbawiona kobiecych kształtów. Ciała uważane wówczas za idealne miały modelki np. Cindy Crawford. Pod wpływem Jane Fondy, która spopularyzowała aerobik, inne kobiety też chciały być wysportowane.
W latach 90. XX wieku, określanych jako heroinowy szyk, czyli czasach „glamoryzacji” subkultury związanej z heroiną i narkomanami, na wybiegach pojawiły się ekstremalnie chude, androgyniczne modelki o bladej skórze i zapadniętych, podkrążonych oczach, przypominające swoim wyglądem zespół cech charakterystyczny dla zewnętrzności osoby uzależnionej. Przykładem tego typu modelki była Kate Moss.

### XXI wiek
Od początku XXI wieku kobiety „muszą” sprostać licznym i różnorodnym wymogom dotyczącym atrakcyjności fizycznej, mają być szczupłe, ale mieć duży biust i wydatne pośladki. Kobiety decydują się na poprawianie urody za pomocą zabiegów chirurgii plastycznej, aby osiągnąć upragniony wygląd zewnętrzny. Ideałem stało się posiadanie płaskiego brzucha, dużego biustu, wydatnych pośladków i przerwy między udami.
W kulturach zachodnich ideał kobiecego wyglądu tradycyjnie obejmuje długie gładkie włosy, czystą skórę, wąską talię i niewiele lub brak włosów na ciele czy na twarzy. W innych kulturach oczekiwania mogą być jednak inne. Na przykład, w wielu częściach świata włosy pod pachami nie są traktowane jako mało kobiece.
Kobiece ideały piękna, a w szczególności współczesne dążenie do osiągnięcia idealnie szczupłej sylwetki powiązane z występowaniem zaburzeń odżywiania i anoreksją, zostały skrytykowane jako restrykcyjne, niezdrowe, a nawet rasistowskie.
Symbolem japońskiej kobiecości są w dalszym ciągu gejsze.
W tradycyjnej kulturze chińskiej kobieta musiała być posłuszna ojcu aż do zamążpójścia, po wyjściu za mąż musiała być posłuszna mężowi, a w razie jego śmierci – synowi. Chińska kobieta według tradycji mogła realizować się w roli córki, żony i matki. Jednak współcześnie ta sytuacja ulega przemianie. Większość młodych Chinek woli mieć szczuplejsze sylwetki i kanciaste twarze, chociaż tradycyjnie kobiety o okrągłych twarzach i zaokrąglonym ciele odpowiadały ideałowi kobiecości, chce wyglądać jak azjatyckie modelki z czasopism o modzie, które ucieleśniają amerykańskie, europejskie i koreańskie wpływy w aspekcie atrakcyjności fizycznej. Standardy kobiecego piękna wydają się we współczesnych Chinach nierealistyczne i bardzo zbliżone do zachodnich.

### Galeria ilustracji

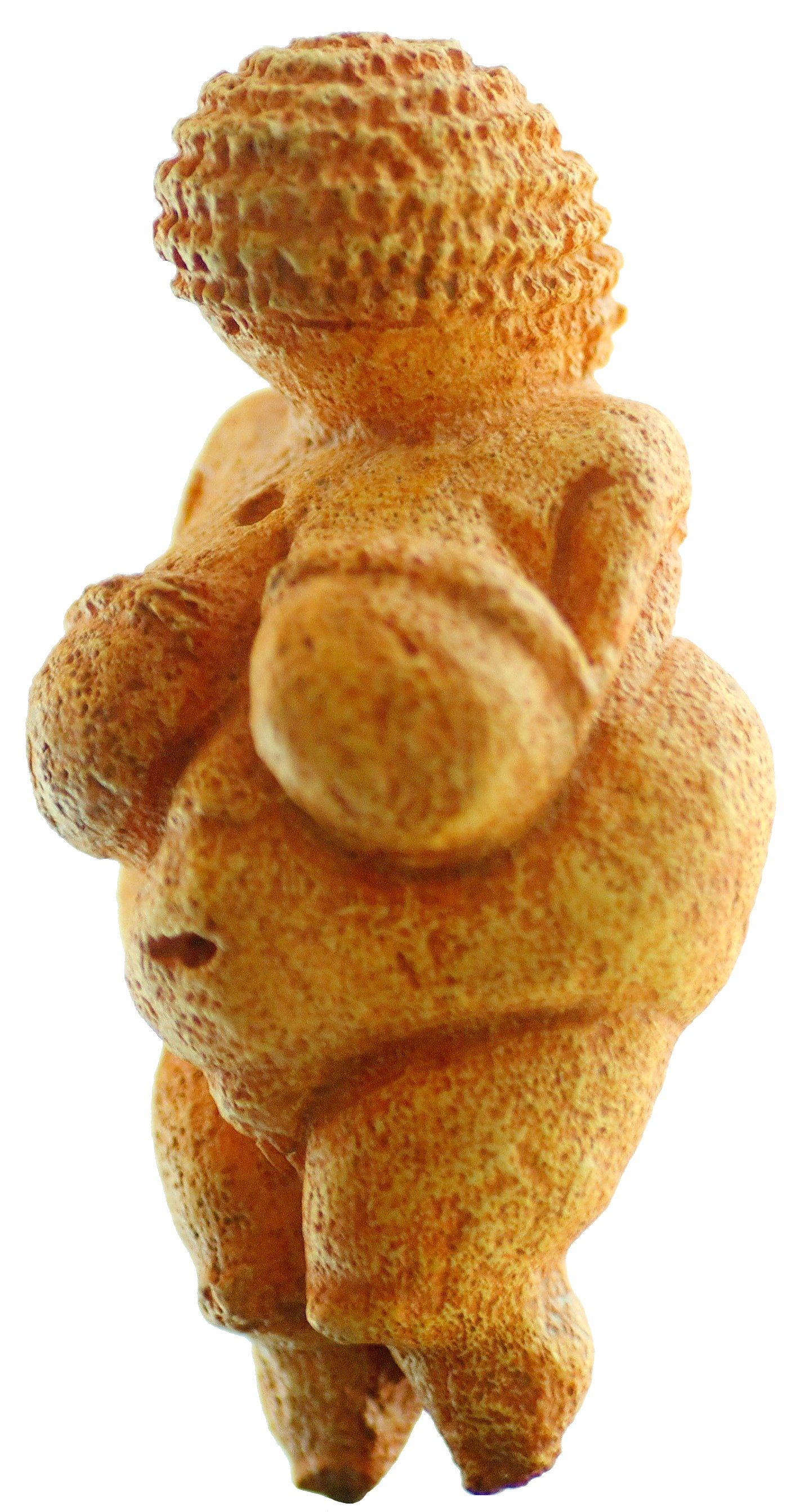
Około 50 000 do 10 000 lat p.n.e.
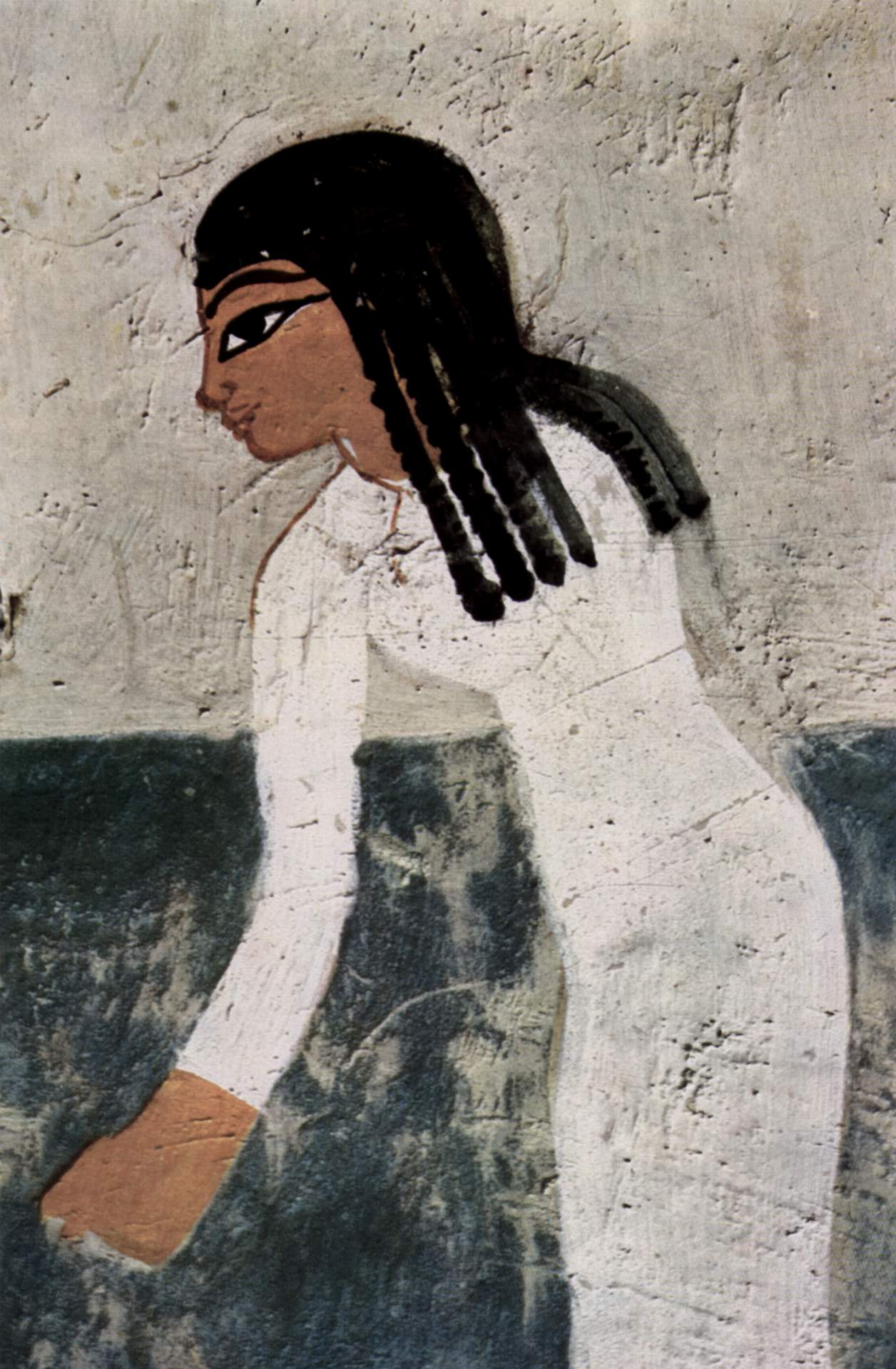
Starożytny Egipt
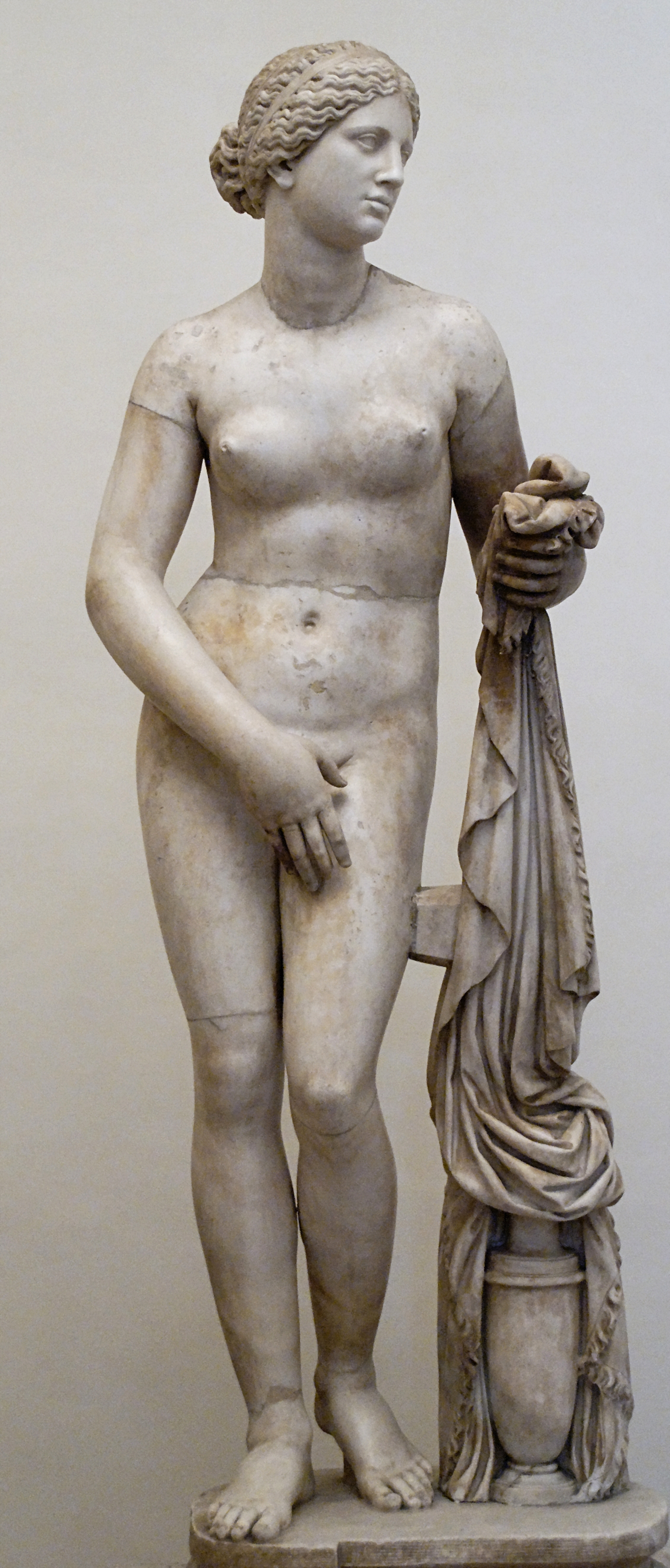
Starożytna Grecja
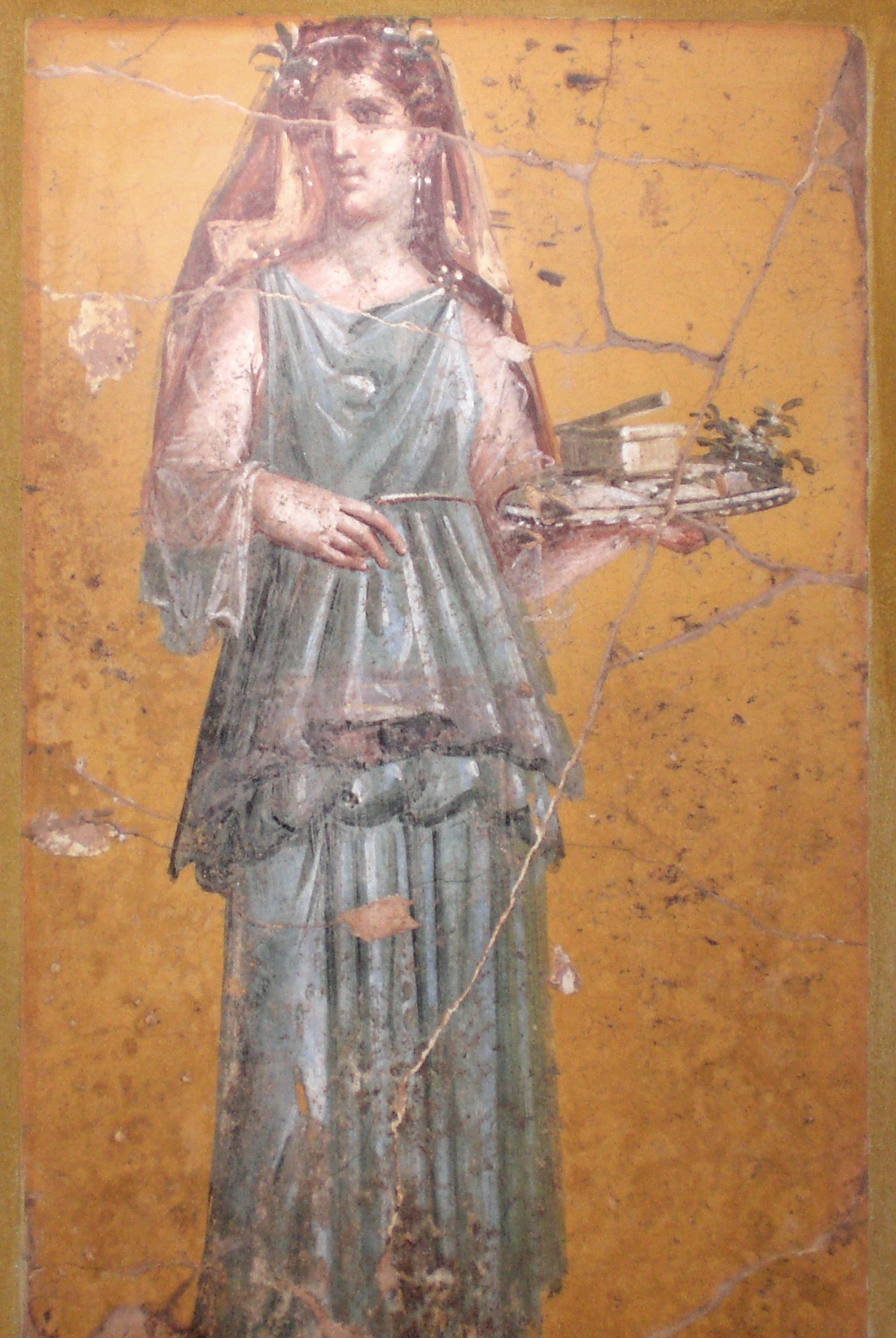
Starożytny Rzym
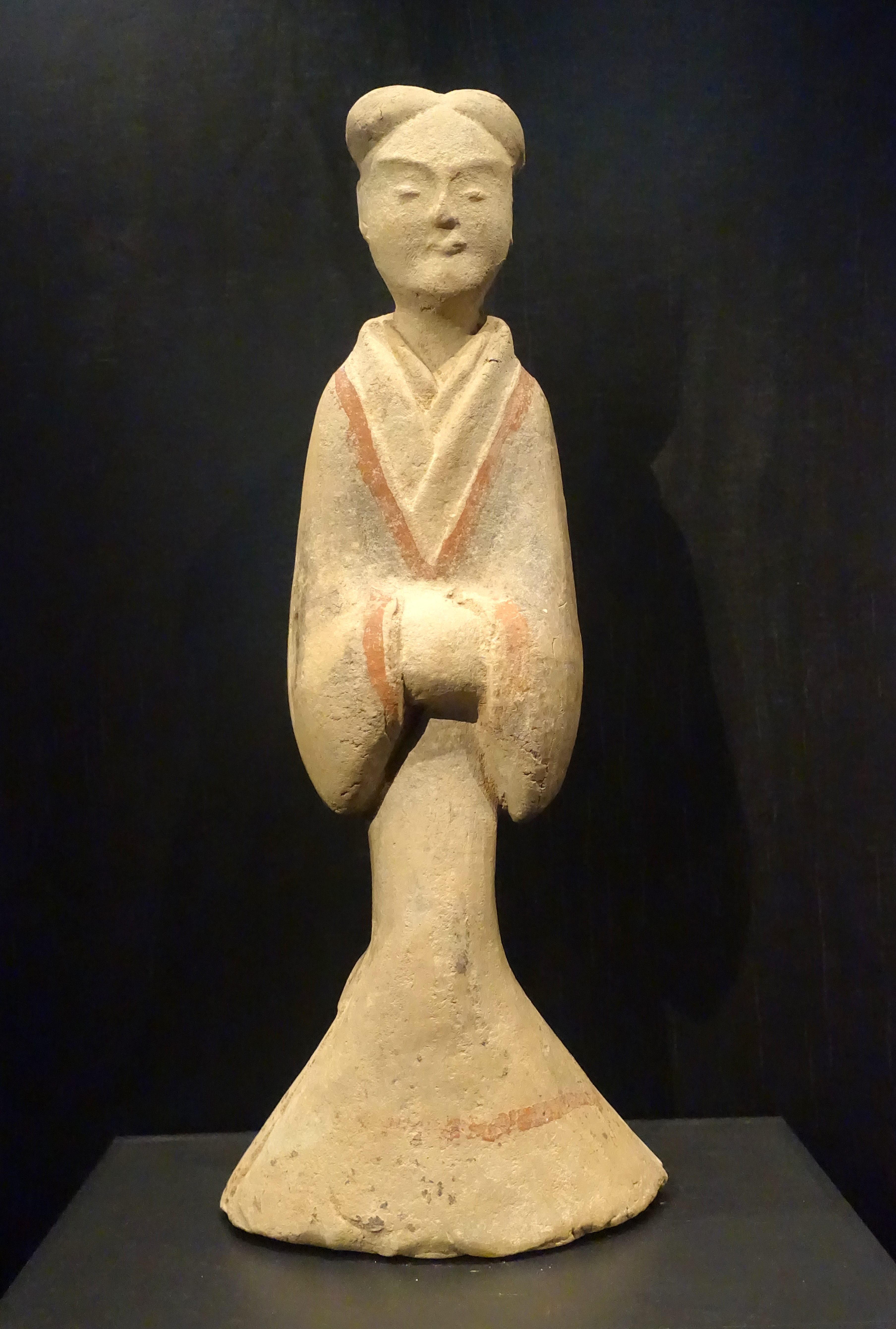
Dynastia Han
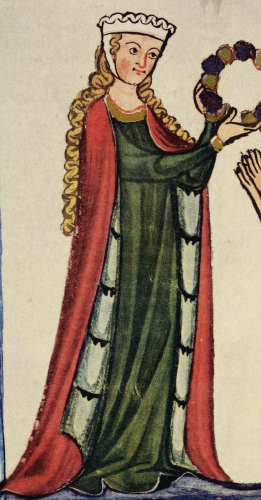
Średniowiecze
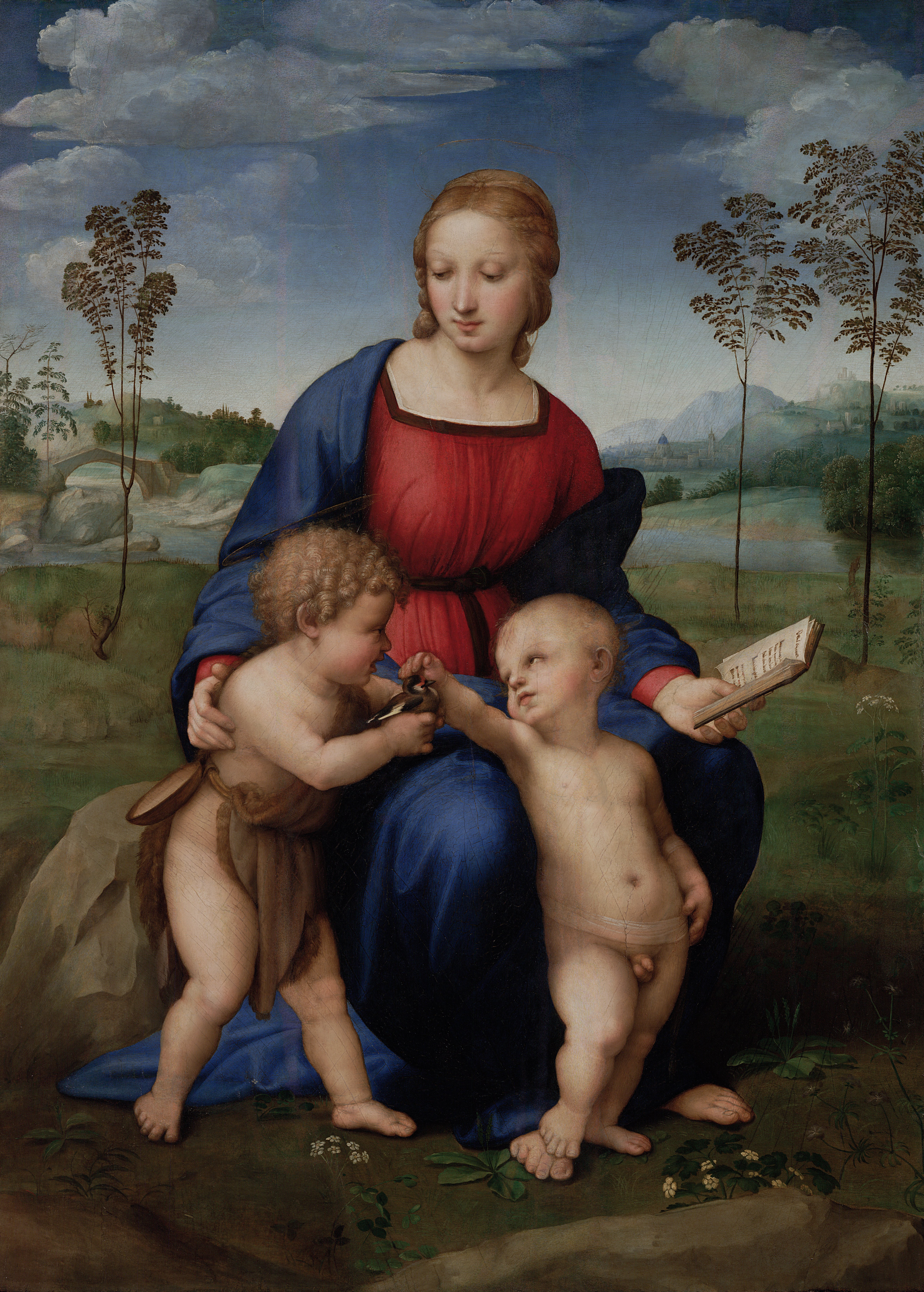
Włoski renesans
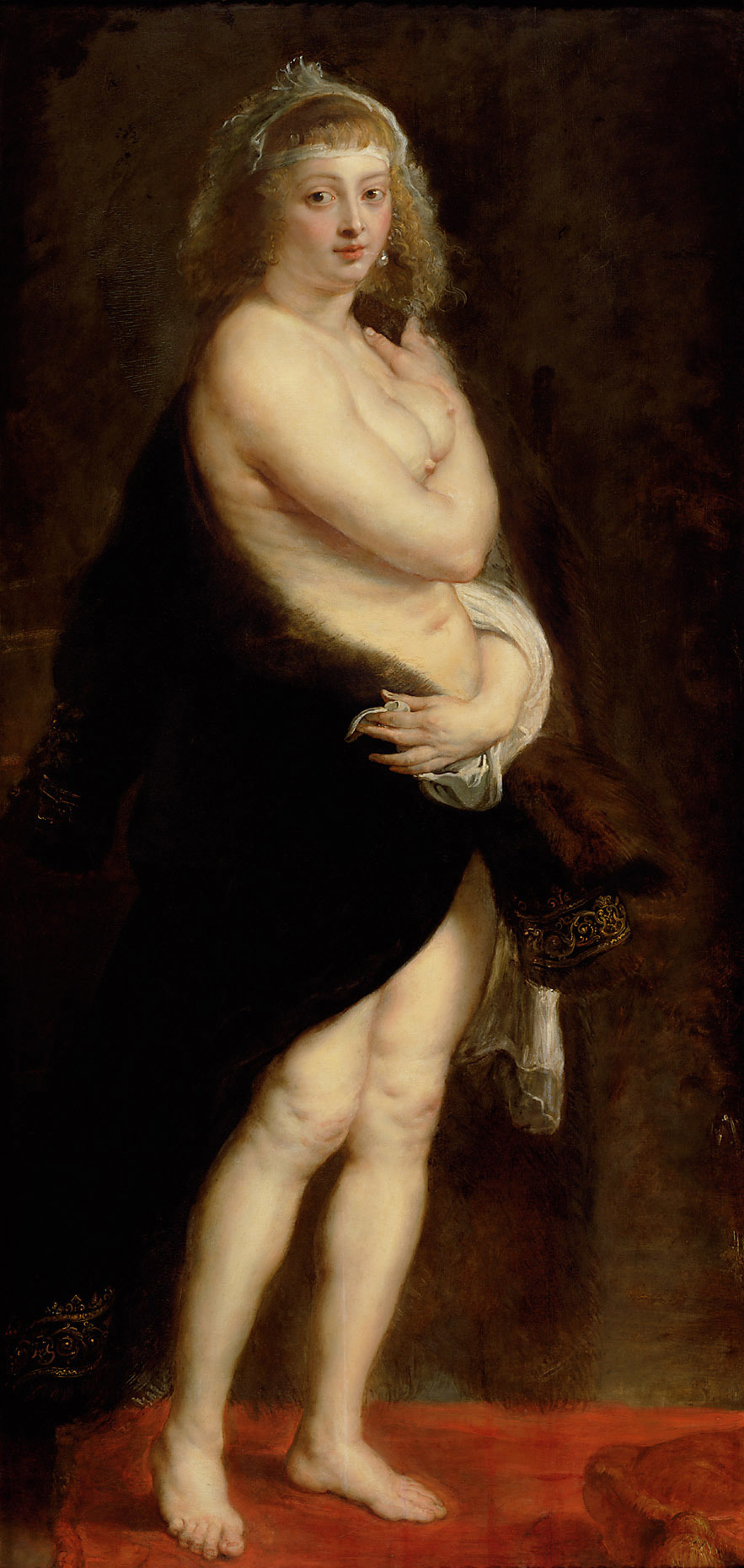
Barok
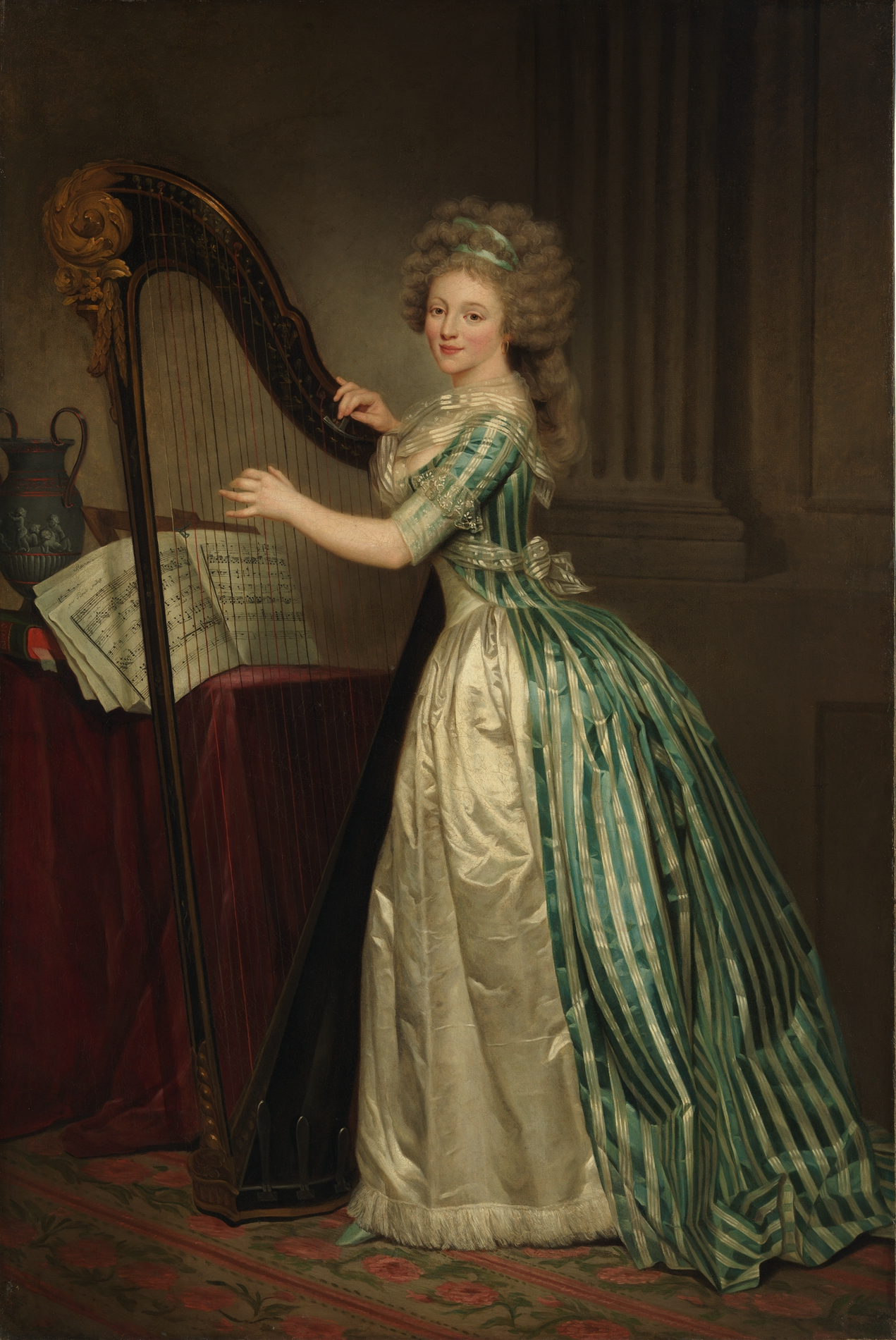
Rokoko
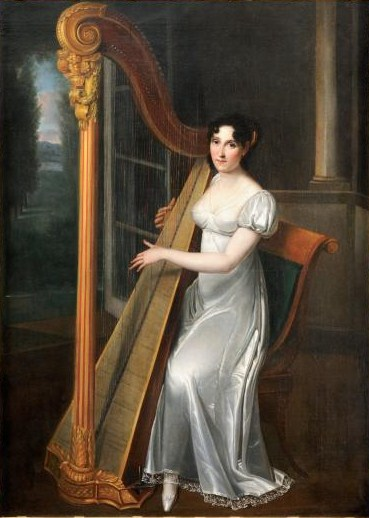
Empire
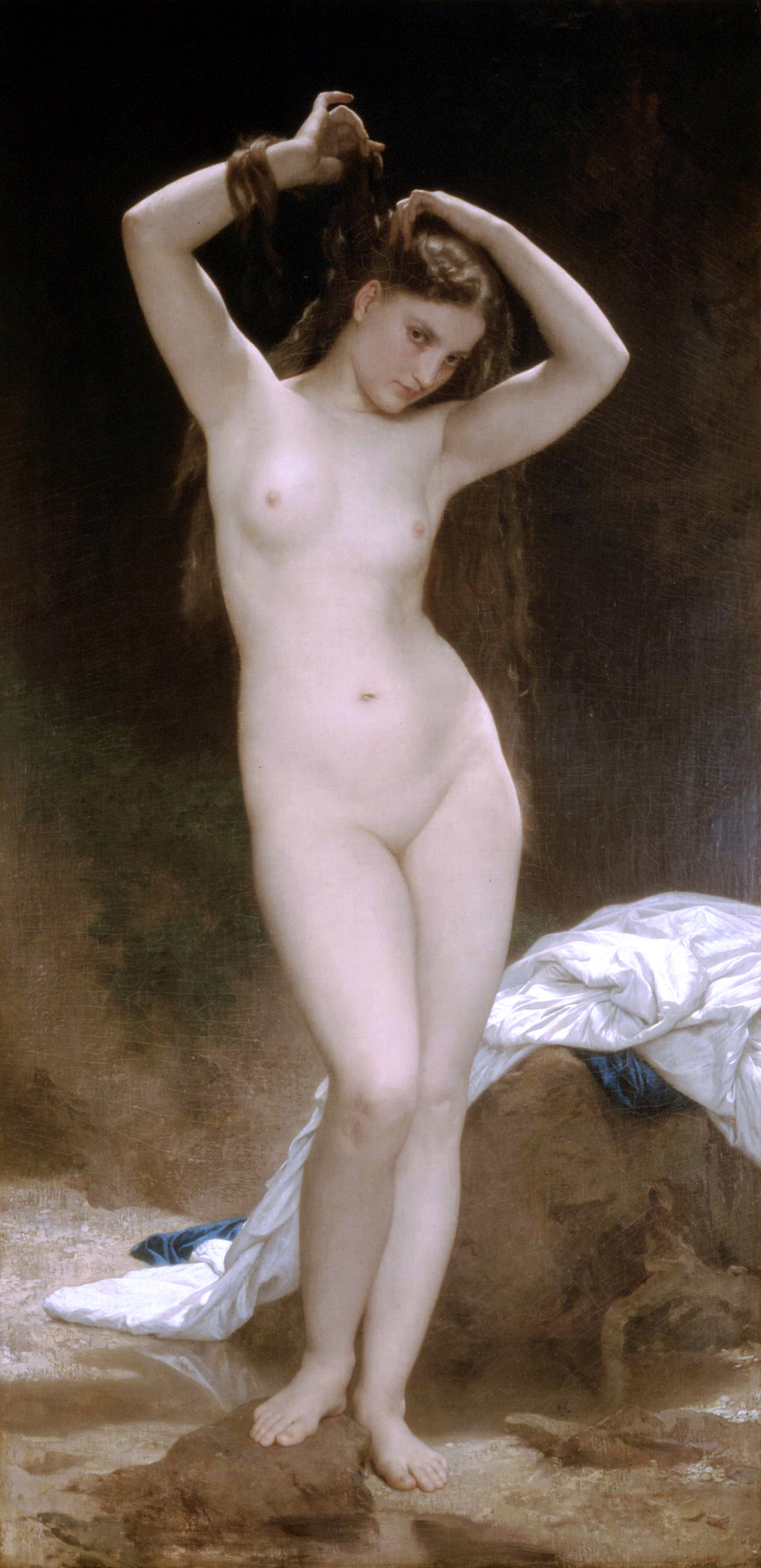
Akademizm
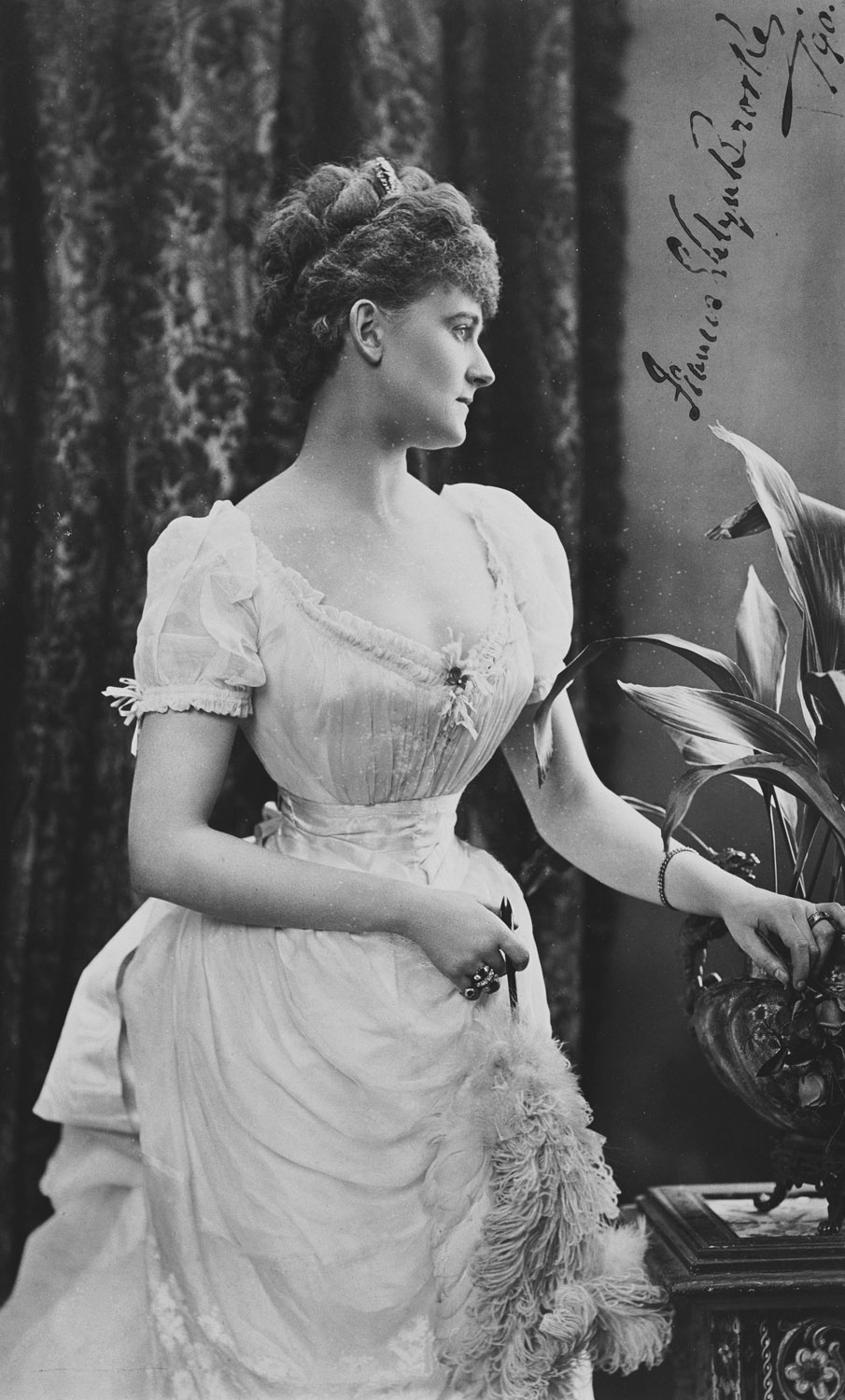
Epoka wiktoriańska
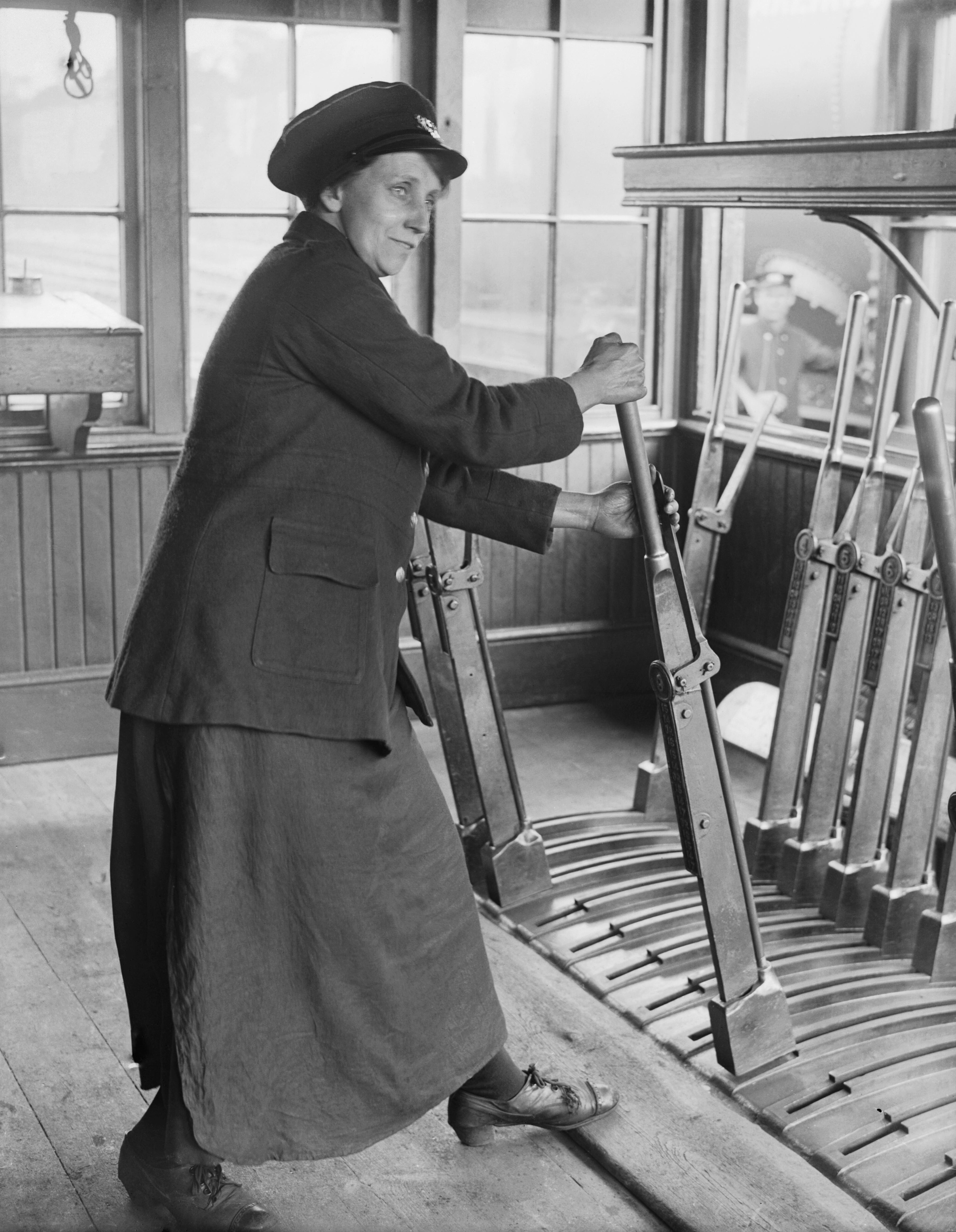
I wojna światowa
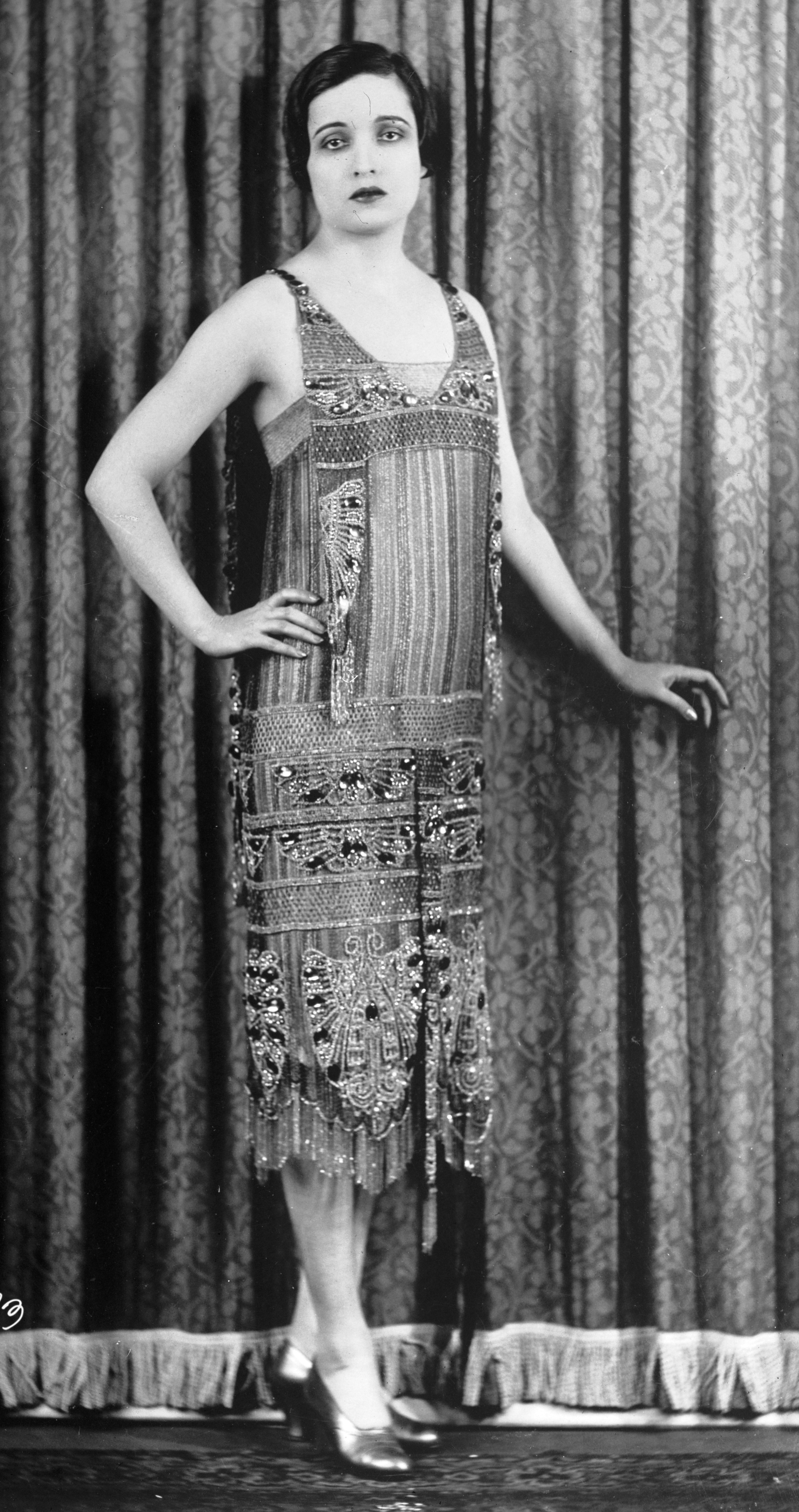
Lata 20. XX wieku
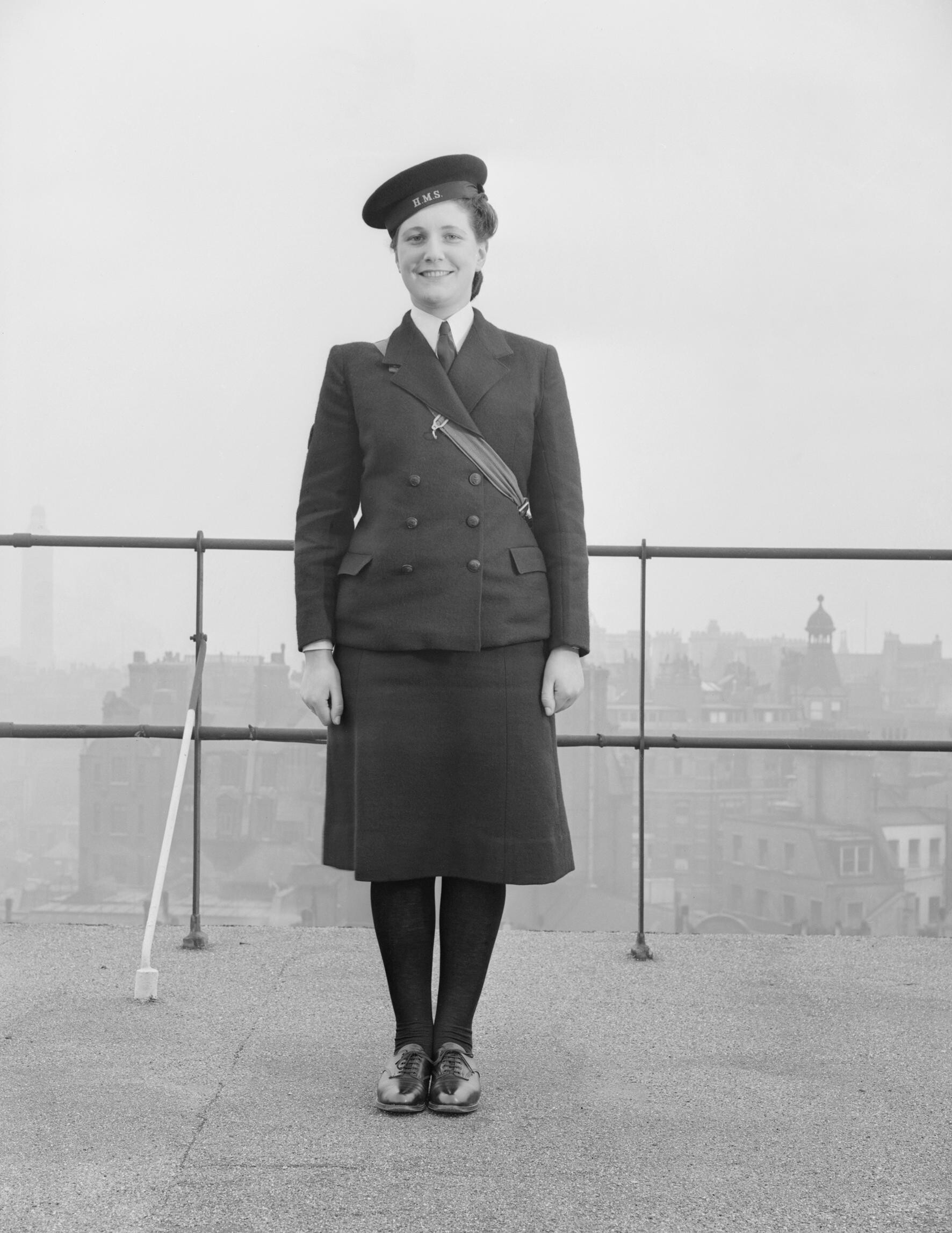
II wojna światowa
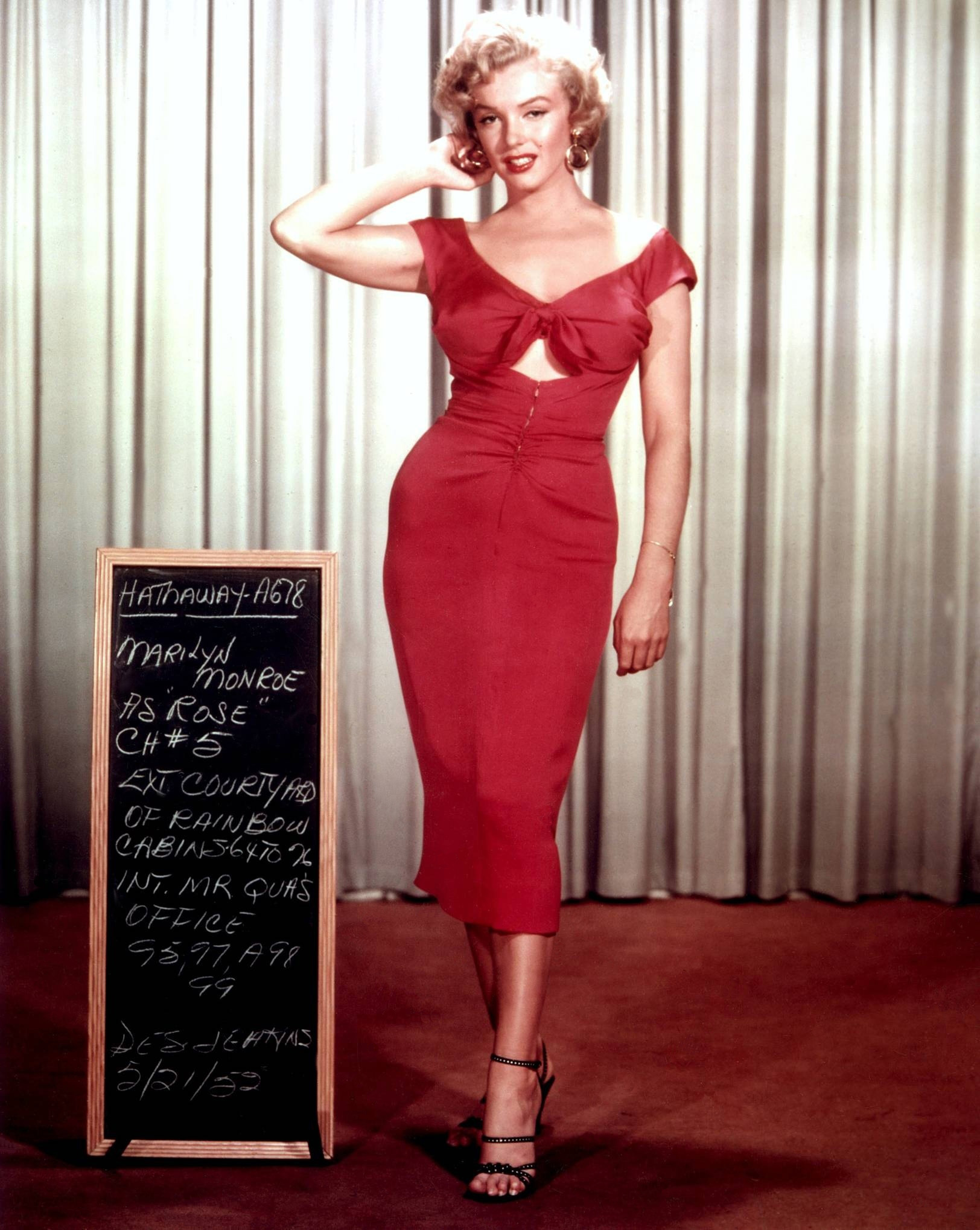
Złote lata Hollywoodu
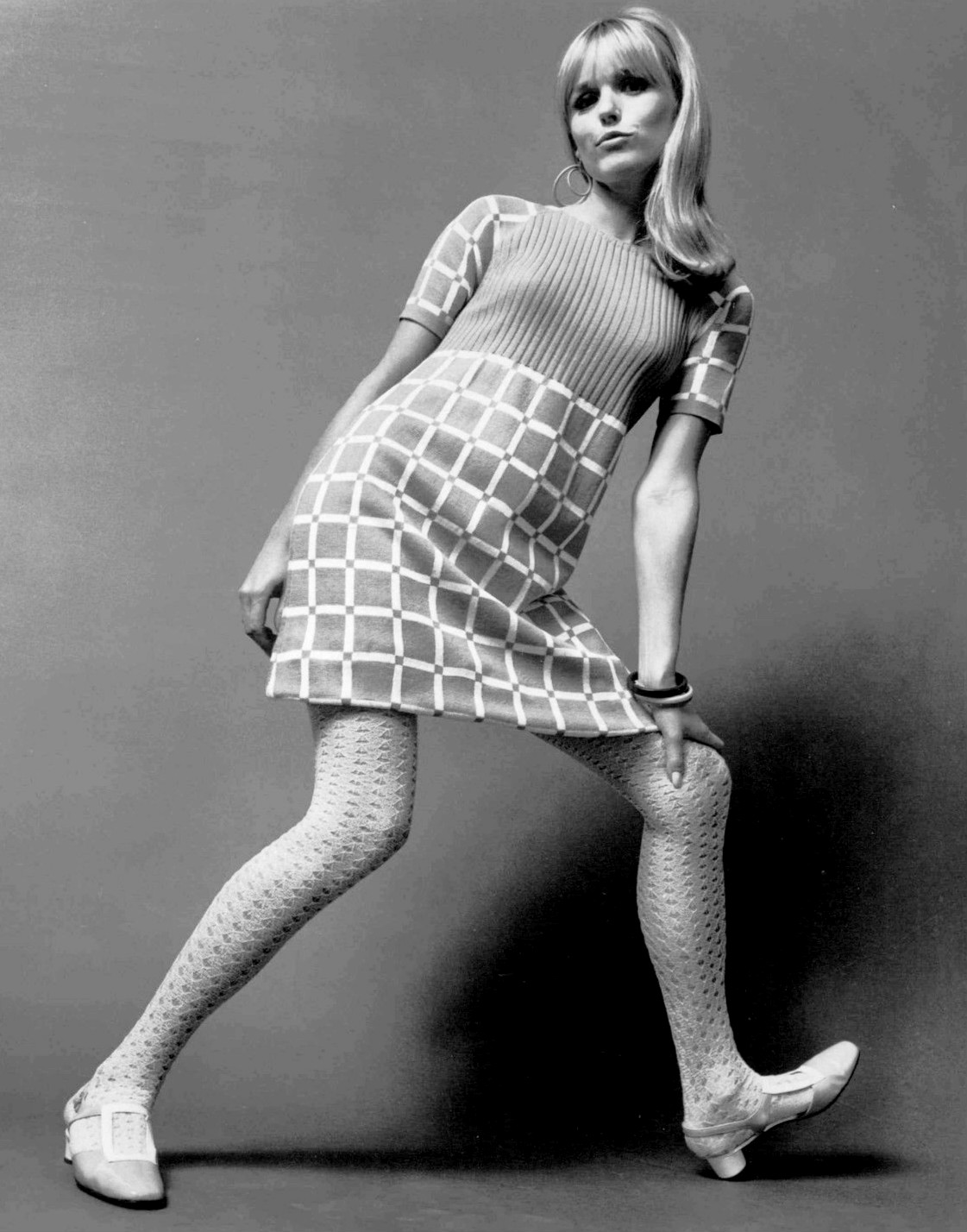
Lata 60. XX wieku
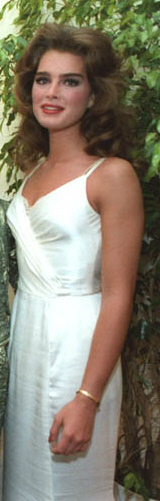
Era supermodelek
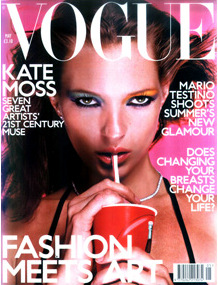
Heroinowy szyk
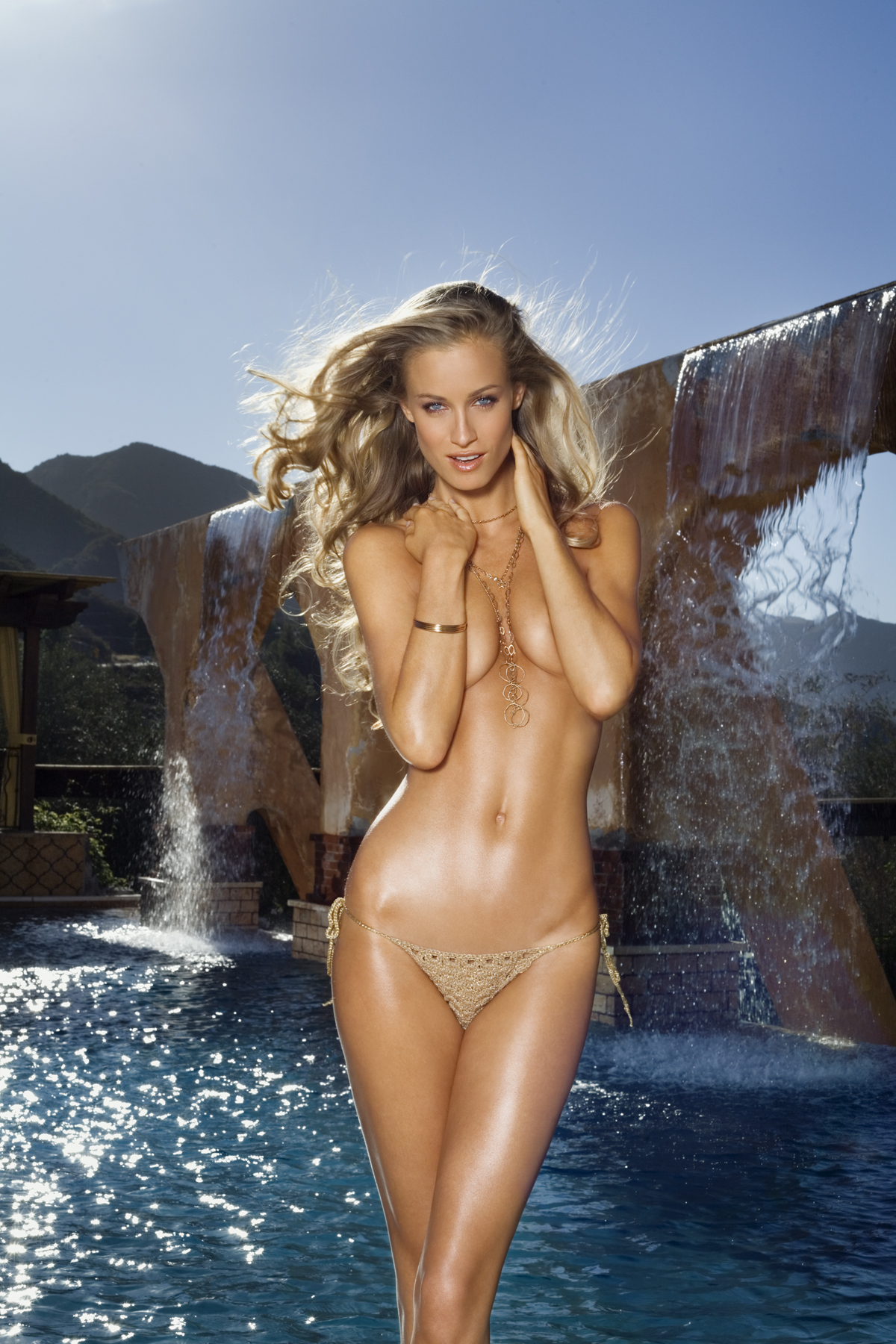
XXI wiek

## Modyfikacje ciała
We wszystkich kulturach na całym świecie dokonywane są modyfikacje i przekształcenia ciała. Modyfikacja ciała polega na celowej zmianie ciała ludzkiego w celach estetycznych lub innych pozamedycznych, m.in. aby dopasować ciało do ideałów piękna. W tym celu stosuje się różnorodne techniki (tatuowanie, przekłuwanie, skaryfikację), diety, ćwiczenia fizyczne, uprawia kulturystykę, przyciemnia barwę skóry czy dokonuje zabiegów chirurgii plastycznej. Od kiedy w latach 80. XX wieku ideałem stały się duże piersi, wzrosła liczba wykonywanych zabiegów powiększania biustu z powodów kosmetycznych (80% w 1992 roku).
Przez wieki w Chinach praktykowano krępowanie stóp, mimo że owijanie ich bandażem sprawiało, że chodzenie było utrudnione i bolesne, a stopy stawały się zdeformowane. W wielu krajach, zwłaszcza afrykańskich, powszechne jest okaleczanie żeńskich narządów płciowych, w szczególności łechtaczki i warg sromowych mniejszych.
U niektórych ludów Afryki (np. Tutsi w Burundi) i Azji (np. Kayan w Mjanmie) kobiety noszą na szyi obręcze w celu jej wydłużenia. W kulturach tych długa szyja charakteryzuje kobiece piękno. Kobiety z etiopskiego plemienia Mursi noszą dla ozdoby w dolnej wardze gliniane krążki, a członkinie indyjskiego ludu Apatani wkładają do nosa duże drewniane zatyczki. W wielu kulturach ciała kobiet zdobią charakterystyczne dla nich tatuaże lub skaryfikacje.

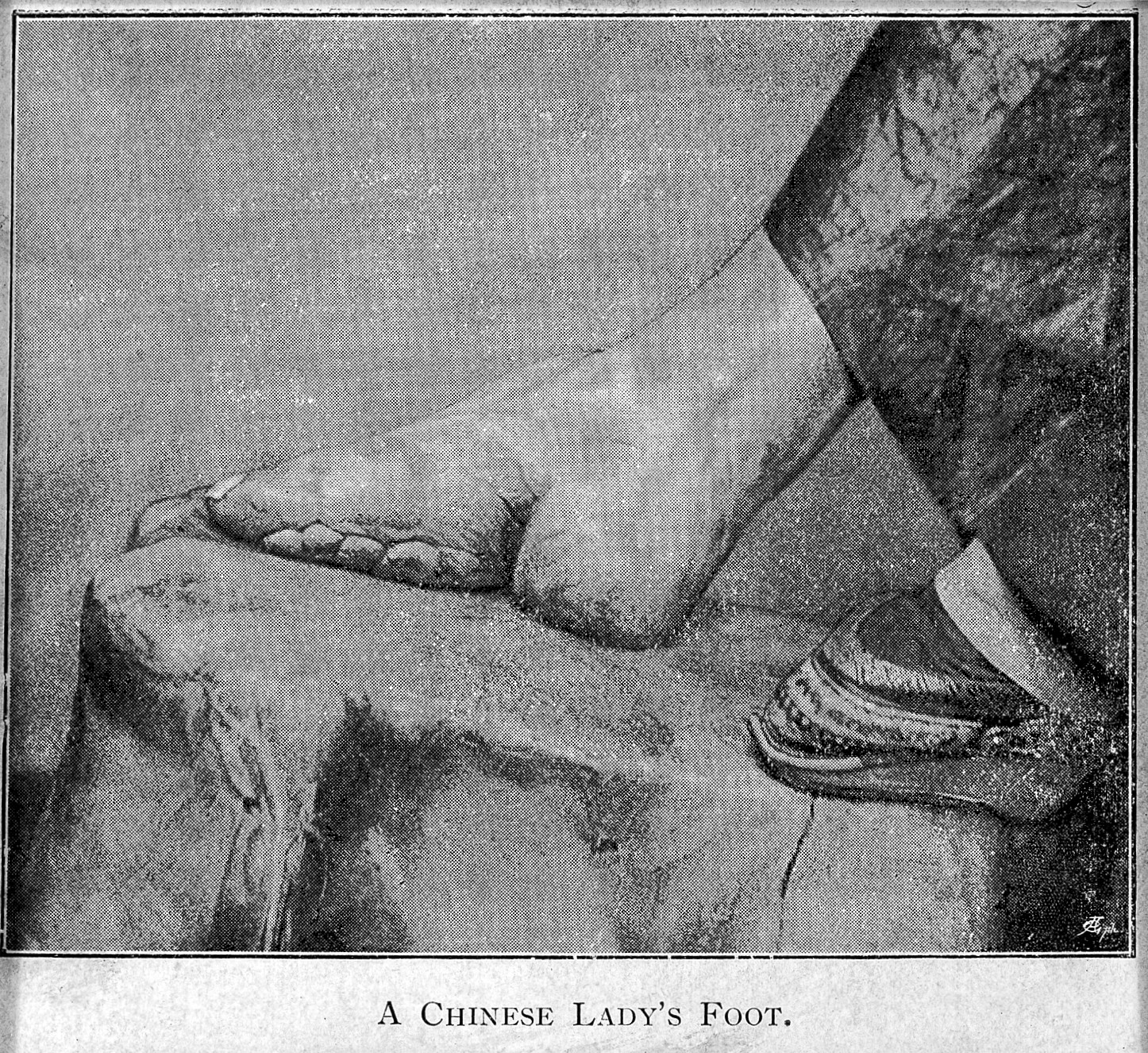
W Chinach do XX wieku praktykowano krępowanie stóp
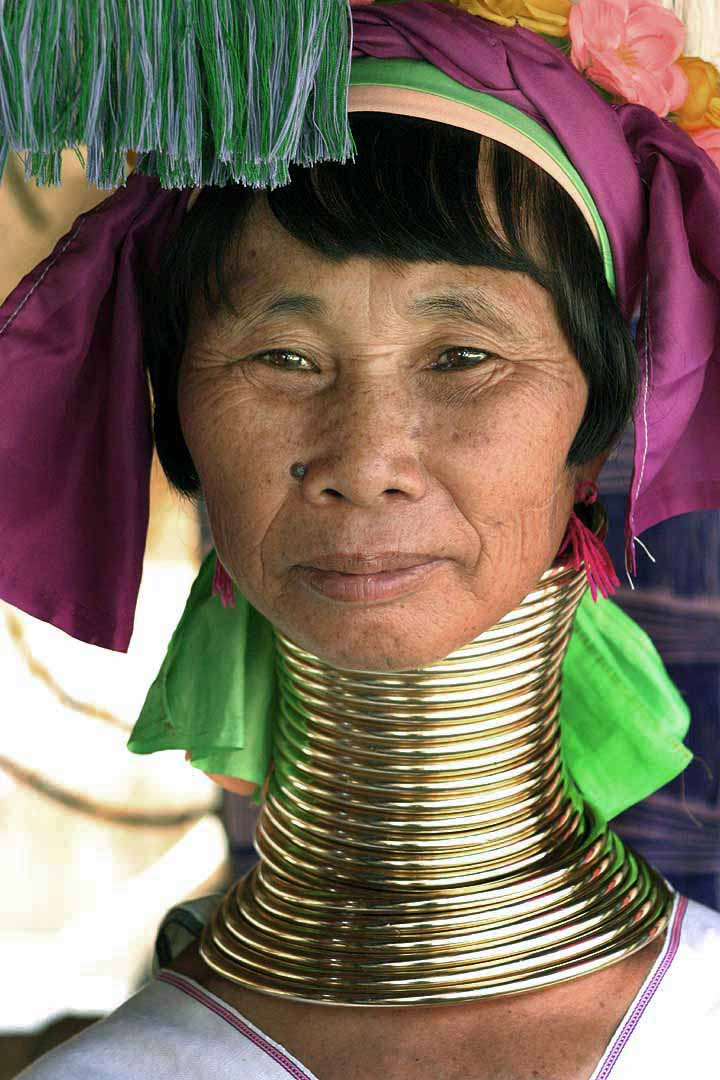
Ludność Kayan z Mjanmy łączy noszenie pierścieni na szyi z kobiecym pięknem
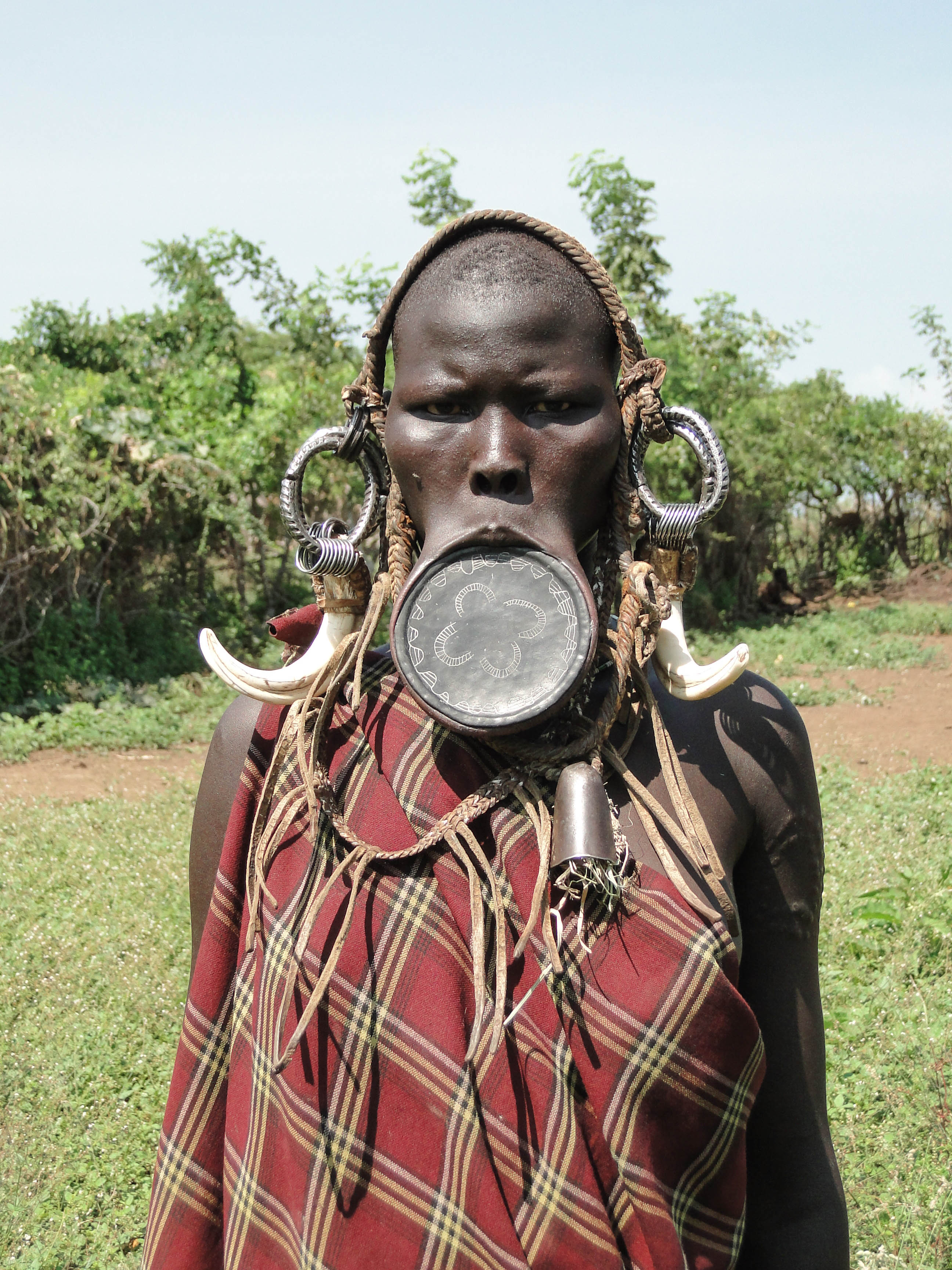
Kobieta z plemienia Mursi nosząca dysk w wardze.
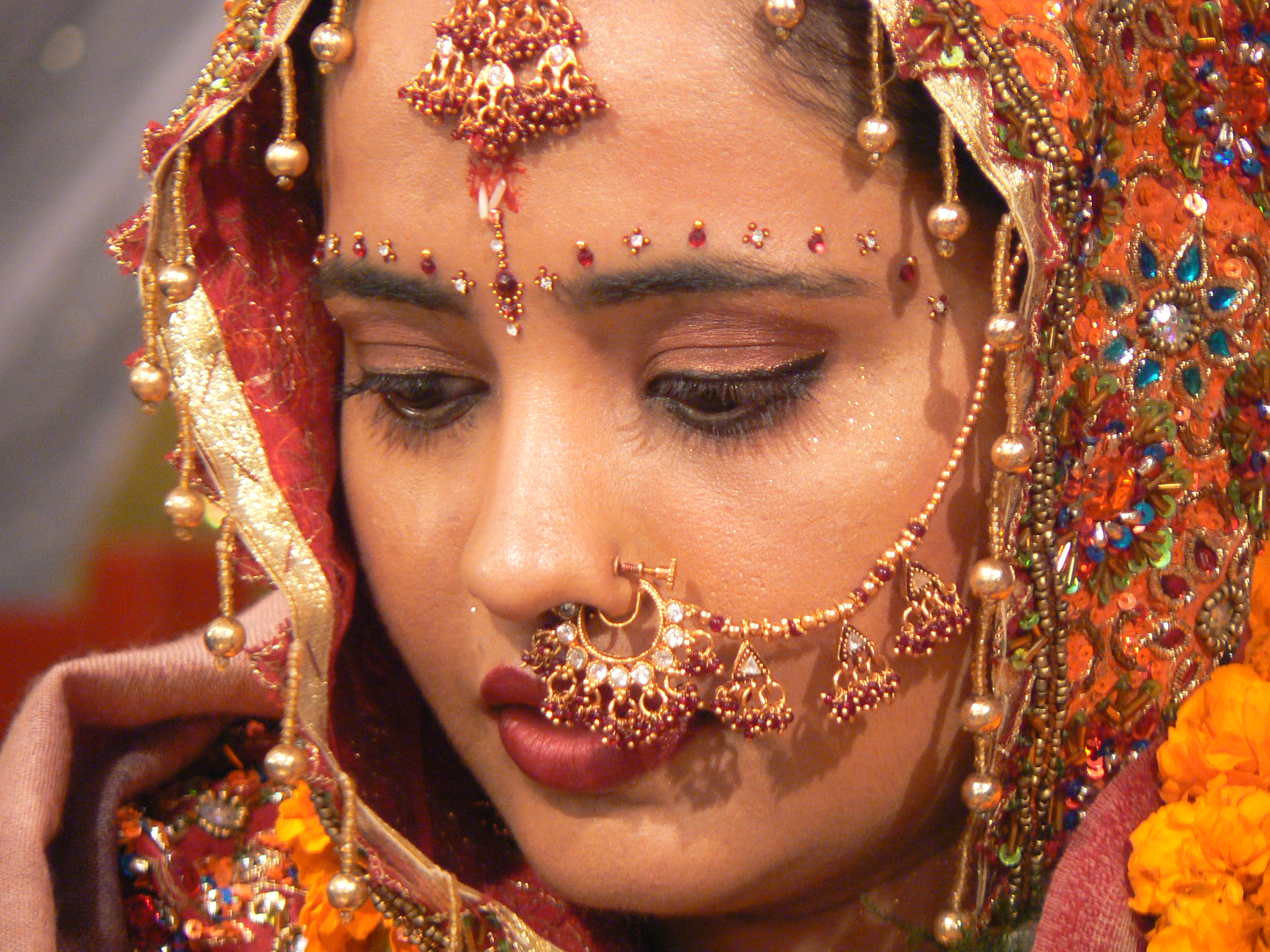
Piercing
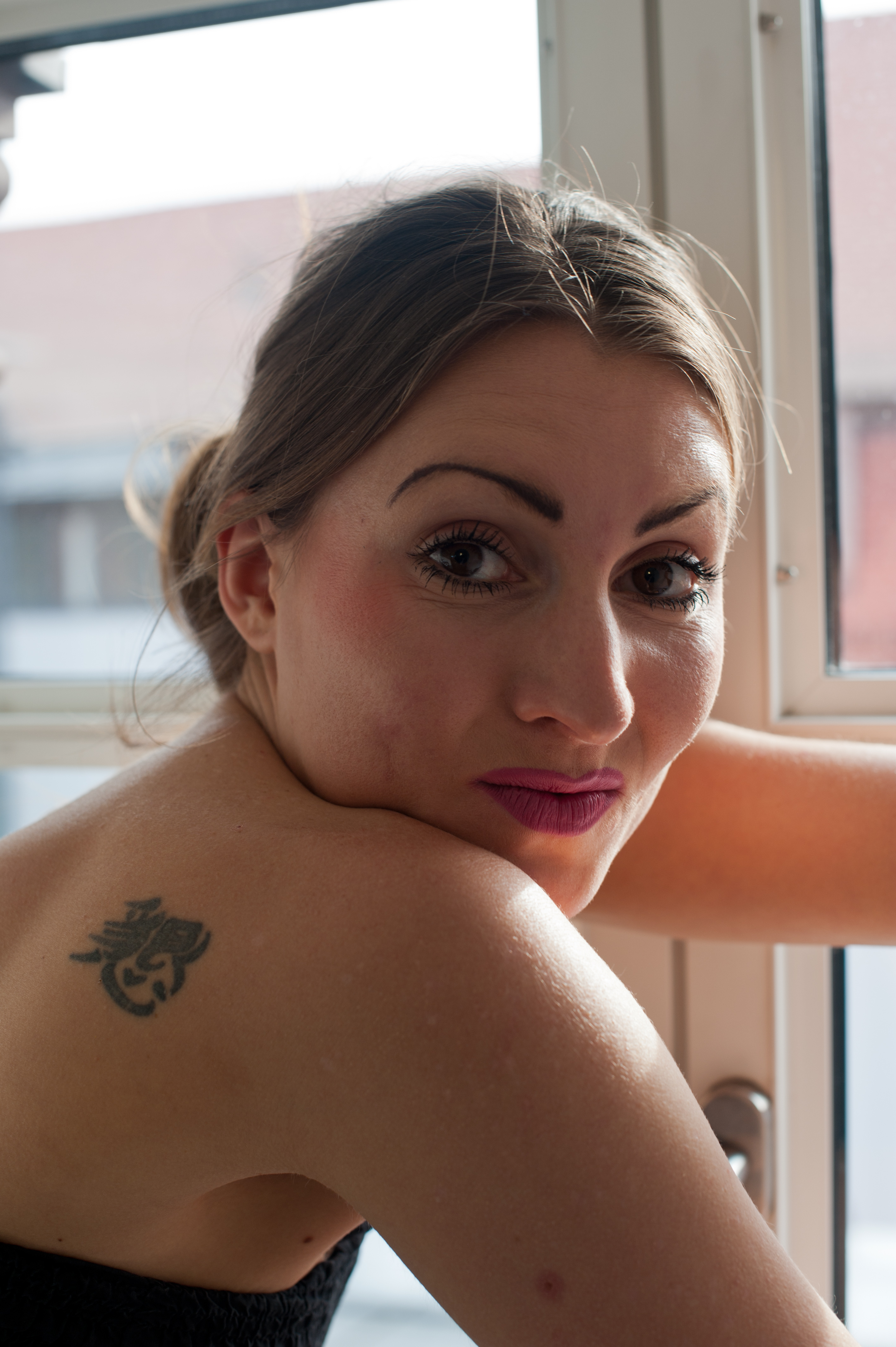
Tatuaż
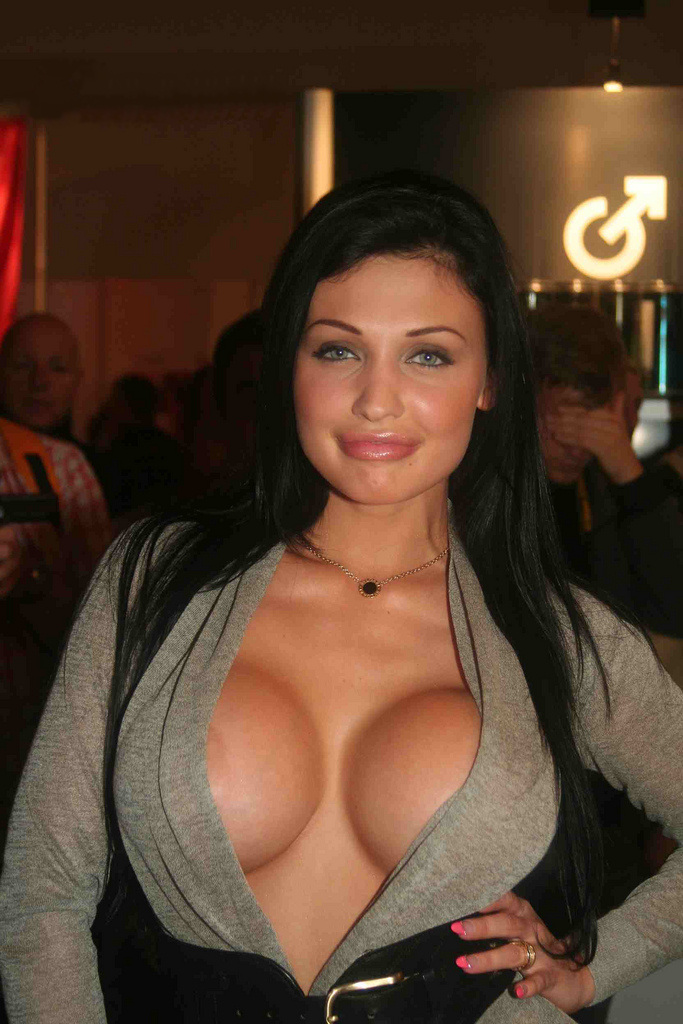
Po zabiegach plastycznych

## Ubiór
Kobiety na ogół ubierają się w modne ubrania oraz stosują makijaż w celu podkreślenia kobiecych cech. W wykreowaniu kobiecego wizerunku pomocna jest także biżuteria, odpowiednie uczesanie, buty, torebka oraz inne dodatki do stroju (np. szal). Sposób, w który ubierają się współczesne kobiety jest rezultatem licznych społecznych ewolucji, rewolucji i zakłóceń, które miały miejsce w XIX i XX wieku, zmieniając jej społeczny status, zatrudnienie i ruchliwość społeczną. W krajach zachodnich promuje się modę i zachęca do śledzenia jej, przez co wciąga się kobiety w świat narzuconych przez siebie zasad opartych na naśladowaniu, konformizmie i konsumpcjonizmie.
Na podstawie badania ankietowego z 2007 wyciągnięto wnioski, że dla współczesnych młodych kobiet często priorytetowe znaczenie ma wygoda i praktyczność odzieży, zaś za atrakcyjną uznano tę kobietę, która czuła się szczęśliwa i zadowolona z siebie.
Standardy kulturowe bardzo się różnią w stosunku do tego, co jest uważane za kobiece. Na przykład w XVI wieku we Francji wysokie obcasy były uważane za zdecydowanie męski typ buta, choć obecnie są one uważane za kobiece.
Obecnie kolor różowy jest silnie związany z kobiecością, natomiast na początku XX wieku różowy kojarzył się z chłopcami, zaś niebieski z dziewczynkami. Kolory ubrań odgrywają dużą rolę w postrzeganiu kobiety. Czerwień może mieć wymowę erotyczną, tak ubrane kobiety są często odbierane jako kokieteryjne, dynamiczne i swawolne. Ciepłym, romantycznym i kobiecym kolorem jest róż. Podobnie kolor biały, który ponadto symbolizuje dziewictwo i niewinność. Czerń wyszczupla sylwetkę i tuszuje ewentualne niedostatki urody, może nadawać kobiecie wygląd wytworny i intrygujący, ale także surowy i nieugięty.
W wielu krajach muzułmańskich od kobiet wymaga się zakrywania głowy hidżabem. Uznawany jest on za symbol kobiecej skromności i moralności.

### Podkreślanie kobiecości ubiorem
Strój pełni wiele funkcji, ma wpływ na pierwsze wrażenie i wyraża tożsamość płciową. W kobiecych sposobach ubierania można wyróżnić wiele różnych stylów. Niektóre kobiety lubią ubierać się na kobieco, a inne w stylu męskim (marynarki, spodnie, płaskie wiązane buty), ale nawet wówczas dodanie biżuterii, odpowiedniej fryzury i makijażu czy kobiecego atrybutu (np. szala), sprawia, że całość może nabrać bardzo kobiecego wyglądu. Spódnice i sukienki są uważane za typowo kobiece elementy ubioru, a ponadto mogą odsłaniać nogi. Ich eksponowanie na przestrzeni wieków miało erotyczną wymowę, dlatego w różnych kulturach wymagano, aby były zasłonięte.
W badaniu mającym na celu określenie stroju, w którym kobieta wiarygodnie prezentuje się w roli przełożonego stwierdzono, że kobieta na stanowisku kierowniczym niekoniecznie musi ubierać się w męskie atrybuty, jednak zasadniczo nie powinna także podkreślać kobiecego wyglądu. Współczesna unifikacja ubrań dla kobiet i mężczyzn, sprawia, że mogą je nosić obie płcie (tzw. styl androgyniczny, unisex). Kobiecość w stroju podkreślają: sukienki, spódnice, ubrania dopasowanie do figury, falbanki, koronki, wysokie obcasy, zwiewne tkaniny, dekolty, stanik, pończochy, bielizna.
Powszechnie uważa się, że kobieca stopa powinna być mała. W butach na wysokim obcasie kobieca stopa wygląda na mniejszą niż w rzeczywistości, kobieta jest zmuszona poruszać się małymi kroczkami, a jej sylwetka staje się wyższa, szczuplejsza. Część kobiet preferuje buty wygodne i praktyczne.

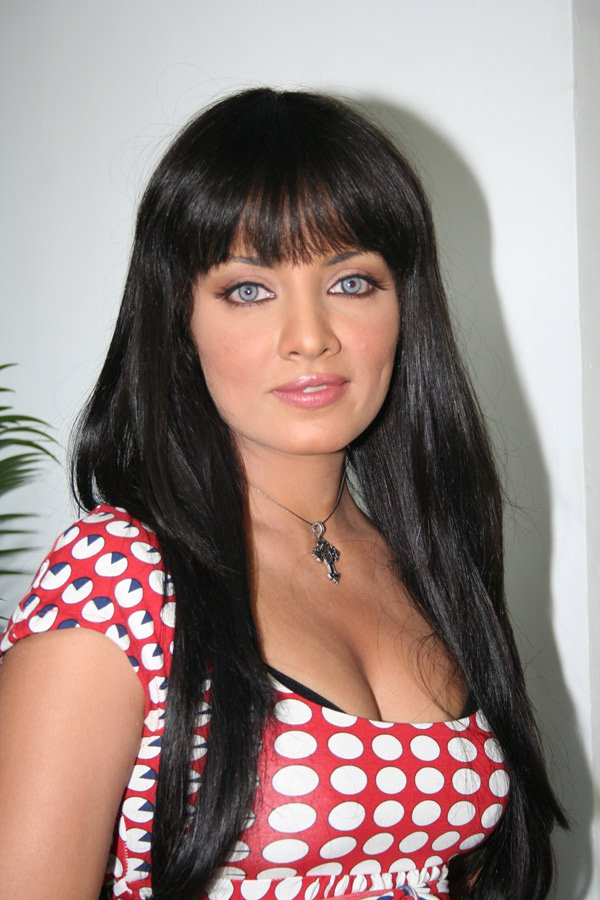
Dekolt uwidaczniający biust
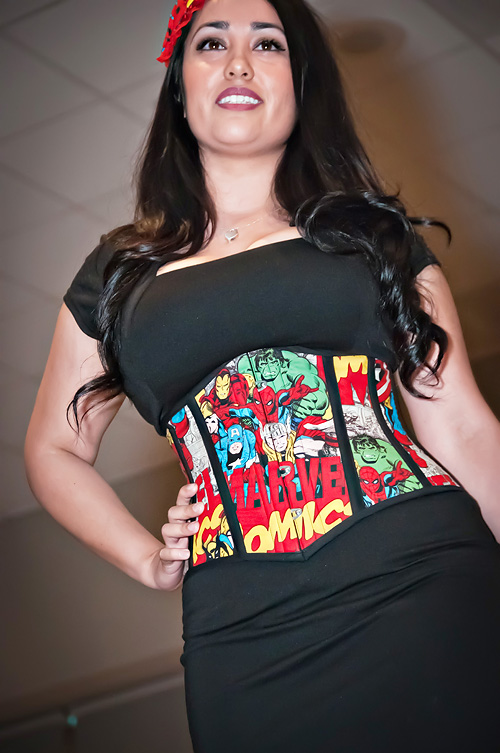
Pas podkreślający talię (fr. guêpière)
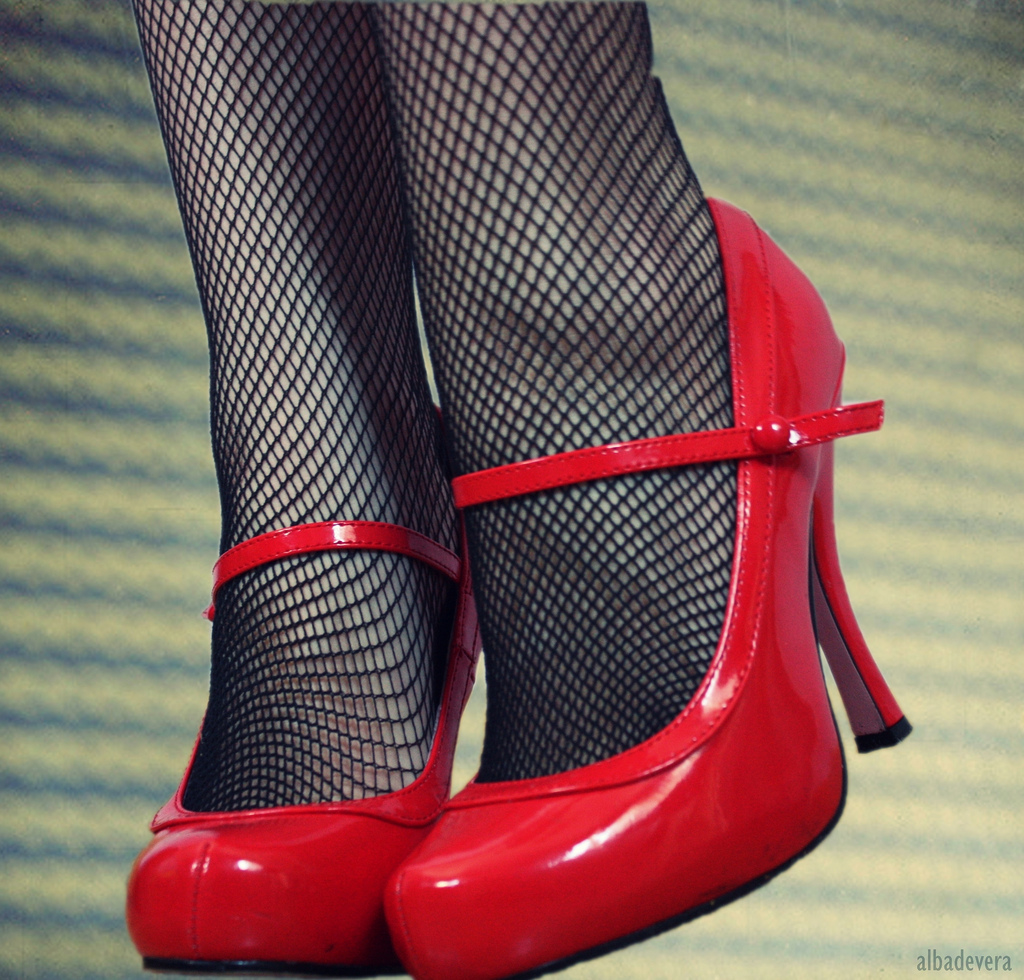
Buty na wysokim obcasie i pończochy
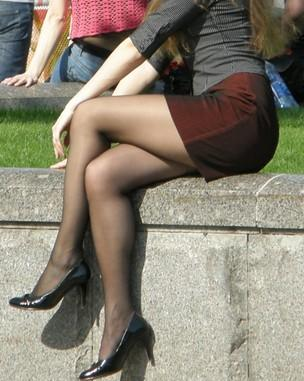
Minispódniczka odsłaniająca nogi
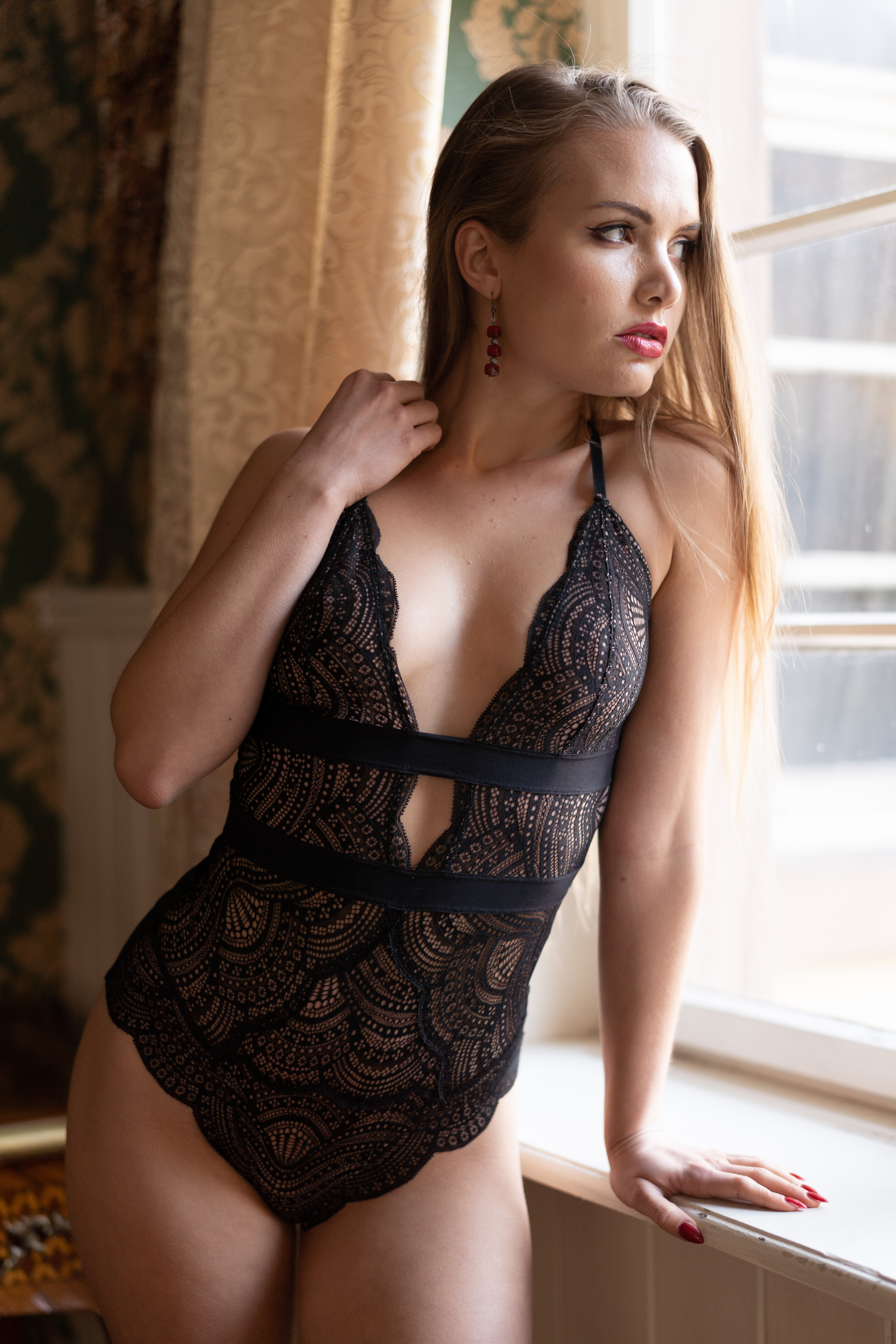
Seksowna bielizna
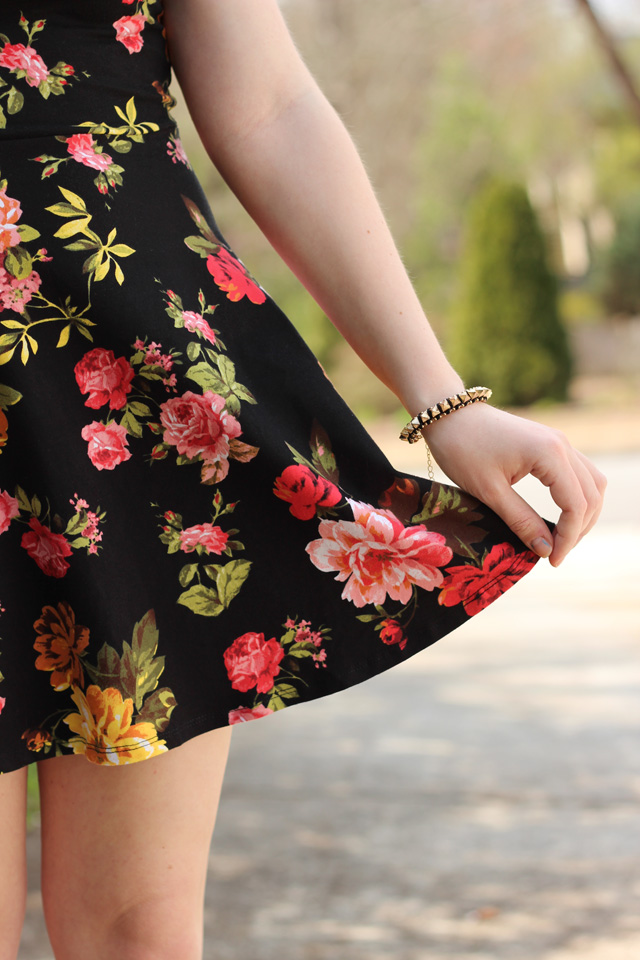
Sukienka

Uwodzicielski strój często jest inaczej odbierany niż chciałaby tak ubierająca się kobieta. Suknia odkrywająca zbyt wiele lub obcisły sweter nieświadomie mogą komunikować, że ciało jest jedynym walorem kobiety lub że interesuje ją jedynie seks. Image uwodzicielski z jednej strony wzbudza zainteresowanie, z drugiej zaś sugeruje, że kobieta traktuje swoje ciało jak towar, najważniejszy atrybut, ważniejszy np. od inteligencji. Wydaje się, że obie płcie wykazują większą przychylność, kiedy w wyglądzie kobiety widoczna jest pewna doza skromności.

### Zakrywanie ciała w miejscach publicznych
Włosy na głowie były uznawane za symbol kobiecości. Kobiece włosy odgrywały rolę przede wszystkim podczas inicjacji, zamążpójścia i rytuałów żałobnych. Już święty Paweł pisał w liście do Koryntian, że chwała należy się kobiecie, która ma długie włosy. W Starym Testamencie kobiece włosy zostały uznane za bardzo erotyczne i w związku z tym nakazano kobietom nosić nakrycia głowy podczas modlitwy.
W chrześcijaństwie: w katolicyzmie i prawosławiu z długimi włosami były wiązane pozytywne, jak i negatywne konotacje. Z jednej strony długie włosy uchodziły za symbol niewinności, dziewictwa i piękna, a z drugiej strony za symbol rozwiązłości, pożądania i rozpusty. Włosy utożsamiano z pogańską siłą oraz tajemnymi mocami i demonami. W różnych regionach Europy włosy obcinano czarownicom, traktując je za ewentualne siedlisko złych mocy. Włosy, podczas postrzyżyn, obcinano także kandydatkom do stanu mniszego, co oznaczało symboliczne porzucenie grzesznego świata na rzecz życia w Bogu.
Na ziemiach polskich długie włosy, rozpuszczone lub splecione w warkocz, były uważane za symbol dziewictwa lub wskazywały na kobietę wolnego stanu. Panny ozdabiały włosy na głowie wiankami lub wplatały czerwoną wstążkę w warkocz. Natomiast od kobiety zamężnej wymagano, aby przykrywała głowę czepcem lub chustą. Symboliczne rozplecenie warkocza pannie i nałożenie czepca weselnego na głowę odbywało się podczas oczepin.
Również Żydówki dawniej zakrywały włosy po wyjściu za mąż. Obecnie kobiety żydowskie zasłaniają włosy (chustą zawiązaną nad karkiem nazywaną tichel albo np. szalem) tylko podczas modłów w synagodze jako znak skromności i wstydliwości, a jedynie w bardzo ortodoksyjnych środowiskach noszą nakrycie głowy przez cały czas. Nakaz niepokazywania włosów w miejscu publicznym obejmuje jedynie kobiety zamężne i nie dotyczy dziewczyn, które nie wyszły za mąż. Po ślubie ortodoksyjna kobieta żydowska może nie zasłaniać włosów jedynie przebywając w gronie rodzinnym lub w obecności męża. W żadnym przedziale historii w religii żydowskiej kobietom nie zabraniano natomiast pokazywania twarzy. Publiczne zakrywanie włosów przez ortodoksyjne Żydówki oznajmia innym mężczyznom, że ona jest już zajęta. Zarazem kobiece włosy widziane jedynie przez jej męża mają akcentować łączącą ich intymną relację.
W dalszym ciągu bardzo silna jest tradycja zasłaniania włosów przez kobiety w Rosyjskim Kościele Prawosławnym. Od kobiet przebywających w cerkwi wymaga się zakrycia włosów chustą lub szalem, albowiem piękna kobieta z odsłoniętymi włosami zwraca na siebie uwagę innych osób i przeszkadza w koncentrowaniu się na modlitwie, jak wyjaśnił w wywiadzie patriarcha Moskwy Cyryl I.
W Kościele katolickim nie ma obowiązku zakrywania włosów przez kobiety welonem, nawet podczas prywatnej audiencji u papieża, ale ubranie musi być skromne; spódnice czy sukienki powinny mieć długość za kolano, a ramiona mają być zakryte. Nieodpowiedni jest strój w kolorze białym, czerwonym lub purpurowym; podobnie dżinsy, krótkie spodenki, podkoszulki czy pstrokate kolory są niestosowne.
Kobiety we wspólnocie amiszów noszą długie spódnice, bluzki zakrywające ramiona oraz fartuszki. Głowy przykrywają czepkiem; mężatki – białym, panny – czarnym. Nie noszą biżuterii (w tym obrączek ślubnych) i nigdy nie obcinają włosów. Zajmują szczególną pozycję w społeczności i otaczane są głębokim szacunkiem jako matki i żony.

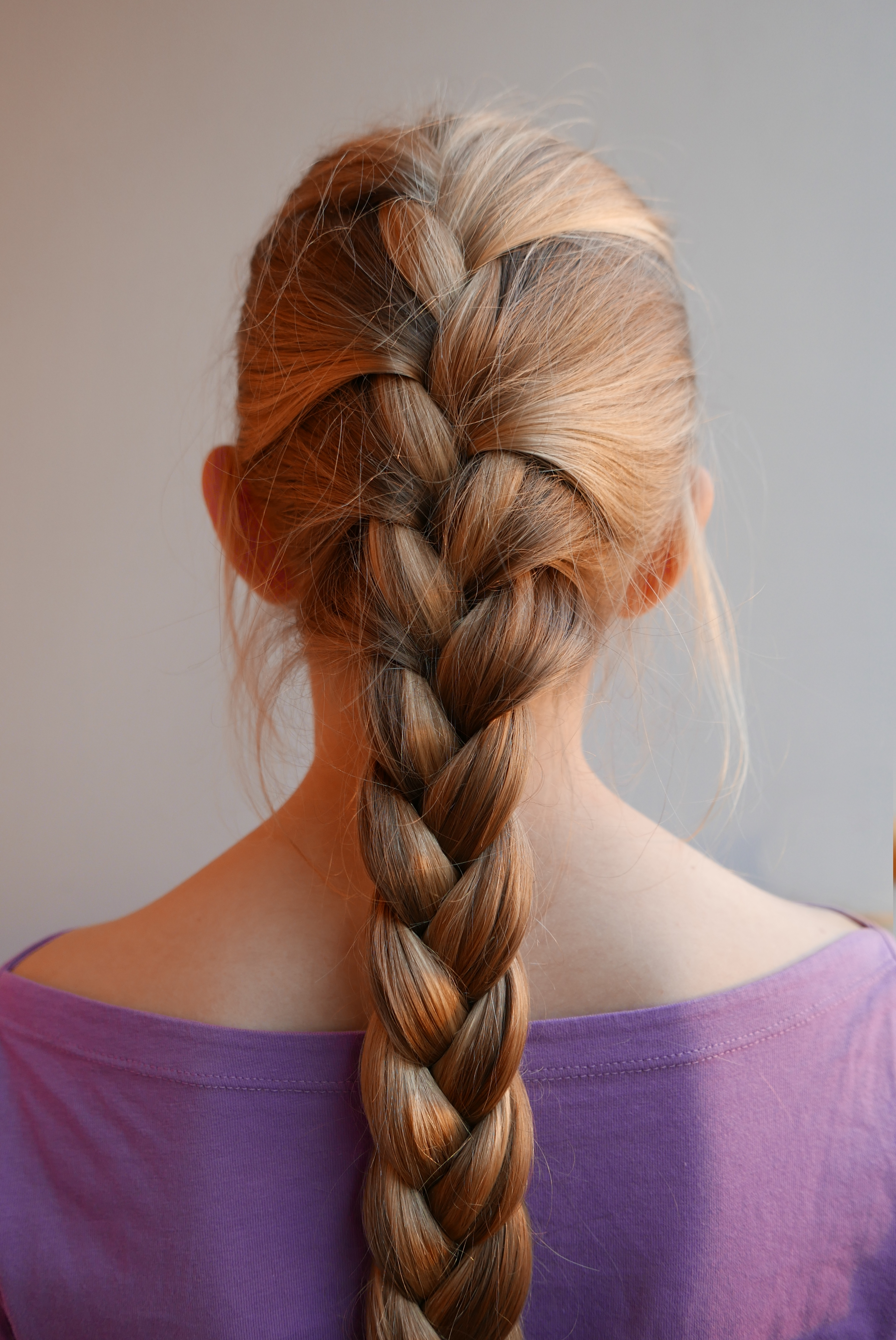
Warkocz, Polska
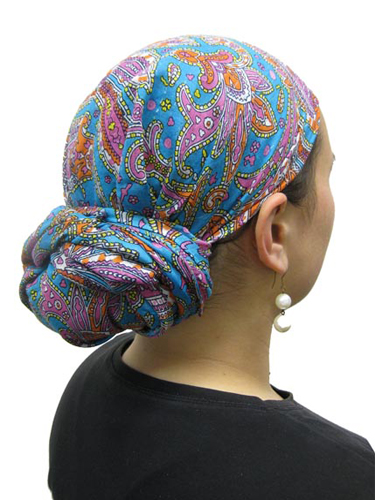
Tichel, judaizm
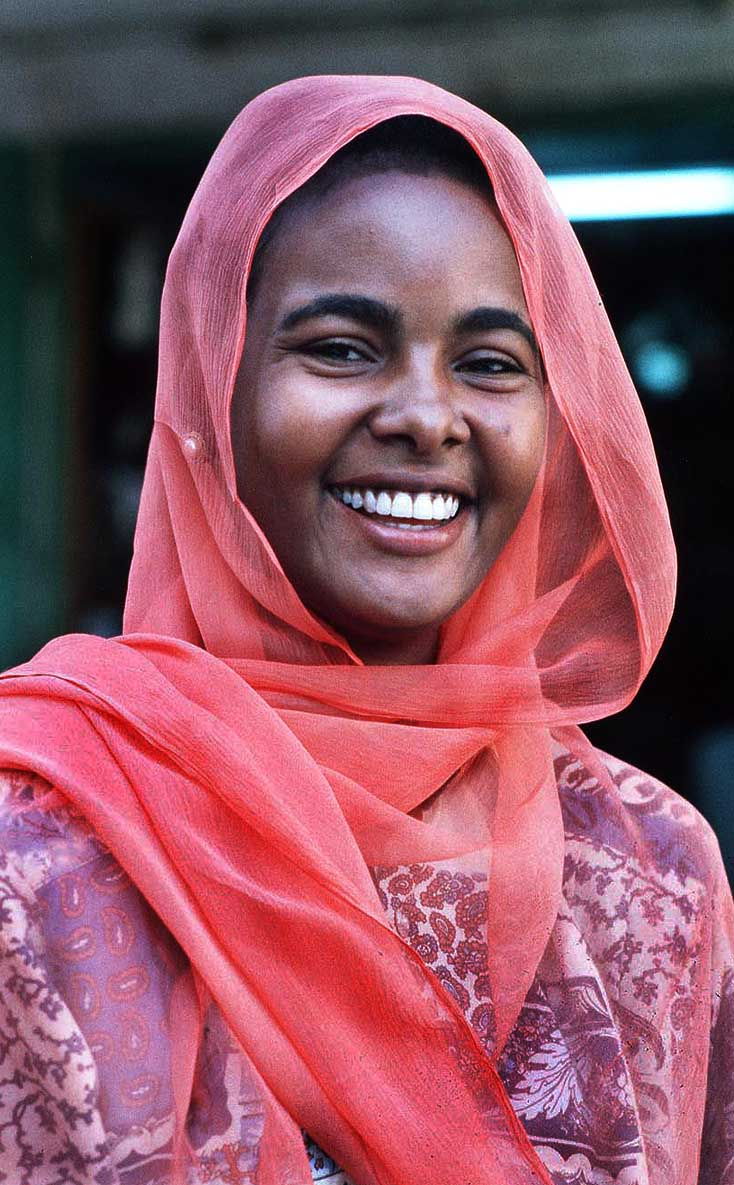
Szal, Sudan
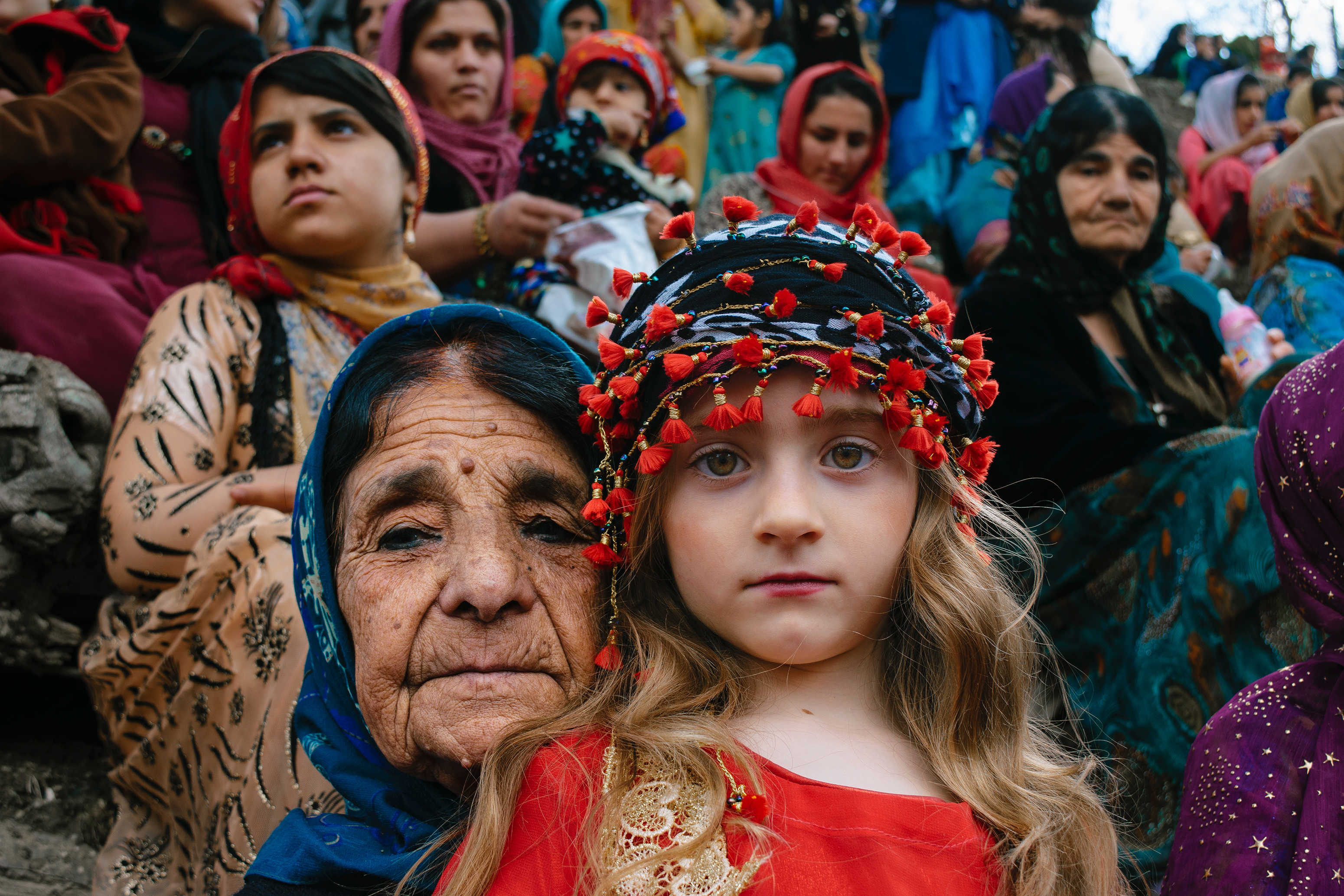
Babcia z wnuczką, Kurdystan, Iran
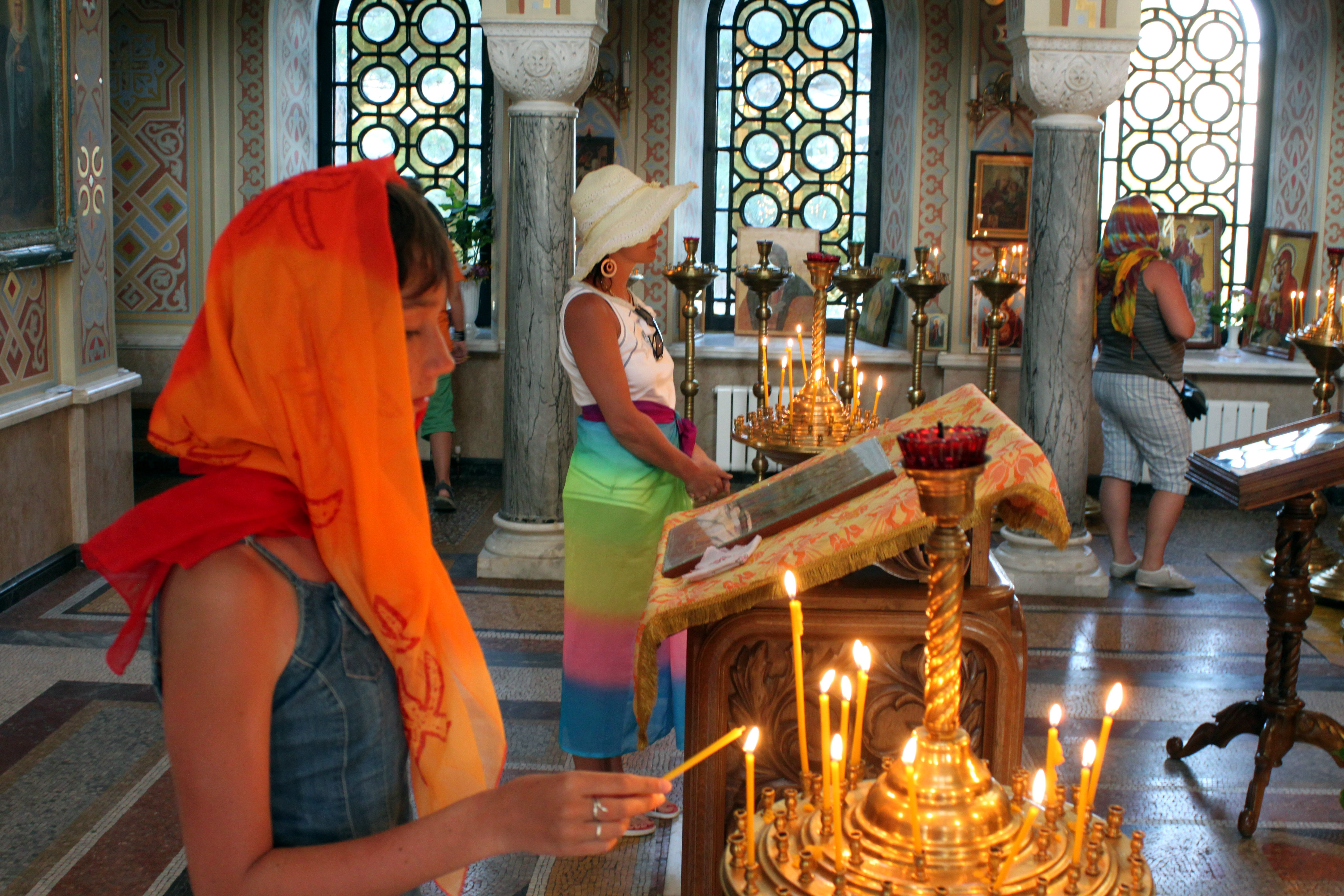
Kobiety w cerkwi, Półwysep Krymski
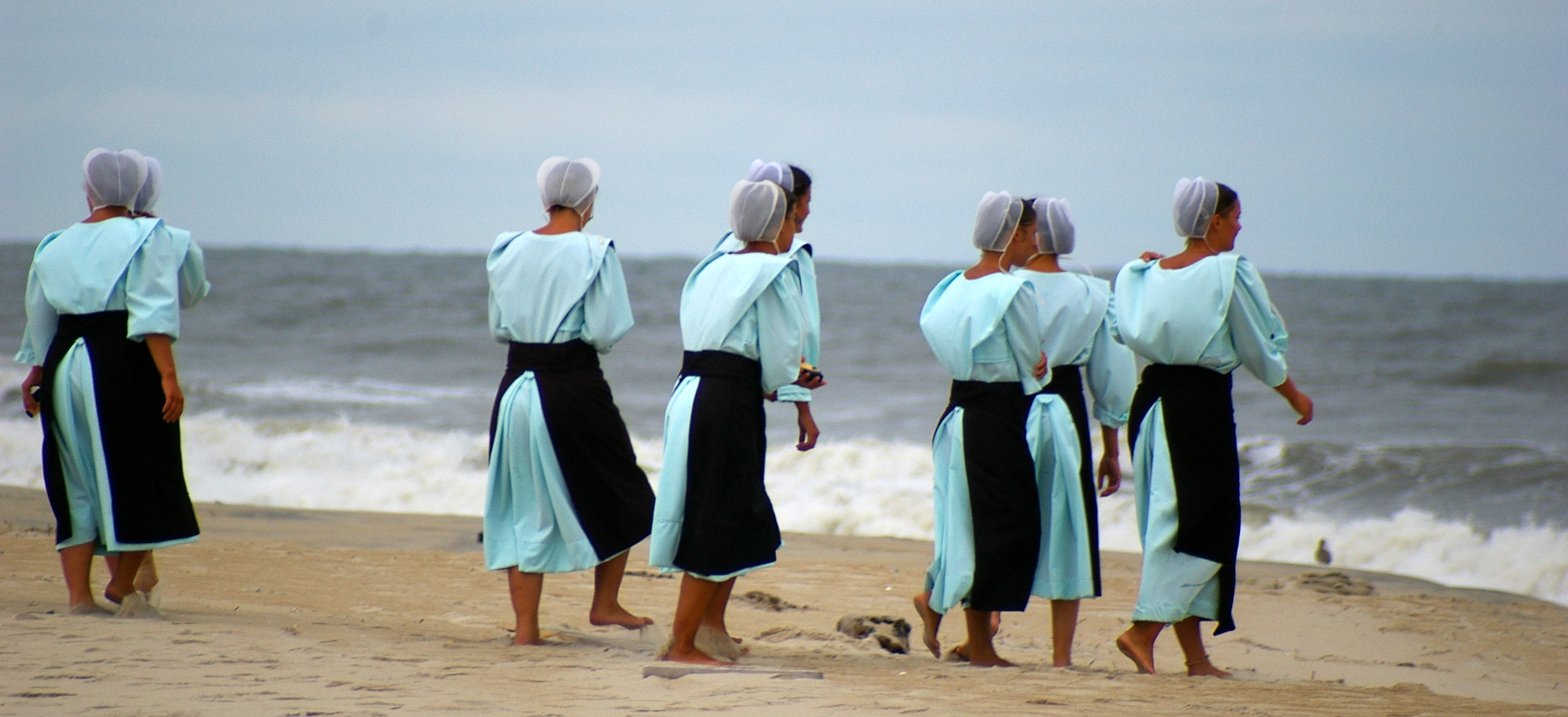
Amiszki

#### U kobiet muzułmańskich
Sposób, w jaki kobiety powinny ubierać się w miejscach publicznych ma istotne znaczenie w krajach muzułmańskich. W badaniu ankietowym większość respondentów pochodzących z krajów o większości muzułmańskiej w społeczeństwie (Tunezja, Egipt, Irak, Liban, Pakistan, Arabia Saudyjska i Turcja) uznała, że kobieta powinna zakrywać włosy, ale niekoniecznie musi zakrywać twarz (dane z 2013 roku). Najbardziej liberalne stanowisko w tej kwestii można było spotkać wśród respondentów w Turcji i Libanie, gdzie odpowiednio 49 i 32% osób dopuszczało niezakrywanie włosów przez kobiety w miejscach publicznych, zaś najbardziej rygorystyczne stanowisko występowało w Arabii Saudyjskiej i Pakistanie, gdzie odpowiednio 63 i 32% respondentów stwierdziło, że najbardziej odpowiednim strojem dla kobiety w miejscu publicznym jest nikab. Większość preferowała, aby kobiety ubierały się konserwatywnie w miejscach publicznych.

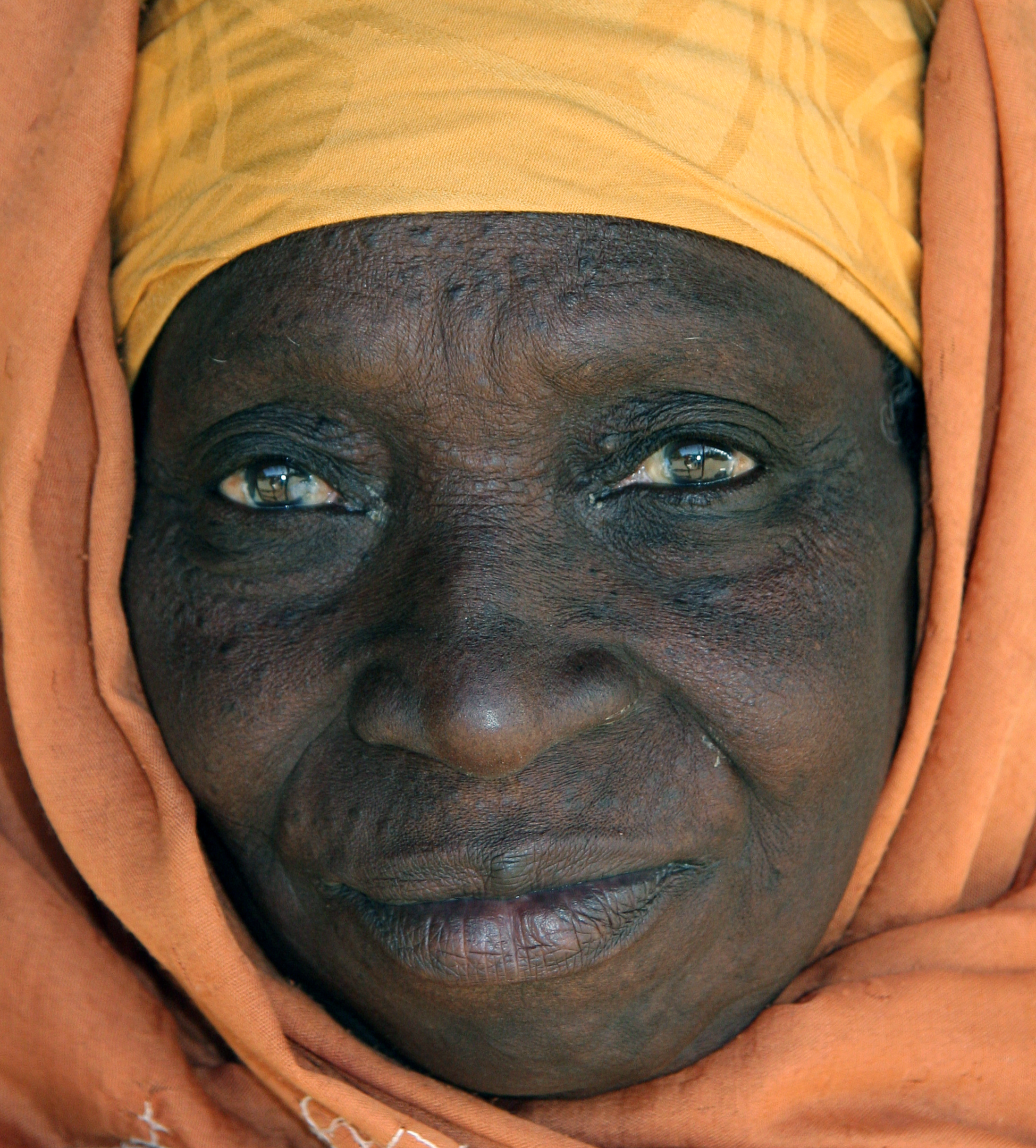
Hidżab
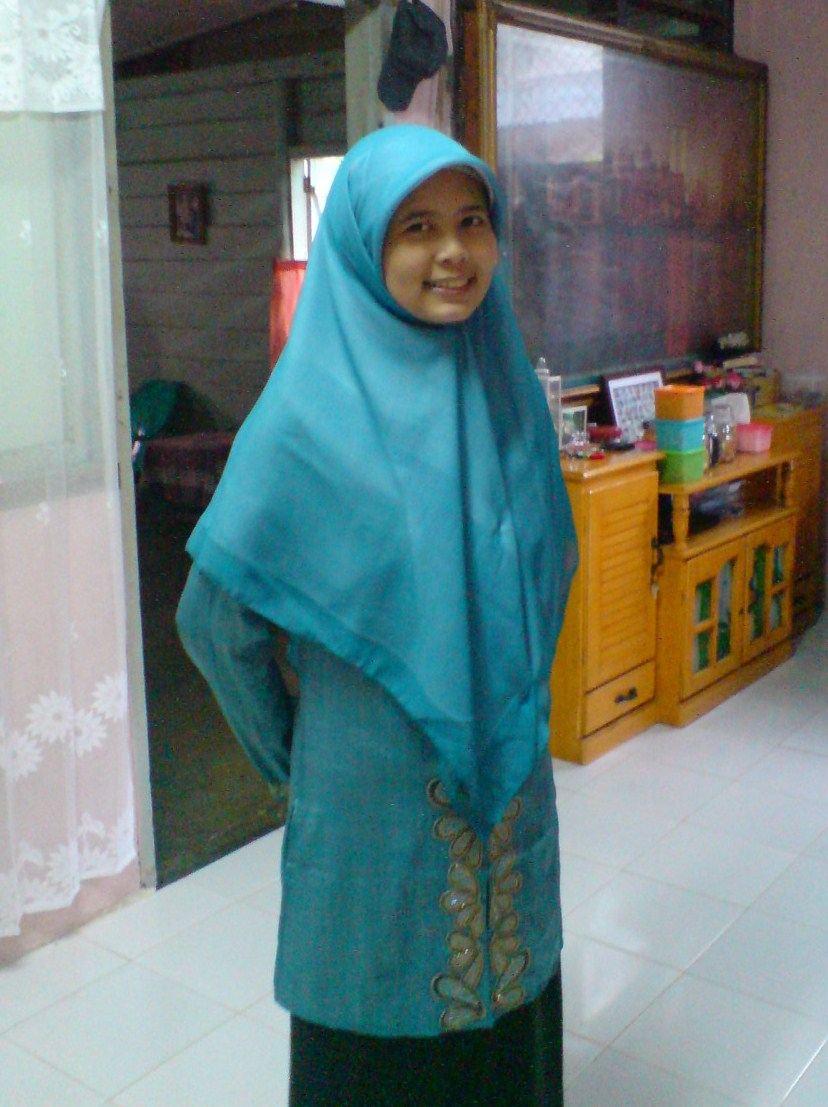
Hidżab, całość
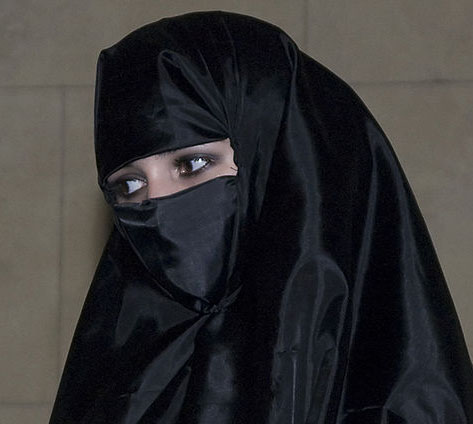
Nikab
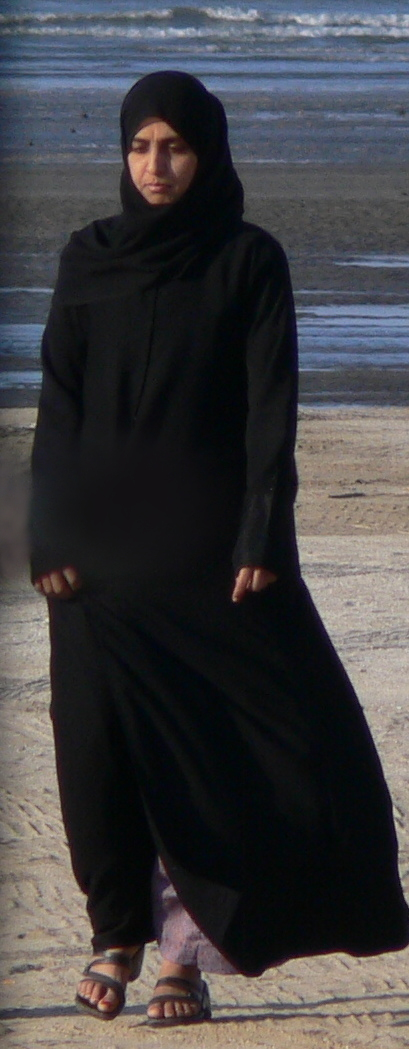
Abaja
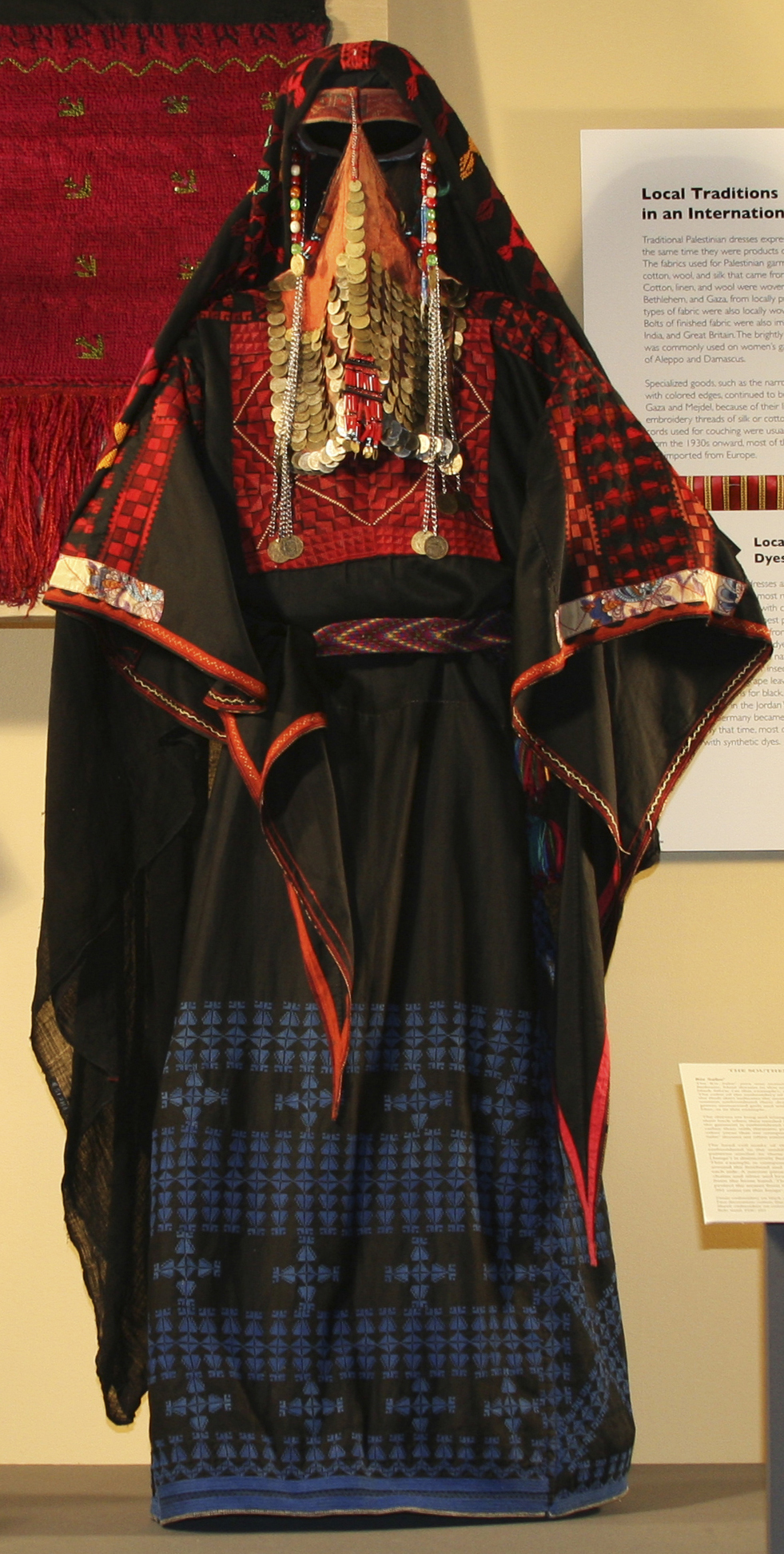
Burka
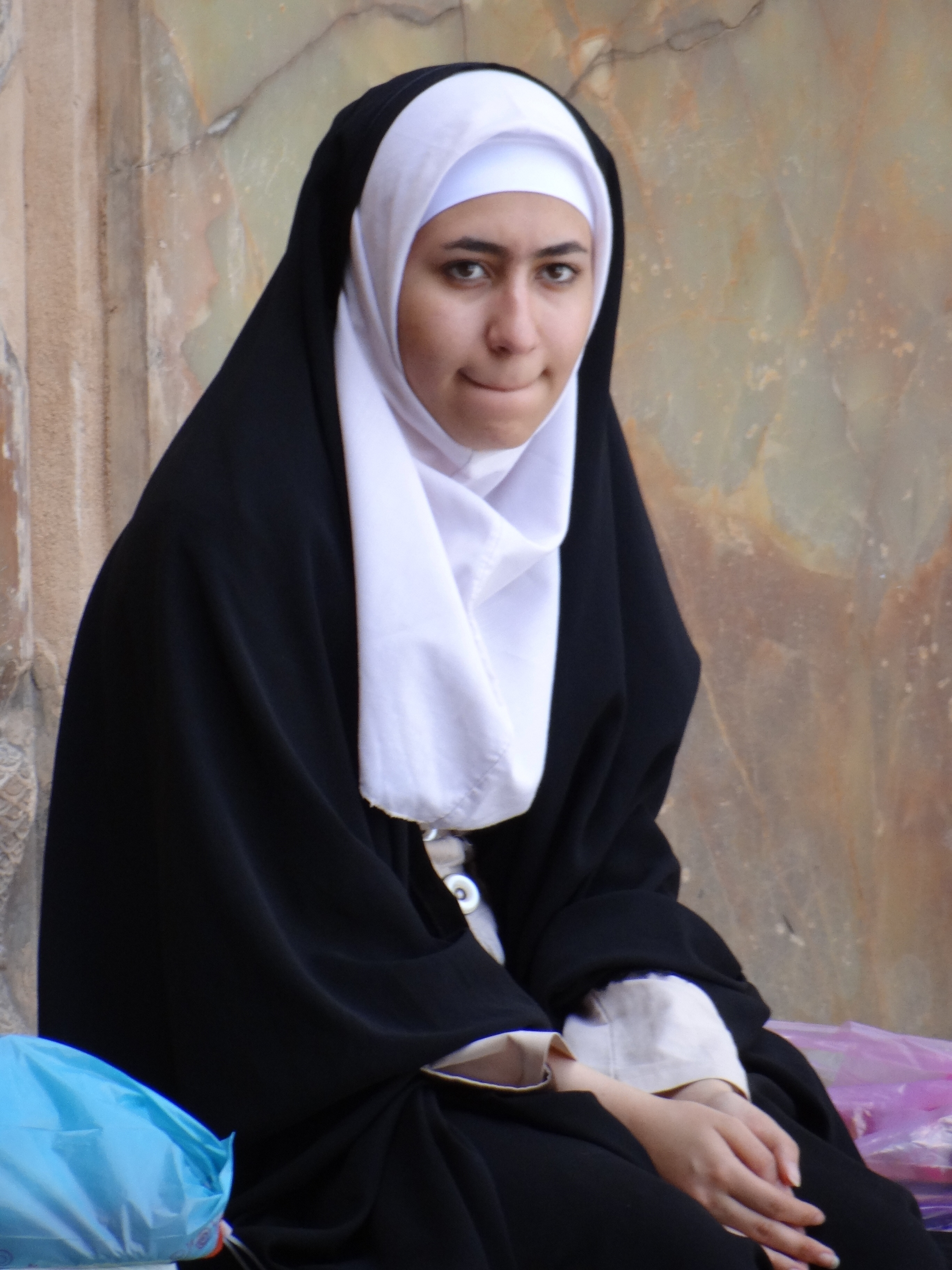
Czador

## Makijaż
Z pojęciem kobiecości nieodzownie łączy się robienie makijażu w celu upiększenia twarzy, podkreślenia naturalnej urody lub ukrycia pewnych niedoskonałości, aby zbliżyć wygląd do aktualnie obowiązującego kanonu piękna i trendów, promowanych przez media. Piękno ciała ma duże znaczenie w życiu kobiet. Kobiety są tradycyjnie kojarzone z cielesnością i częściej oceniane przez pryzmat zewnętrzności, a o wiele rzadziej na podstawie tego, kim są i co mówią. Już małe dziewczynki uczy się, aby zawsze ładnie i czysto wyglądały. Starsze kobiety praktycznie nie pojawiają się w czasopismach dla kobiet, które w większości poświęcone są tematyce związanej z ciałem, kosmetykami, atrakcyjnością fizyczną, likwidacją wszelkich oznak starzenia się i zdrowiem. „Wartością kobiety jest jej wygląd. Ten element jest też jednym z najważniejszych kryteriów oceny kobiety”.
W badaniach przeprowadzonych metodą retrospektywnych wywiadów pogłębionych przez Katarzynę Murawską w 2012 roku, w których wzięło udział 13 kobiet, w tym 5 z rodzin trzypokoleniowych, kobiety z najmłodszego pokolenia (17 do dwudziestu kilku lat) podkreślały, że wygląd zewnętrzny jest ważny w ich życiu, lubiły być podziwiane za ubiór, fryzurę i makijaż, lecz nie zawsze świadomie chciały się wyróżniać. Kobiety ze średniego pokolenia (czterdziestolatki) miały podobne zdanie jak ich córki, tzn. wygląd zewnętrzny był dla nich ważny, ponieważ ich samopoczucie było w pewien sposób zależne od tego, jak się prezentowały, chciały dobrze wyglądać w kontaktach zawodowych z innymi ludźmi. Kobiety z najstarszego pokolenia (60+ lat) nie uważały wyglądu zewnętrznego za najważniejszy element. Starsze panie w większości nie robiły sobie już makijażu. Tłumaczyły, że nie jest im potrzebny, że są za stare i nie chcą się ośmieszać, nadużywając kosmetyków do makijażu, wyróżniać się. Chciały wyglądać zwyczajnie. Stosowały natomiast kremy pielęgnacyjne do twarzy i pudry. Większość kobiet z najstarszego pokolenia w młodości malowała się jedynie na większe uroczystości. Starsze panie podkreślały znaczenie wyrażania szacunku dla drugiej osoby, z którą się komunikujemy, poprzez wygląd osobisty, ubraniem i makijażem. Wszystkie kobiety biorące udział w badaniu były zgodne co do tego, że wygląd zewnętrzny jest ważny w życiu i wpływa na to jak jesteśmy postrzegani przez innych, a ładny poprawia samopoczucie i zwiększa pewność siebie.
Opinie odnośnie do stosowania makijażu w celu podkreślenia kobiecego wyglądu okazały się niejednoznaczne w badaniu przeprowadzonym metodą wywiadów kwestionariuszowych w 2007 roku wśród 52 osób (30 kobiet i 22 mężczyzn, między 20 i 60 rokiem życia). Jedne osoby preferowały naturalność i brak makijażu, podczas gdy inne osoby uważały dyskretny makijaż za bardzo kobiecy.

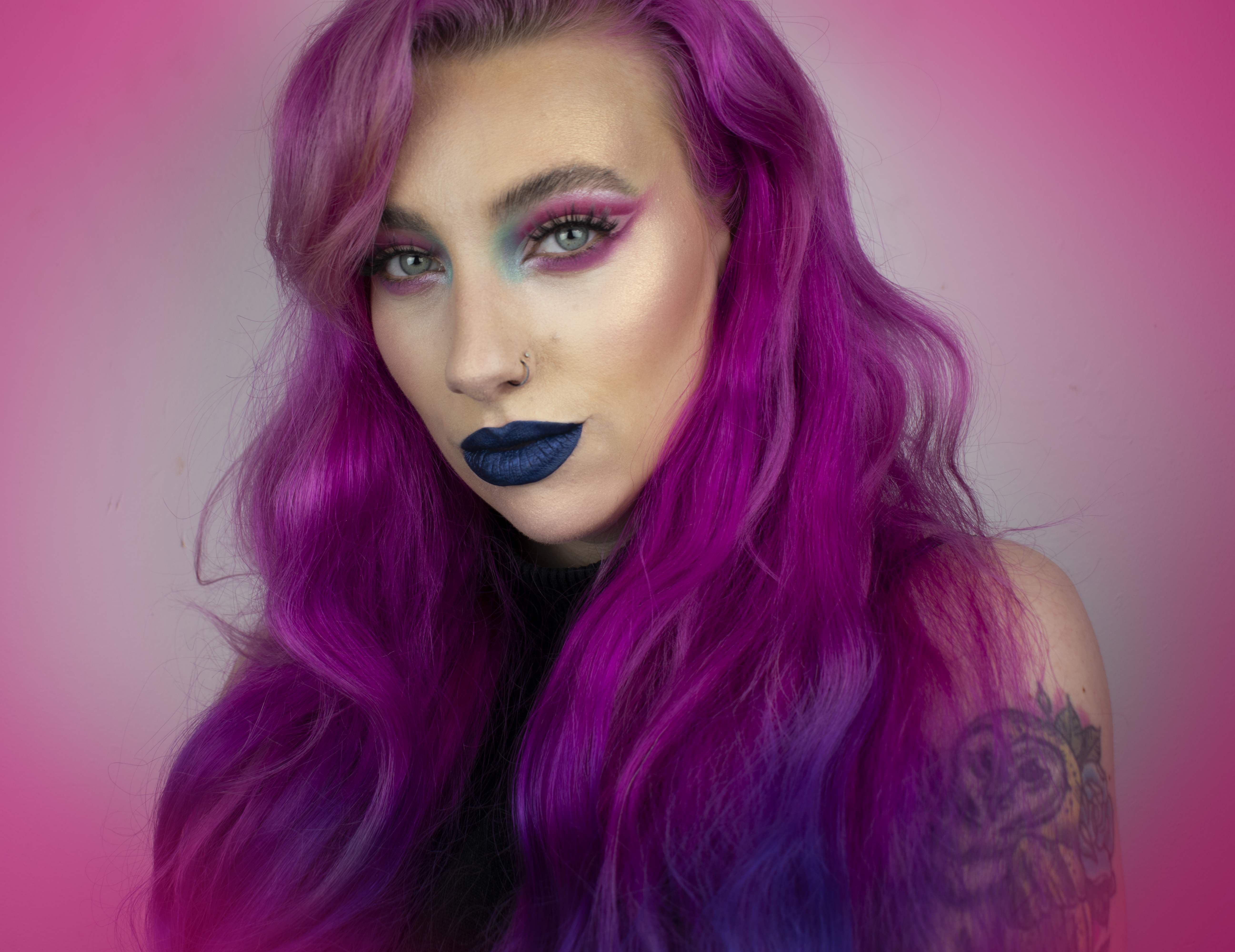
Dziewczyna z mocnym makijażem
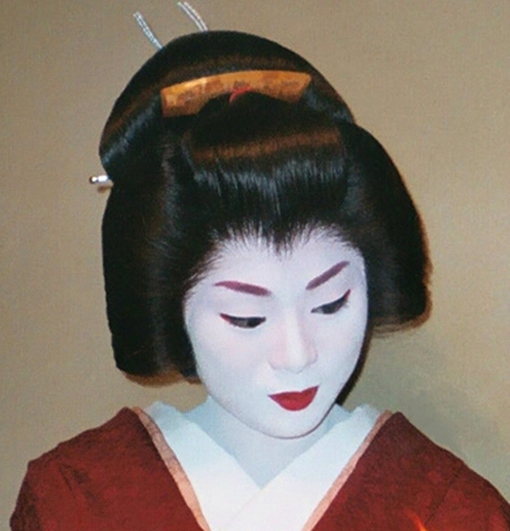
Gejsza 2003
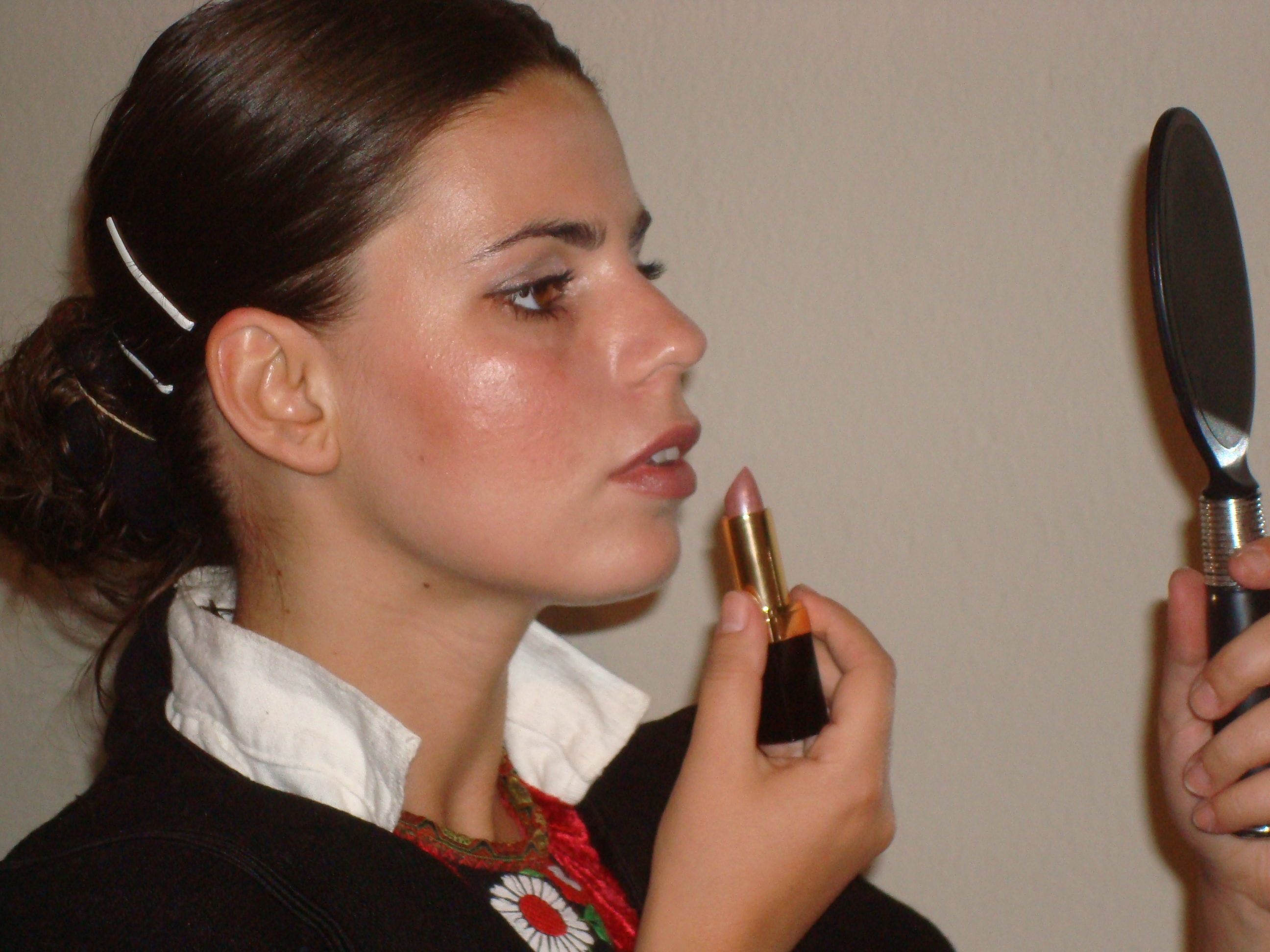
Malująca się młoda kobieta
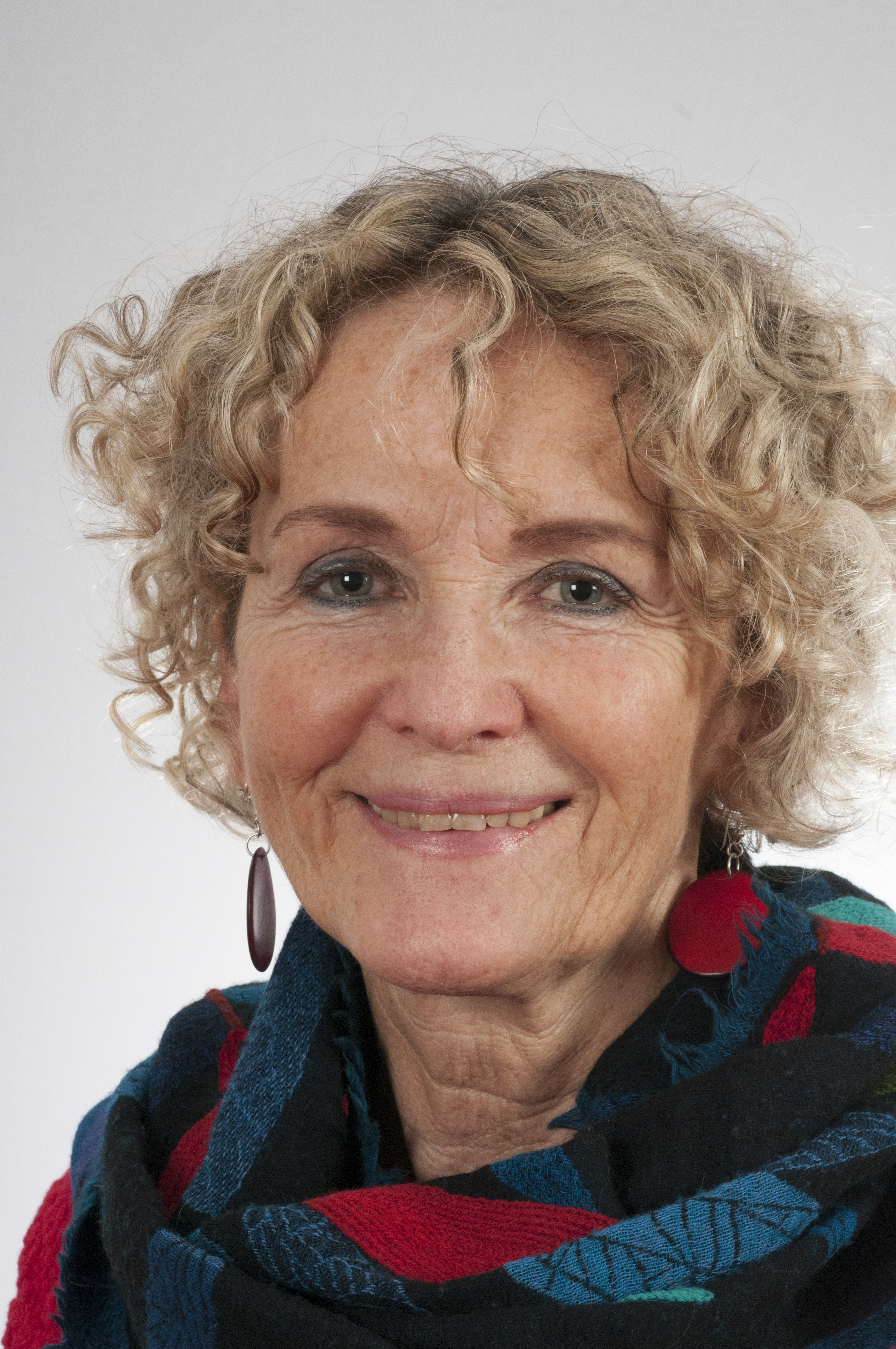
Dyskretny makijaż kobiety w średnim wieku
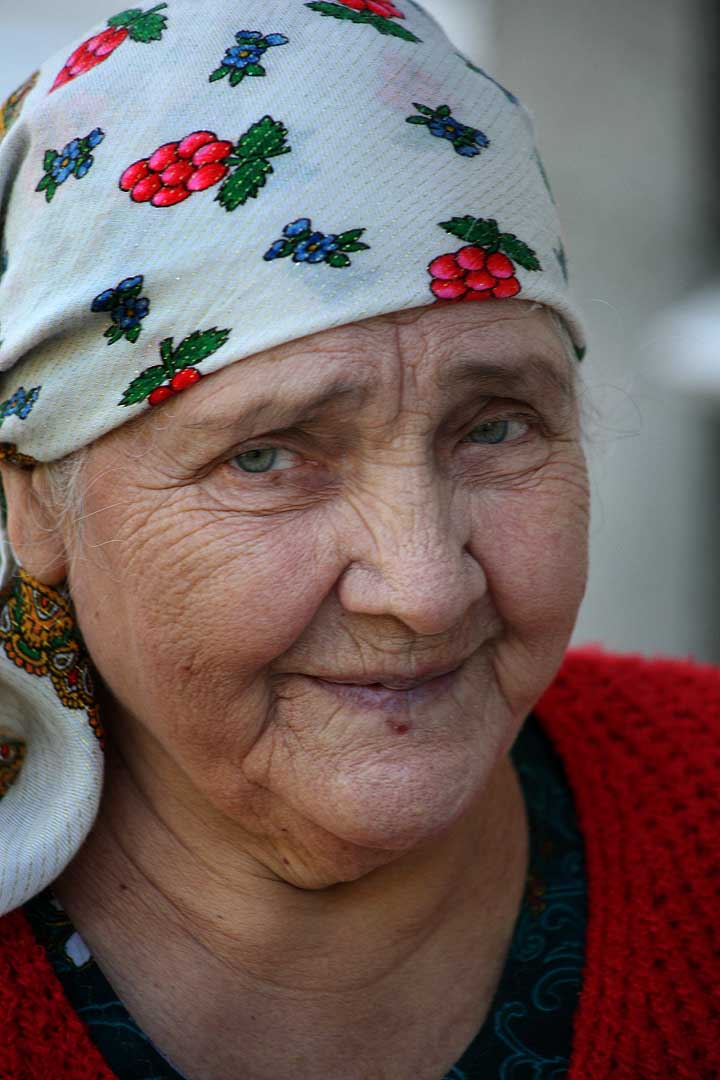
Starsza kobieta bez makijażu
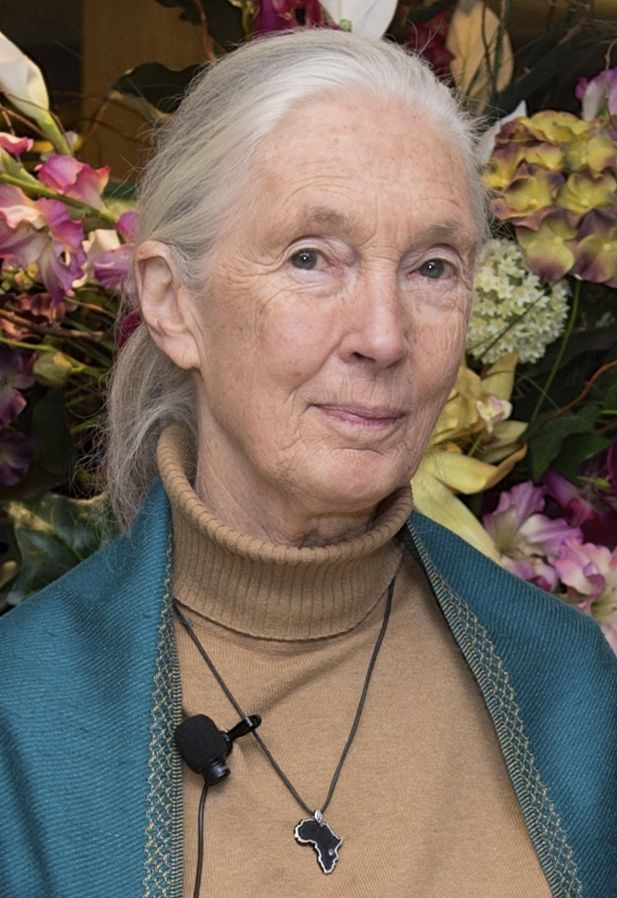
Starsza kobieta bez makijażu

## Na różnych etapach życia

### W okresie dojrzewania
Naturalna obserwacja wzorca kobiecości (i męskości) ma miejsce w rodzinie. Matka jest dla dziewczynki najważniejszym wzorem kobiecości. Kształtowanie kobiecości rozpoczyna się już we wczesnym dzieciństwie i ma charakter procesu rozwojowego, podczas którego następuje osiągnięcie świadomości własnej kobiecości. Córka, świadomie lub nie, uczy się naśladować zachowania matki, np. już w zabawie odtwarza wykonywane przez matkę czynności. Przemiana dziewczynki w kobietę następuje w okresie pokwitania, podczas którego mają miejsce liczne przemiany biologiczne i psychiczne, oraz pojawia się pierwsza miesiączka. Akceptacja dorastającej córki, w tym jej płciowości, przez rodziców oraz pozytywne spojrzenie na jej seksualność są niezbędne do jej dalszego prawidłowego rozwoju. Korzystnie wpływają na wzajemne relacje córki z rodzicami, sprzyjając otwartości i zaufaniu, oraz prowadzeniu rozmów na tematy intymne. Ojciec jest dla córki w jej rozwoju psychoseksualnym wzorem mężczyzny, ojca i męża. Ojciec pomaga córce w procesie oderwania się od matki. Od ojca córka uczy się o naturze męskiej i charakterystycznych męskich zachowaniach, dowiaduje się, jak rozmawiać i komunikować się z mężczyznami. Dobre ojcostwo umacnia kobiecą tożsamość córki i podnosi poczucie jej własnej wartości. Realizacja kobiecości ma również miejsce w małżeństwie, w kontakcie z mężczyzną, przy którym rozkwita.

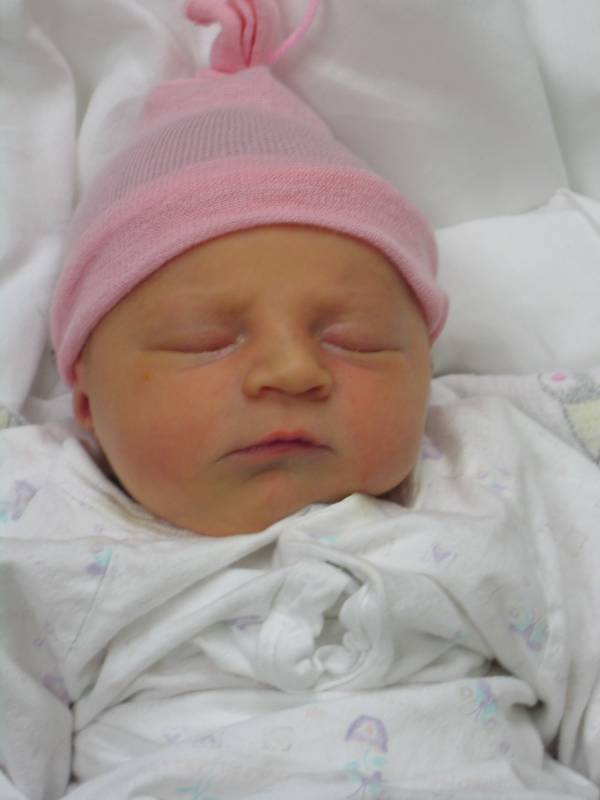
Niemowlę płci żeńskiej
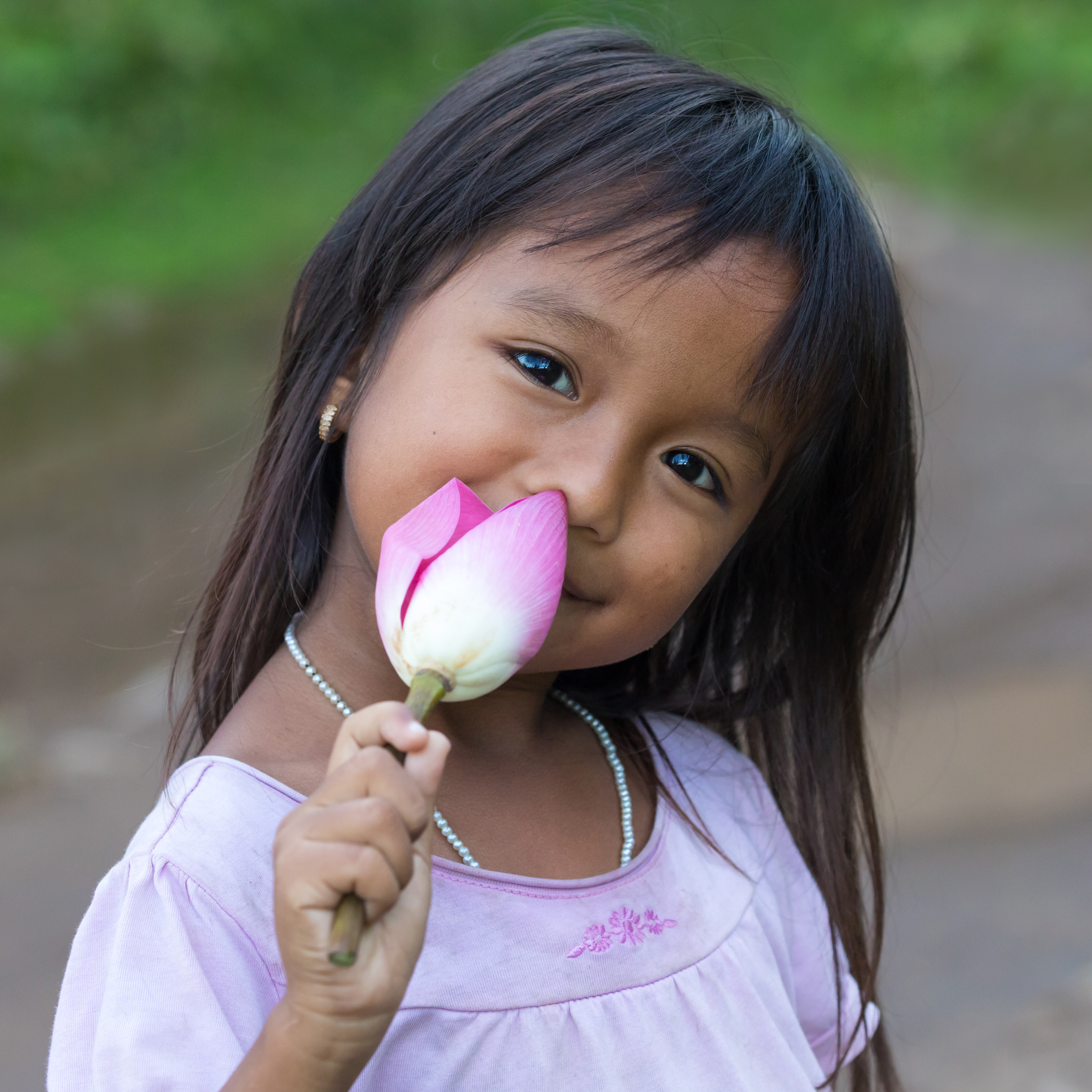
Dziewczynka
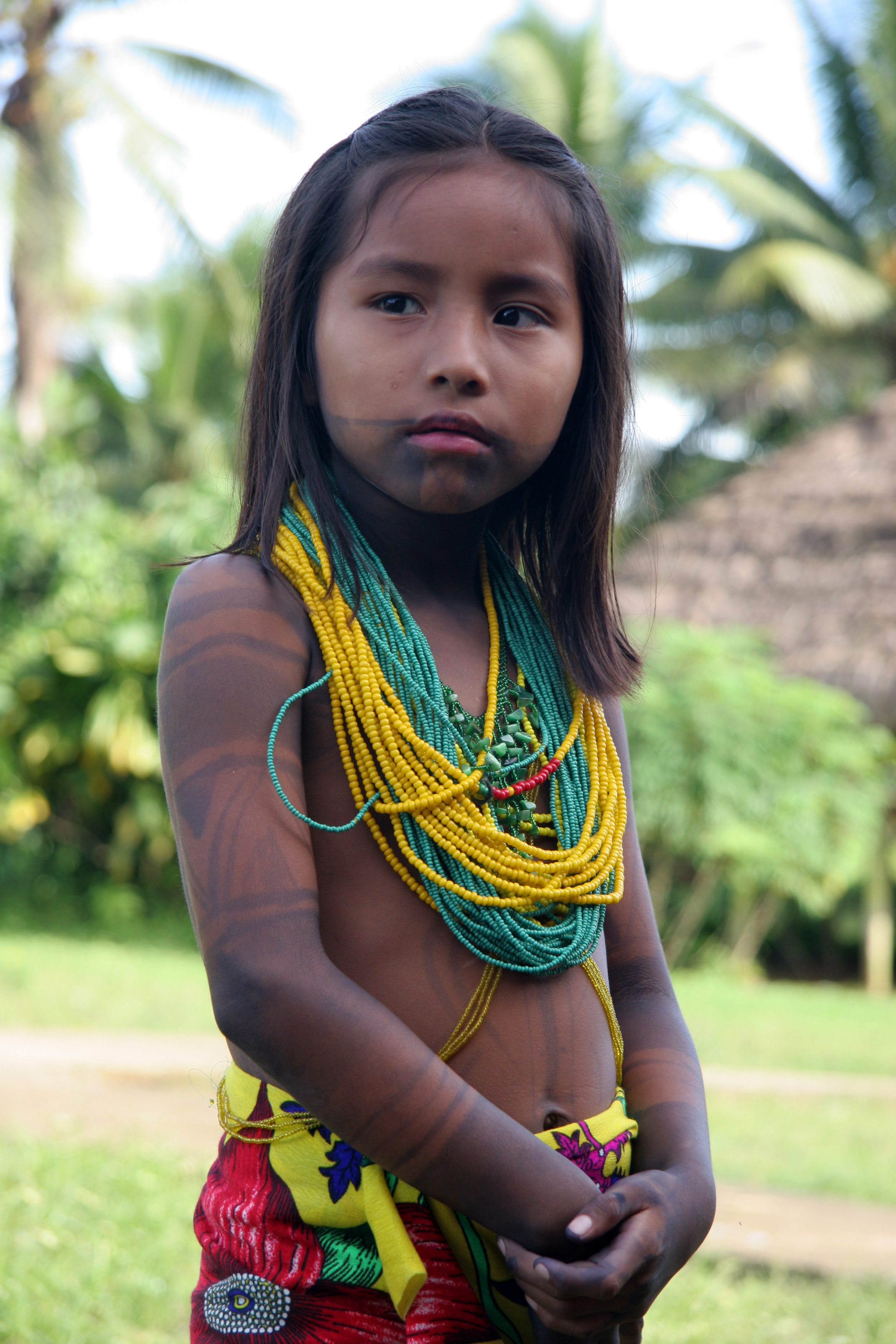
Starsza dziewczynka
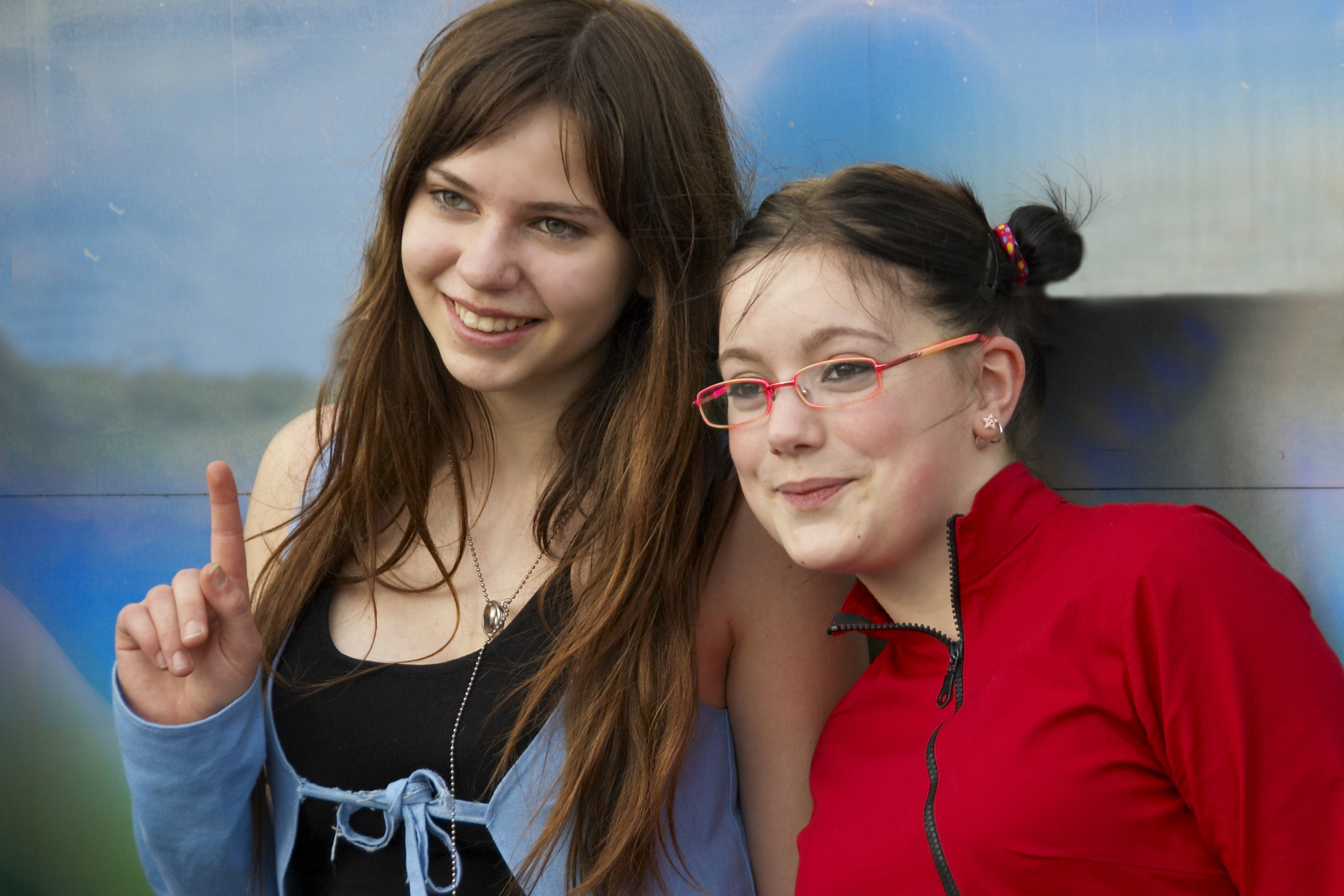
Dorastające dziewczyny
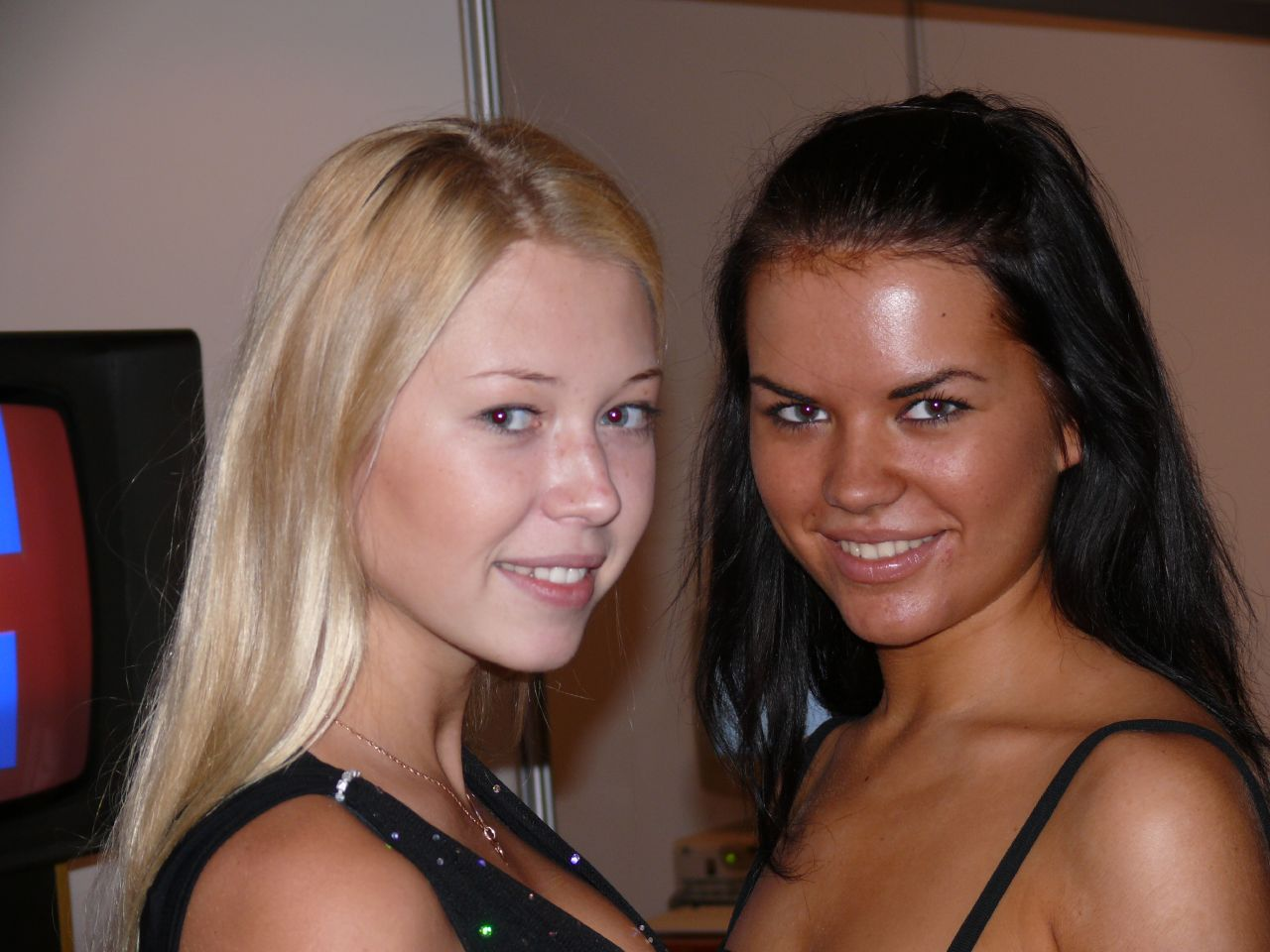
Nastolatki

### W wieku rozrodczym
W większości krajów kobiety mogą kontrolować własną płodność. W okresie rozrodczym podejmują decyzję o posiadaniu dziecka albo o świadomej bezdzietności. Dla wielu kobiet głównym wyznacznikiem ich kobiecości jest macierzyństwo, a bycie matką należy do najważniejszych ról społecznych, które mogą pełnić. Przyszłe matki muszą podjąć decyzję, czy po porodzie będą jednocześnie wychowywać dziecko i pracować zawodowo (matka pracująca), czy zrezygnują z aktywności zawodowej i poświęcą się wyłącznie wychowywaniu dziecka (matka pozostająca w domu, niepracująca).
Pomimo natłoku obowiązków zawodowych i domowych kobiety-matki starają się nie zaniedbywać samej siebie pod względem wyglądu zewnętrznego ani rozwoju wewnętrznego. Wśród kobiecych zajęć dostarczających przyjemności respondentki badania wymieniały: czas wolny dla rozwijania własnego hobby, robienie zakupów, oglądanie telewizji, przeglądanie internetu, czytanie oraz spotkania z koleżankami. Czas wolny od dziecka, to również czas, który kobieta może spędzić wspólnie z mężem. Kobiety starają się połączyć rolę matki i żony z obowiązkami zawodowymi.
Pomimo równouprawnienia kobiety często martwią się o swój wygląd, stosują diety odchudzające, wydają duże pieniądze na kosmetyki, a nawet decydują się na upiększające lub odmładzające operacje plastyczne, lecz w dalszym ciągu czują się nieatrakcyjne, gdy porównują się do kobiet, które widzą w środkach masowego przekazu. Zaś paradoksalnie kobieta atrakcyjna fizycznie może być narażona na deprecjonowanie jej umiejętności intelektualnych i podważanie jej pozycji zawodowej. W mass mediach kobiety mogą znaleźć przekazy mówiące im, że „mogą wszystko”, obok przekazów informujących o negatywnych konsekwencjach „wyzwolenia kobiet” związanych z  odkładaniem macierzyństwa na potem, wypaleniem zawodowym czy samotnością singielek.
Według przeprowadzonych badań (na 30 singielkach i 30 singlach pomiędzy 27 i 41 lat z Łodzi i Warszawy w 2013 roku) wykształcone, pracujące zawodowo i dobrze sytuowane polskie singielki cenią wolność, niezależność i możliwość samorealizacji, lecz myślą o byciu w stałym związku i założeniu rodziny w przyszłości. Poszukują mężczyzn o tradycyjnych cechach przypisywanych męskości i o cechach związanych z nowym modelem męskości tj. okazywanie czułości i wsparcia emocjonalnego czy współuczestniczenie w wykonywaniu domowych obowiązków, dobrze sytuowanych materialnie, zajmujących eksponowane stanowiska, odpowiedzialnych, zrównoważonych emocjonalnie i poważnie myślących o rodzinie. Często singielki są niewolniczkami własnych wyobrażeń dotyczących idealnego partnera. Problemem może być znalezienie odpowiedniego kandydata na partnera czy męża. Decyzja o pozostaniu singielką (lub singlem) bywa głównie uwarunkowana chęcią dalszego rozwoju kariery zawodowej.
Niektóre wykształcone i zamężne kobiety podejmują wraz z mężem decyzję zostania bezdzietną i niepracującą żoną (ang. stay-at-home-wife). Według nich ten styl życia jest mniej stresujący dla obojga partnerów, pozostawia czas wolny do wykorzystania według uznania i pozwala na podjęcie działalności charytatywnej. Kobieta zajmuje się domem, gotuje i ma więcej czasu dla męża. W  niektórych przypadkach kobieta rezygnuje z pracy zawodowej z powodów zdrowotnych albo z chęci rozwoju zdolności kreatywnych. Mężczyźni mają problemy z taką decyzją, głównie, gdy ich sytuacja finansowa wymaga płatnej pracy obojga. Dodatkowym problemem jest fakt, że tylko niewielu mężczyzn zdaje sobie sprawę i docenia trudy codziennego prowadzenia gospodarstwa domowego. Według przybliżonych szacunków Scotta Haltzmana, (współ)autora książki Tajemnice szczęśliwie zamężnych kobiet. Zdobądź na zawsze serce męża,
bezdzietne i nieaktywne zawodowo żony stanowią więcej niż 10% ogółu kobiet, które pozostają w domu.

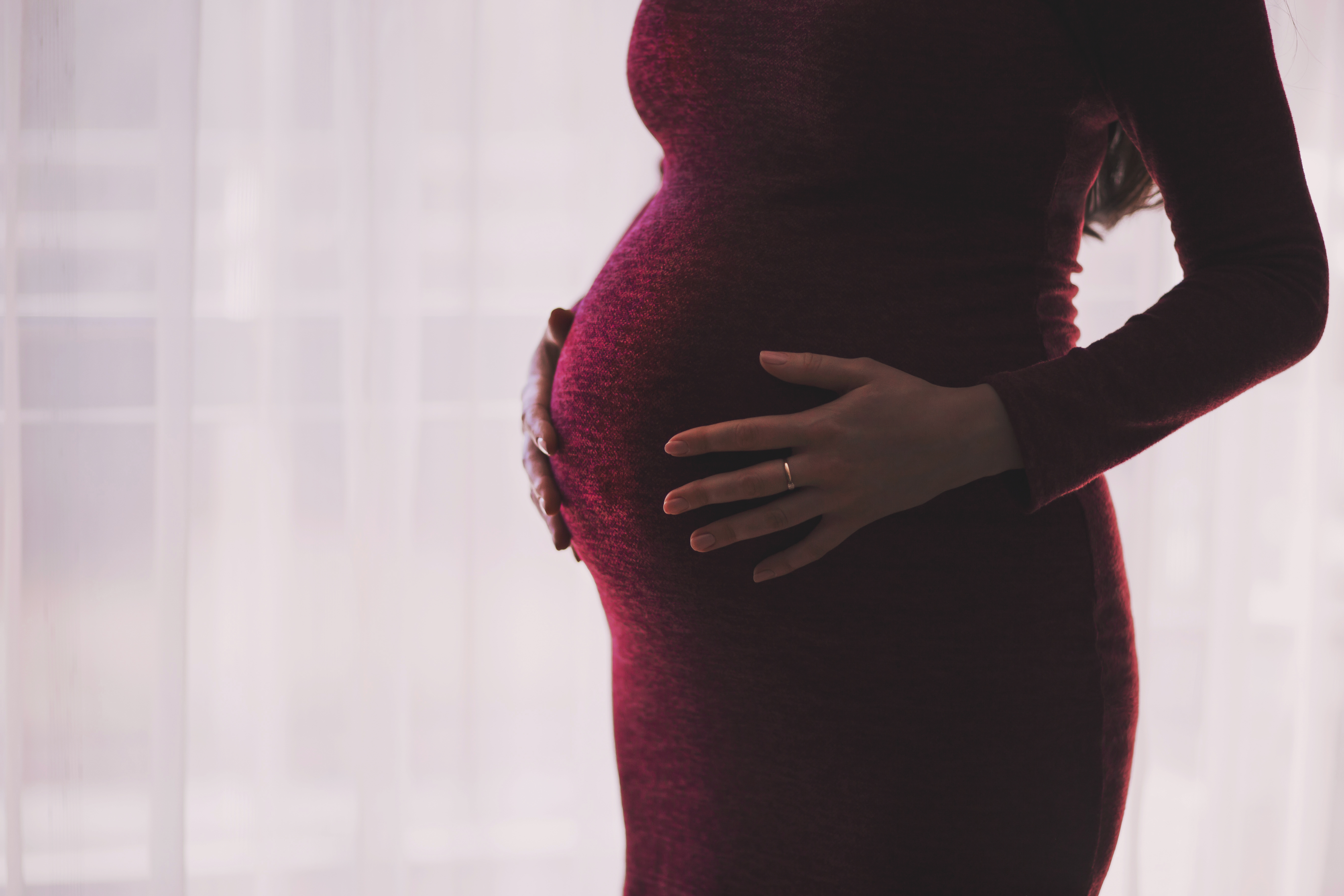
Kobieta w ciąży
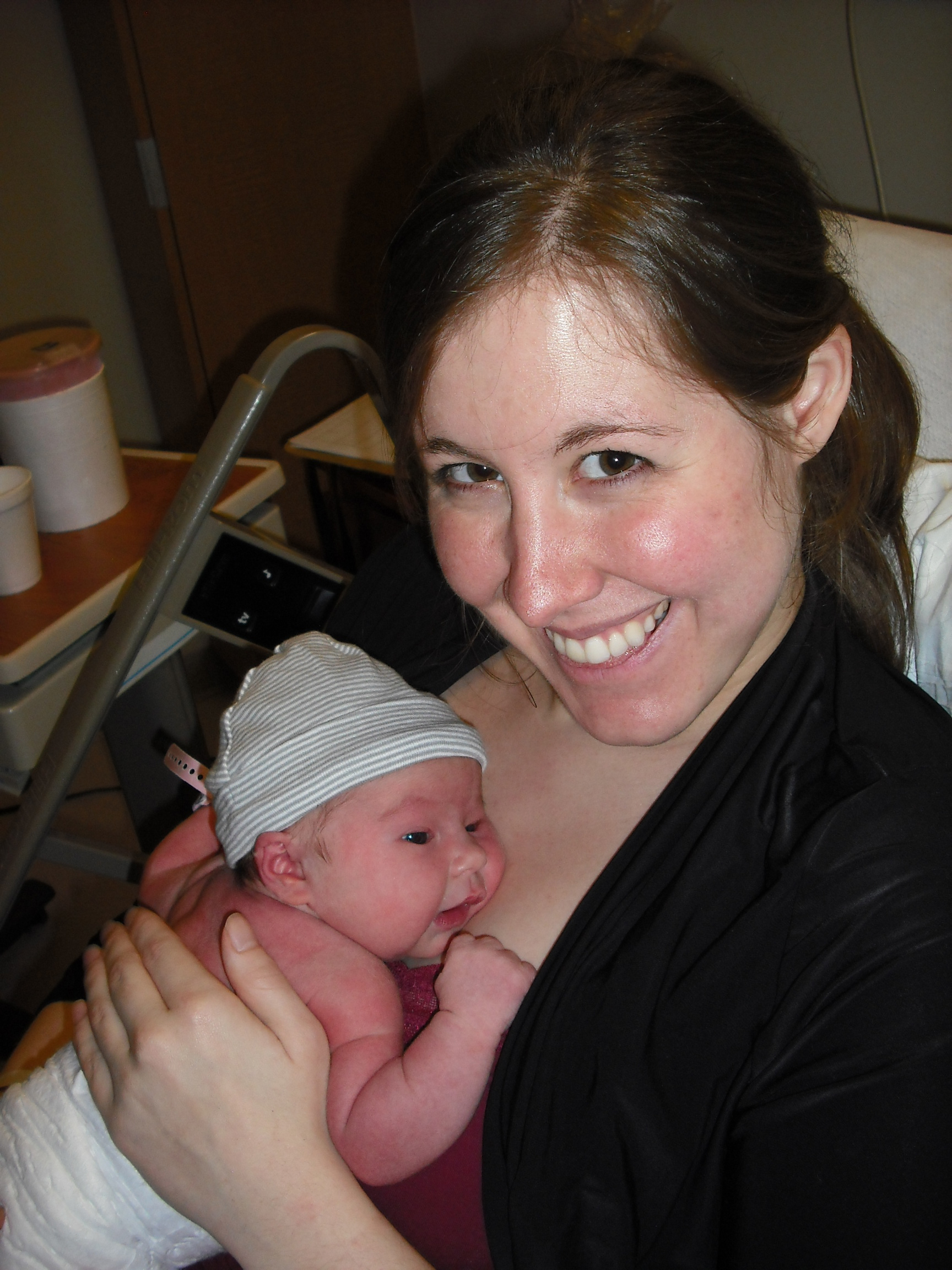
Matka z nowonarodzonym dzieckiem
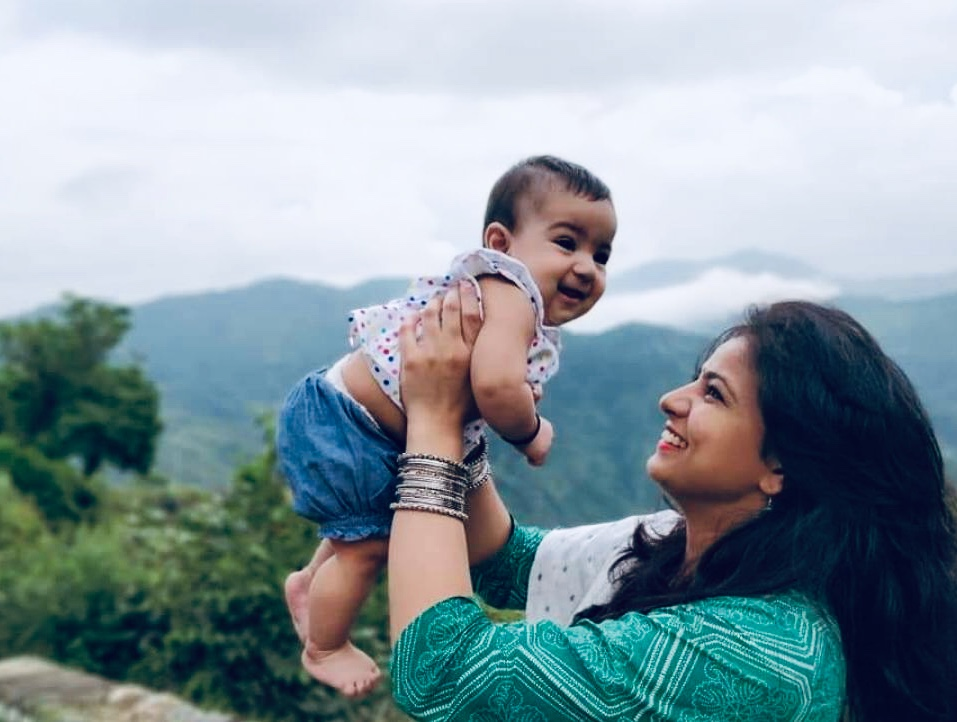
Matka z córką
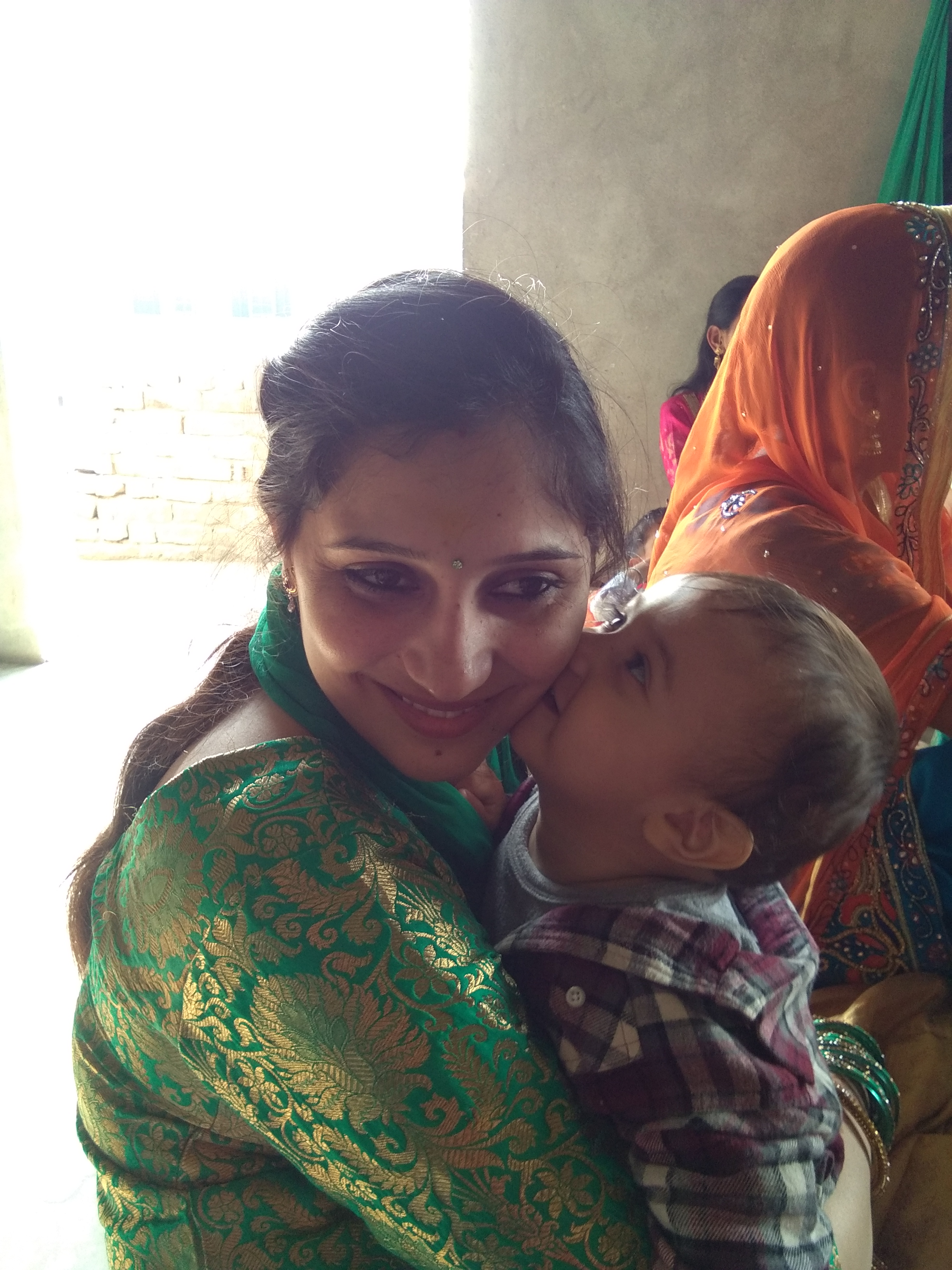
Matka z synkiem
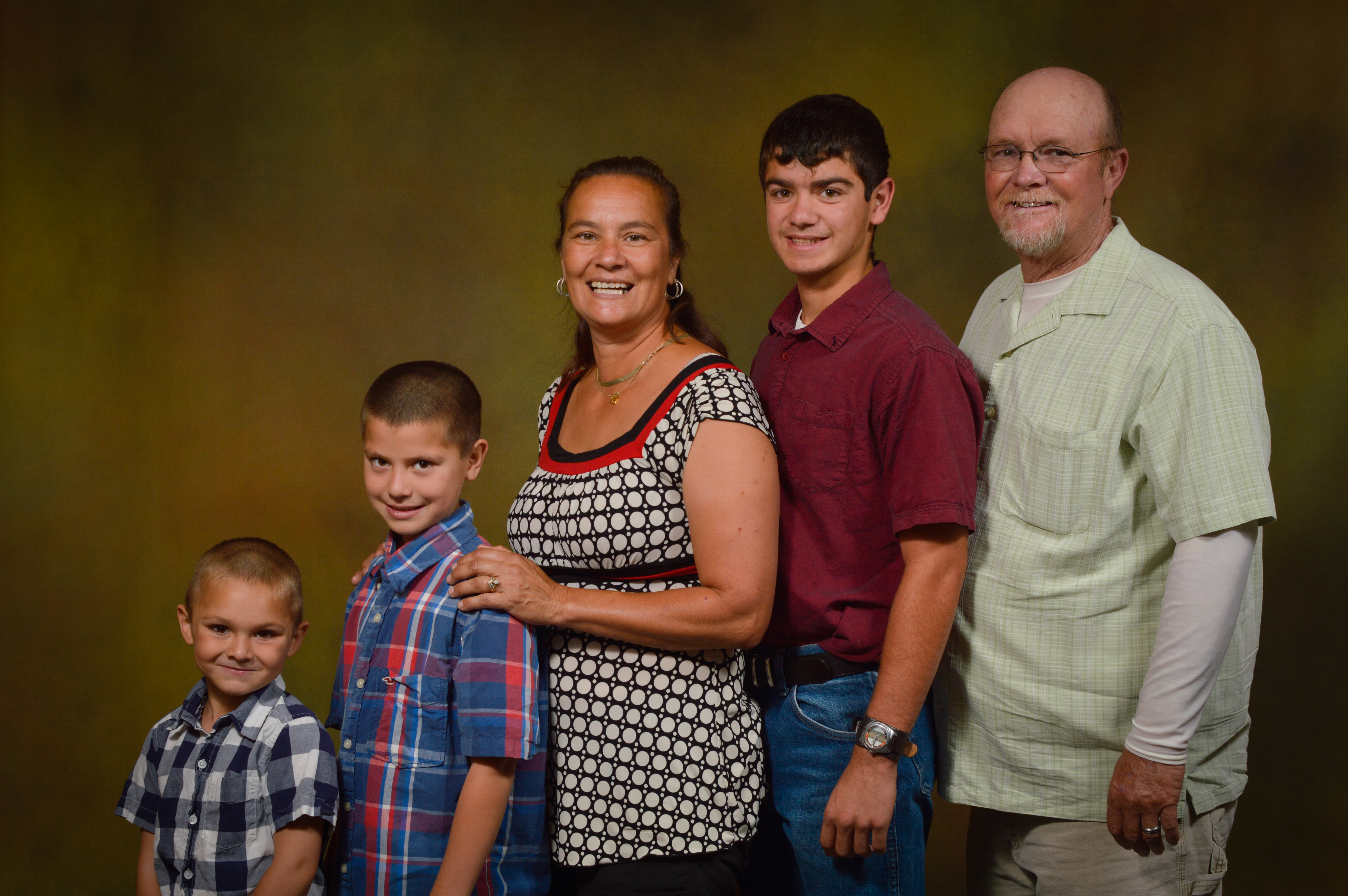
Rodzina

### Podczas klimakterium
Ogromny wpływ na postrzeganie własnej cielesności przez kobiety mają zmiany występujące podczas klimakterium, fizjologiczne oraz w obrębie życia emocjonalnego i społecznego. Dochodzi do ustania jajeczkowania, a więc utraty płodności. Skóra staje się mniej elastyczna, może występować suchość pochwy, uderzenia gorąca czy zmienność nastrojów. Wiele kobiet obawia się, że starzenie się oznacza utratę kobiecości, łączonej z młodością, witalnością i urodą.
Również dotychczasowe role (kochanki, żony i matki) i relacje ulegają przeobrażeniu; zanika życie erotyczne, a dorosłe dzieci opuszczają rodzinny dom. Kobiety po wejściu w klimakterium mogą czuć się zagubione i może pojawić się poczucie bezsensu dalszego życia.
Stereotypowe postrzeganie menopauzy i jej medykalizacja (HTZ), zamiast traktowania przekwitania jako naturalnego etapu w kobiecym życiu, nie ułatwiają przyjęcia pozytywnego stanowiska w stosunku do klimakterium. Kobiety często poddają się zabiegom chirurgii kosmetycznej, próbując zachować młodość.
Według Joan Borysenko, „menopauza to nie czas na prowadzenie walki z własnym ciałem, ale czas w którym należy dokonać wglądu w siebie, by odnaleźć tam kobiecą mądrość i energię”. Joan Borysenko doradza kobietom zmienić swój negatywny stosunek do klimakterium, gdyż życie, które mają przed sobą może być równie długie, jak to, które mają już za sobą. Powołując się na doświadczenia z własnej praktyki terapeutycznej Joan Borysenko zauważyła, że te jej pacjentki, które uwierzyły w mit mówiący, że menopauza jest końcem kobiecości, traciły witalność i częściej występowały u nich dolegliwości towarzyszące klimakterium (zmęczenie, zaburzenia snu, bóle, nocne poty, napady gorąca).
Kobieta po menopauzie nie musi przeżywać dramatu, może nadać pozytywne znaczenie zachodzącym zmianom. Nie musi nikomu matkować, by czuć się szczęśliwą, a pragnienia seksualne może zaspokoić w sposób mniej bezpośredni przez taniec, zabawę, dzielenie zainteresowań. Przyjemność może także znaleźć w czytaniu, spacerach, rozmowach z przyjaciółmi czy podróżach. Klimakterium zaś widzieć jako wstęp do drugiej połowy czekającego ją życia.

### U starszych pań
Proces starzenia się jest szczególnie trudny dla kobiet, które wraz z wiekiem tracą cenione społecznie atrybuty fizyczne i w pewnym wieku znikają z przestrzeni publicznej, pomimo posiadanych kompetencji i umiejętności, podczas gdy mężczyźni nawet w zaawansowanym wieku mogą zajmować odpowiedzialne stanowiska, często o dużym zakresie władzy.
Dla wielu kobiet ich atrakcyjność fizyczna stanowi wyznacznik ich wartości. Wiele kobiet nie jest przygotowanych na zmiany psychiczne, które wynikają z pojawiania się zmarszczek na twarzy, siwych włosów i zwiotczenia skóry. Starsza kobieta traci nie tylko w sferze biologicznej, ale również w społecznej, co jest konsekwencją przejścia na emeryturę i ograniczenia zawodowych kontaktów towarzyskich. Jej miejsce u boku mężczyzny jej rówieśnika często zajmuje młodsza kobieta, zaś wiązanie się starszej kobiety z młodszym partnerem nie otrzymuje społecznego przyzwolenia. Głównym zadaniem na tym etapie życia staje się dla starszych kobiet wychowywanie wnuków.
Ciała kobiet dojrzałych i starszych określane były przez respondentów badania przeprowadzonego w 2001 roku we Francji jako brzydkie, sflaczałe, okropne. Wyniki badań wskazują, że dla starszych pań w wieku powyżej 65 lat w dalszym ciągu kwestie związane z dbaniem o urodę i modą pozostają ważne. Podobnie jak młode kobiety również starsze kobiety porównywały swój wygląd z wyglądem koleżanek. Ważna okazywała się dla nich opinia mężczyzn na temat ich wyglądu. Starsze panie przestrzegały podstawowe zasady higieny ciała (mycie, kremowanie), korzystały z usług kosmetycznych i fryzjerskich, często podkreślając, że bez względu na wiek trzeba o siebie dbać, chociaż nie zawsze miały na to siłę i ochotę. Brakowało im też motywacji ze względu na to, że rzadziej wychodziły z domu i miały mniej kontaktów z ludźmi. Stwierdzały, że potrzebna jest im zachęta, aby o siebie zadbać czy kupić sobie coś nowego do ubrania. Nierzadko moda była tematem ich rozmów z wnuczkami. Dużą radość sprawiały im prezenty w postaci kosmetyków, ubrań i biżuterii. Zadbanie o wygląd zewnętrzny poprawiało im nastrój i dodawało energii.
Większość respondentek była zgodna co do tego, że kobieta powyżej 65 roku życia w dalszym ciągu może prezentować się atrakcyjnie i wzbudzać zainteresowanie, w tym młodszych roczników, lecz prawie połowa z nich nie uważała się za atrakcyjną ze względu na nadwagę i oznaki starzenia. Za atrakcyjną fizycznie była uznawana starsza kobieta o szczupłej i wyprostowanej sylwetce, z niewielką ilością zmarszczek na twarzy, o zadbanym ciele i włosach, ubrana w odpowiedni strój. Wewnętrznie starsze panie czuły się młodo, a jedynie odbicie w lustrze i dolegliwości fizyczne przypominały im o wieku kalendarzowym. Z wiekiem rozwijała się u nich też coraz silniejsza autocenzura własnego wizerunku, tego co należy zakryć ubiorem, a co jeszcze można pokazać publicznie. Starsze panie obawiały się zmian cielesnych uniemożliwiających codzienne funkcjonowanie, bólu i niepełnosprawności, wspominały swój wygląd z czasów młodości. Narzekały, że kobiety w ich wieku oraz ich problemy są praktycznie nieobecne w mediach, a jeżeli już to pojawiają się monotematycznie w roli babci piekącej ciasto.
We współczesnej kulturze, opartej na kulcie młodości i atrakcyjności, obraz starości pozostaje nadal mocno negatywny. Zdjęcia modelek w starszym wieku są retuszowane, aby wyglądały młodziej.

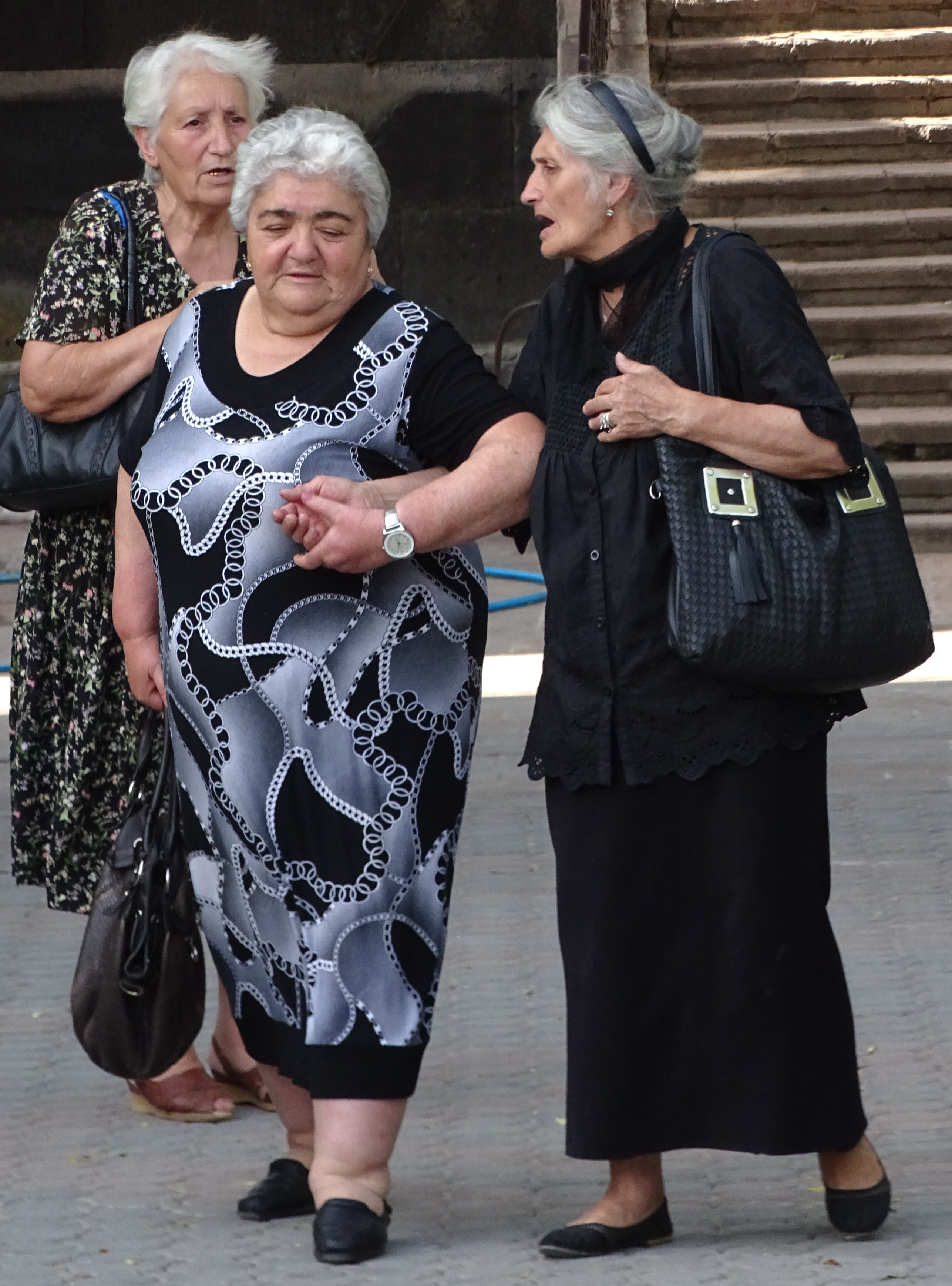
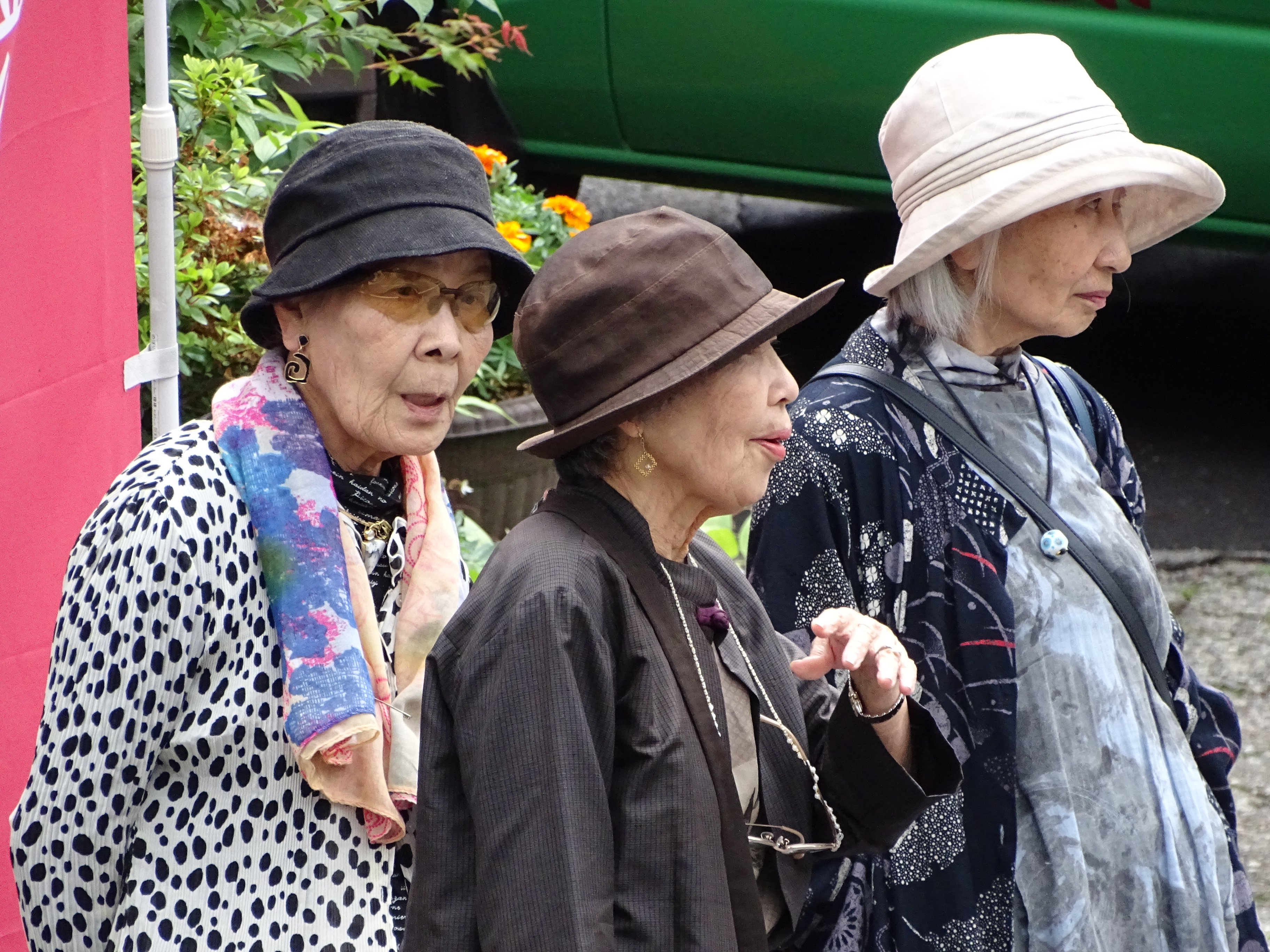
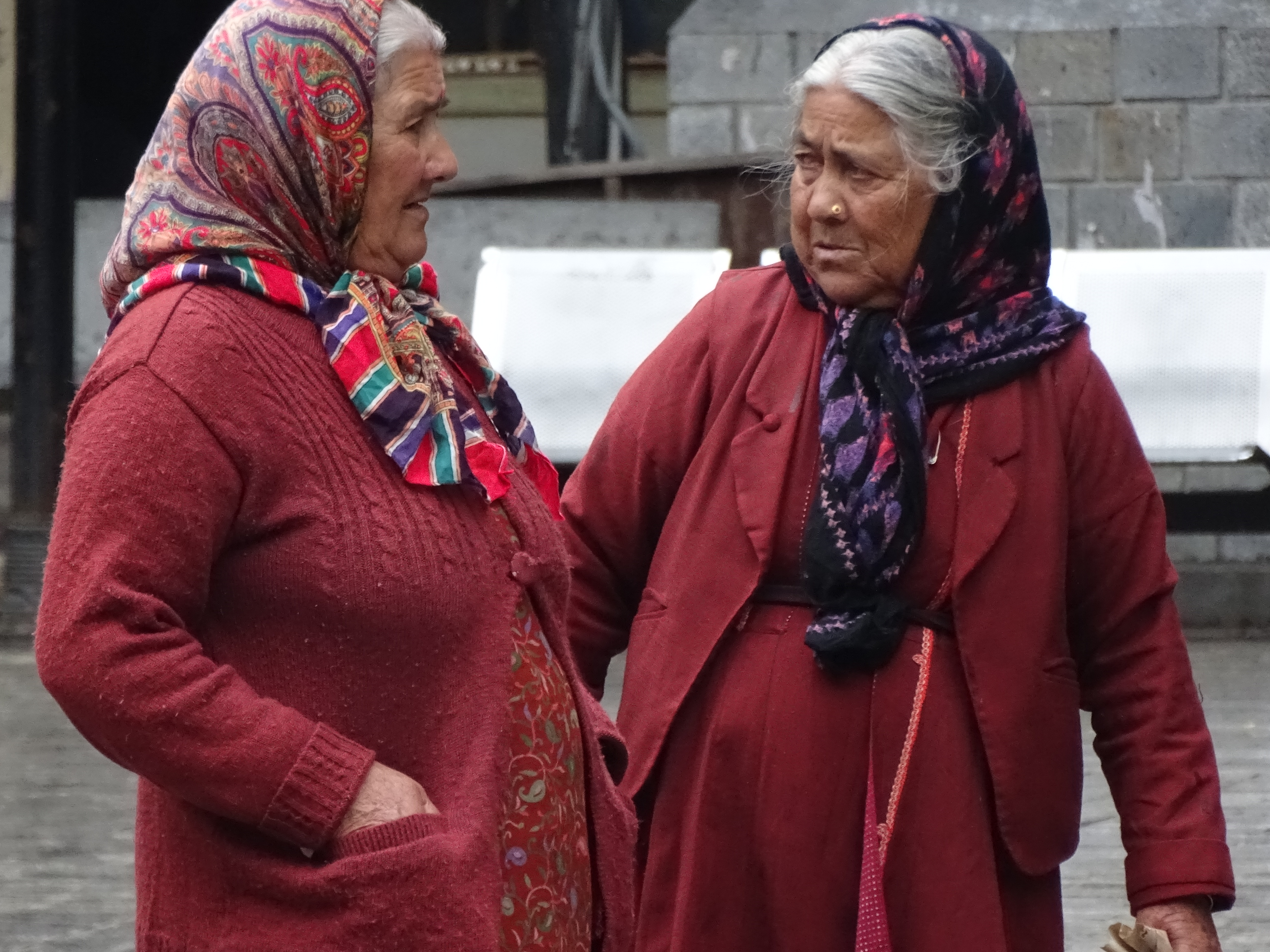
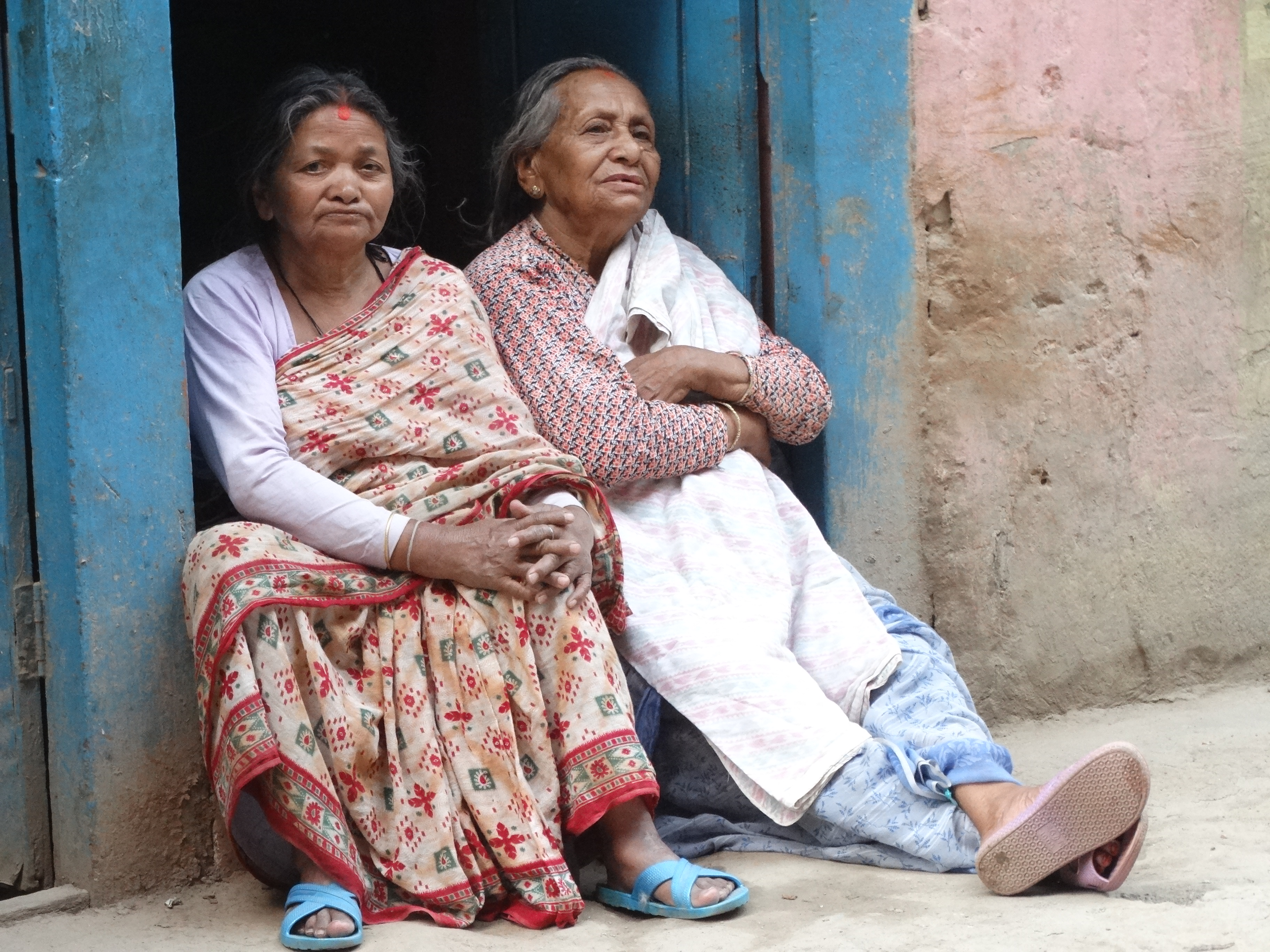
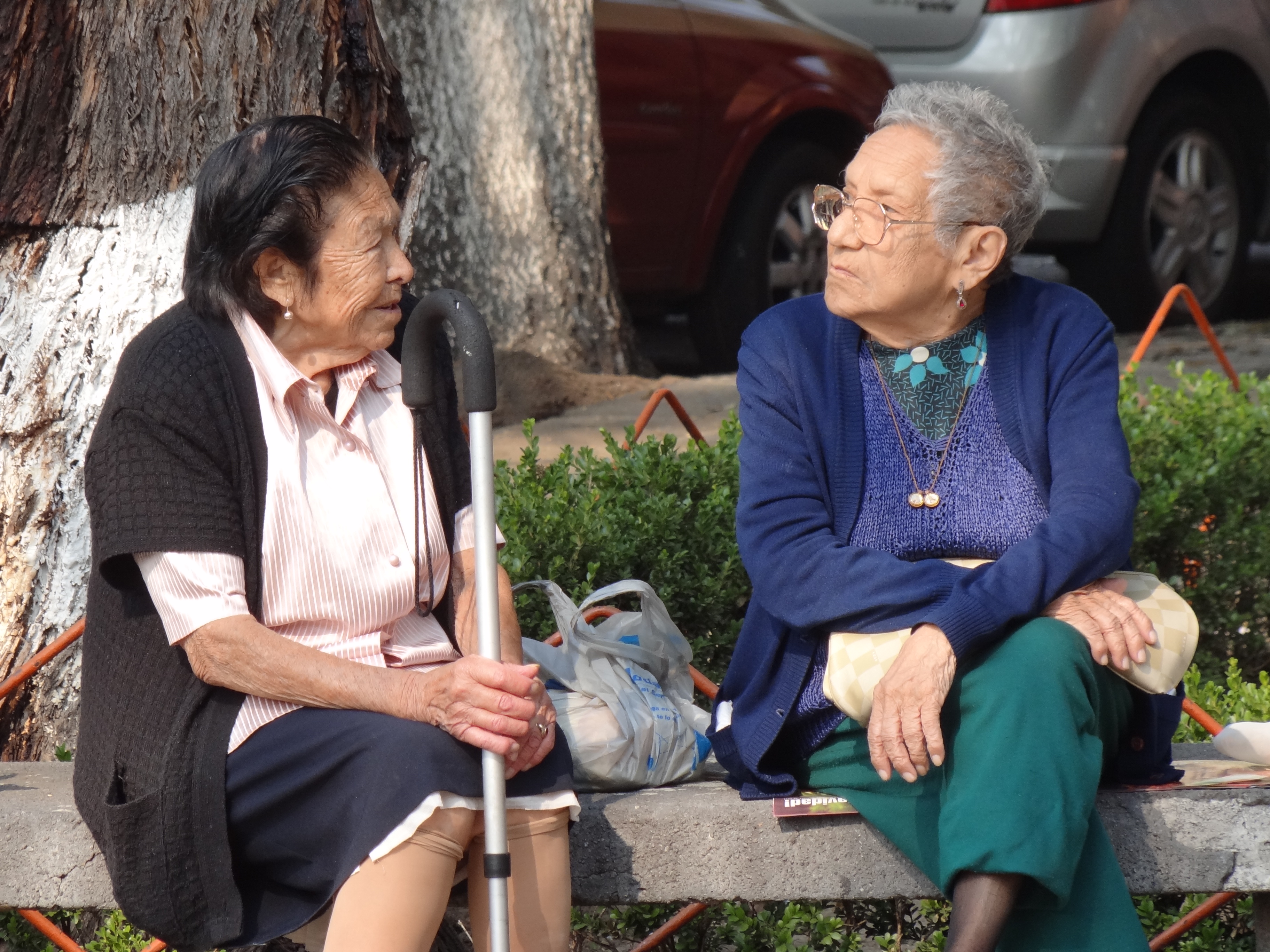
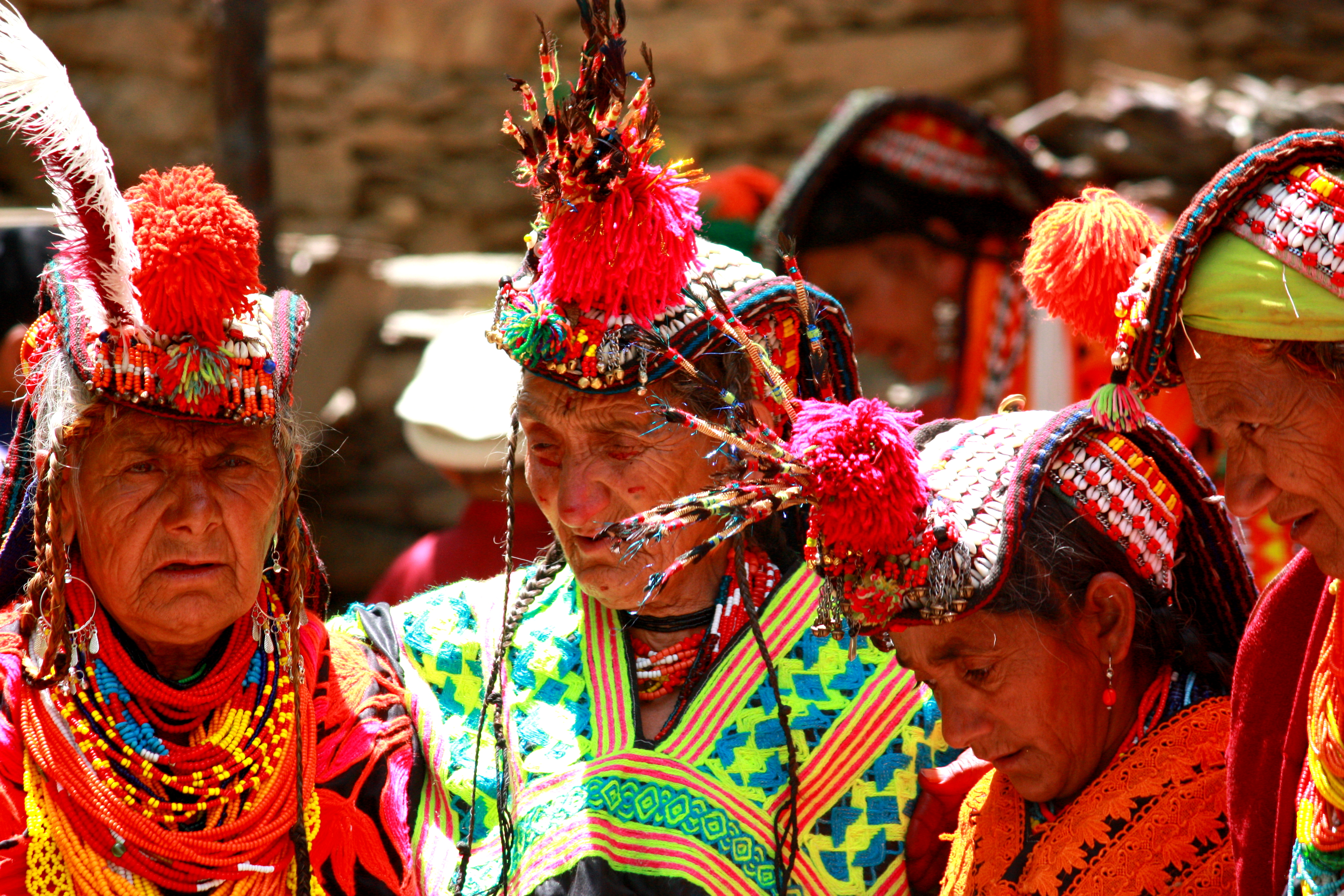

Starsze kobiety z różnych krajów

## W doświadczeniach transkobiet
Transkobiety często już od najmłodszych lat wykazują skłonności ku kobietom i kobiecości. W miarę dorastania uświadamiają sobie, że nie chcą być chłopcem, ani nie chcą być traktowane jak chłopiec, lecz pragną być kobietami. Starają się, aby inni postrzegali je jako kobiety. W tym celu decydują się na operacje chirurgiczne, terapię hormonalną i noszenie kobiecych ubrań czy na naśladowanie ruchów, gestów, sposobu mówienia i zachowania, aby móc odpowiadać kulturowemu stereotypowi kobiecości.
Janice Raymond, działaczka feministyczna, w książce pt. The Transsexual Empire wydanej w 1979 roku, skrytykowała transkobiety za promowanie kobiecości, która w jej opinii jest męskim wynalazkiem. Zdaniem Janice Raymond transkobiety bardziej dopasowują się do roli kobiecej niż nawet najbardziej kobiece biologiczne kobiety.
Transkobiety przede wszystkim szukają uznania i potwierdzenia swojej kobiecej tożsamości we własnym odczuciu i w oczach innych ludzi, gdyż tylko będąc kobietami są w stanie prowadzić życie, którego pragnęły. Czucie się jak kobieta i akceptacja ze strony innych są ważne do osiągnięcia poczucia szczęścia i satysfakcji życiowej.
Transkobiety spotykają się na co dzień nie tylko z transfobią, homofobią i krytyką sposobu wyrażania kobiecości, lecz przede wszystkim z dyskryminacją będącą odmianą mizoginii (ang. trans-misogyny) – nienawiścią i nieufnością wobec kobiet. Według Julii Serano, biseksualnej transkobiety, w hierarchii genderowej scentralizowanej na mężczyźnie, w której przyjmuje się, że mężczyźni są lepsi od kobiet, a męskość góruje nad kobiecością, nie ma większego zauważalnego zagrożenia niż istnienie transkobiet, które pomimo tego, że urodziły się mężczyznami i odziedziczyły męskie przywileje, świadomie zdecydowały się na zostanie kobietami.

## Kobiecy mężczyźni

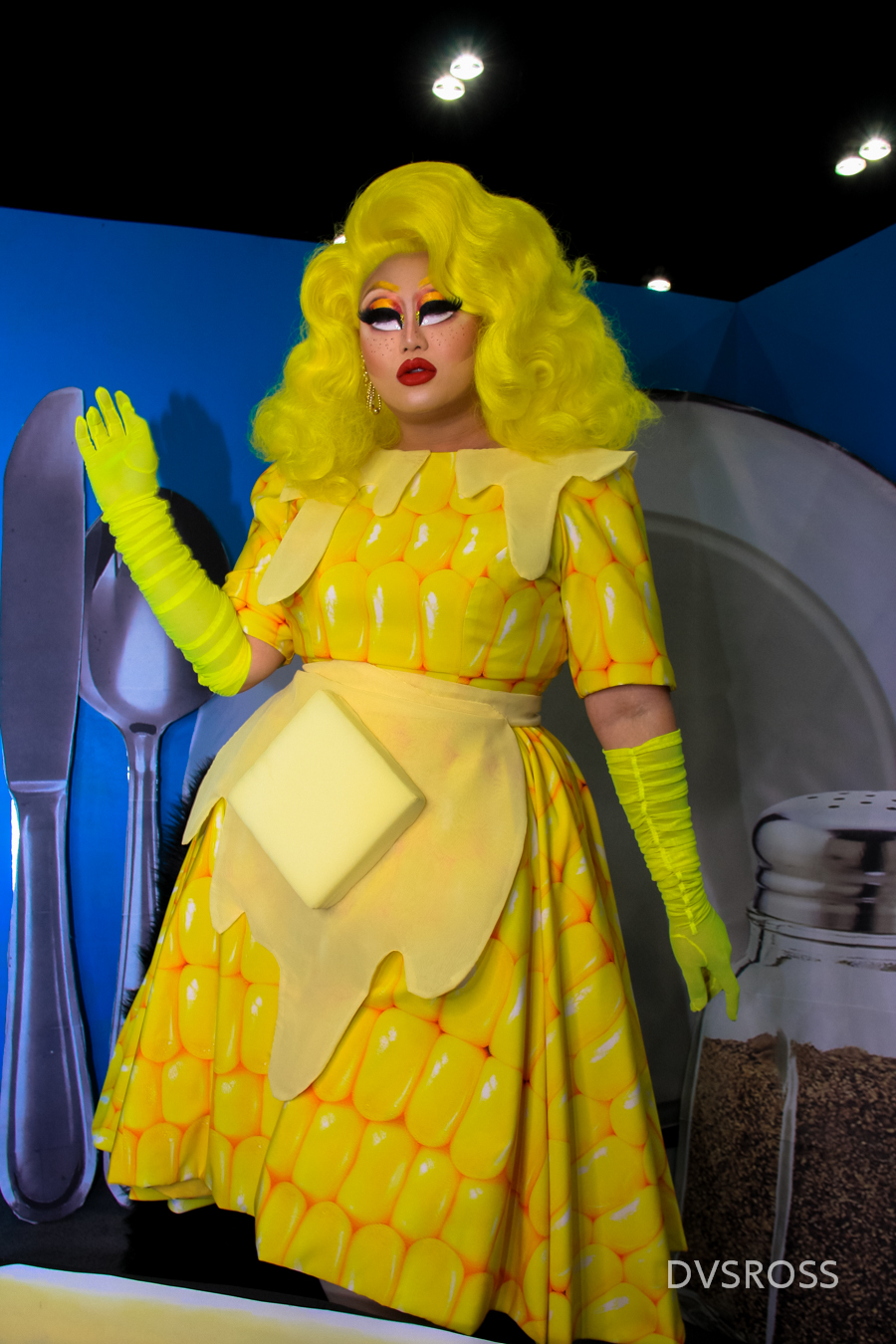
Drag queen Kim Chi

W kulturze zachodniej mężczyźni przejawiający cechy uznawane za kobiece są często stygmatyzowani i określani jako słabi. Kobiecych mężczyzn łączy się często z homoseksualizmem, chociaż kobiecość niekoniecznie jest związana z seksualnością mężczyzny. Dominująca w społeczeństwie spolaryzowana idea płci kulturowej implikuje, że kobiecość uzewnętrzniana przez mężczyzn, nieznależnie od ich orientacji seksualnej, jest uznawana praktycznie za patologiczną.
Mężczyźni są pod presją bycia męskimi i heteroseksualnymi. Kobiecy mężczyźni są z góry uznawani za homoseksualnych lub queer ze względu na sposób, w który wyrażają swoją przynależność płciową. Takie założenie ogranicza sposób, w jaki można wyrażać swoją płeć i seksualność bez konsekwencji tego typu.
W latach 70. XX w. męskość i kobiecość zaczęto mierzyć jako dwa niezależne od siebie wymiary. Męskość definiowano w kategoriach instrumentalnych (tj. przykładowo stanowczość, dominacja, niezależność), a kobiecość w kategoriach ekspresji (przykładowo wrażliwość interpersonalna, opiekuńczość, współczucie). Homoseksualni mężczyźni  w kategorii instrumentalności zdobywali podobne wyniki jak mężczyźni heteroseksualni, jednak więcej punktów pod względem ekspresji, neurotyzmu, wdzięku, sumienności (często więcej niż kobiety), nie mieli tak wyraźnych preferencji typowo męskich zajęć. Dla porównania kobiety homoseksualne zdobywały więcej punktów w zakresie instrumentalności, a mniej w obszarze nerwicowości w porównaniu z kobietami heteroseksualnymi. Występowanie cech męskich bądź kobiecych cechuje się jednak znaczną zmiennością indywidualną, co prawdopodobnie wynika z kombinacji predyspozycji genetycznych i wychowania oraz oddziaływania różnych odmian kultur. Zasugerowano, aby kobiecość mężczyzn homoseksualnych rozumieć jako specyficzną odmianę genderowo-płciową, która nie jest ani męska, ani kobieca.
Janet Shibley Hyde sformułowała hipotezę podobieństw płci i na podstawie metaanalizy 46 badań porównawczych kobiet i mężczyzn wykazała, że w zdecydowanej większości funkcji występuje przeciętnie więcej podobieństw niż różnic między kobietami a mężczyznami. Niektóre różnice płci były widoczne, kiedy respondenci uważali, że są oceniani jako mężczyźni lub kobiety, natomiast zanikały, gdy te same pytania zadawano im anonimowo (np. różnice polegające na agresywnym zachowaniu). Zasadniczo w dwóch obszarach różnice płci pojawiały się regularne – dotyczącym motoryki ciała i pewnych aspektów seksualnych.
 
Dwie publiczne formy przedstawienia kobiecości w wykonaniu mężczyzn, cross-dressing i drag, są znane w wielu zachodnich kulturach. W języku angielskim mężczyzn, którzy noszą ubrania kojarzone z kobiecością często nazywa się cross-dressers, zaś mężczyznę, który w celach rozrywkowych nosi ekstrawaganckie ubrania damskie i zachowuje się w sposób przesadnie kobiecy określa się jako drag queen. Mężczyzna, który woli ubierać się w sposób kobiecy, ale niekoniecznie identyfikujący siebie jako kobieta, nazywa się transwestytą.